# 西汉列侯列表 (王子侯)
西汉将诸侯王没有获得王位的儿子封为列侯。后世皇帝延续刘邦的做法，以列侯封王子。《汉书·卷十五》载：“大哉，聖祖之建業也！後嗣承序，以廣親親。至于孝武，以諸侯王疆土過制，或替差失軌，而子弟為匹夫，輕重不相準，於是制詔御史：「諸侯王或欲推私恩分子弟邑者，令各條上，朕且臨定其號名。」自是支庶畢侯矣。詩云「文王孫子，本支百世」，信矣哉！孝元之世，亡王子侯者，盛衰終始，豈非命哉！元始之際，王莽擅朝，偽褒宗室，侯及王之孫焉；居攝而愈多，非其正，故弗錄。旋踵亦絕，悲夫！”
下面列出西汉一朝王子得到分封的全部列侯。关于其他的列侯，另见西汉列侯列表 (功臣侯)、西汉列侯列表 (外戚恩泽侯)。

## 高帝始封

### 羹頡侯
| 羹頡侯（前200年－前187年） |        |      |          |                  |                  |
| 傳位                       | 諡號   | 姓名 | 在位年數 | 在位時間         | 备注             |
| 第1代                      | 羹頡侯 | 劉信 | 13年     | 前200年－前187年 | 汉高帝长兄刘伯子 |

### 合陽侯
| 合陽侯（前199年－前193年） |                  |      |          |                  |            |
| 傳位                       | 諡號             | 姓名 | 在位年數 | 在位時間         | 备注       |
| 第1代                      | 合陽侯（吳頃王） | 劉喜 | 7年      | 前199年－前193年 | 汉高帝次兄 |

### 沛侯
| 沛侯（前196年－前195年） |      |      |          |                  |        |
| 傳位                     | 諡號 | 姓名 | 在位年數 | 在位時間         | 备注   |
| 第1代                    | 沛侯 | 劉濞 | 2年      | 前196年－前195年 | 劉喜子 |

### 德侯
| 德侯（前195年－前109年） |        |      |          |                  | |
| 傳位                     | 諡號   | 姓名 | 在位年數 | 在位時間         | 备注 |
| 第1代                    | 德哀侯 | 劉廣 | 7年      | 前195年－前188年 | 劉喜子                                                                                                  |
| 第2代                    | 德頃侯 | 劉通 | 24年     | 前185年－前162年 | 劉廣子                                                                                                  |
| 第3代                    | 德康侯 | 劉齕 | 24年     | 前151年－前128年 | 劉通子                                                                                                  |
| 第4代                    | 德侯   | 劉何 | 5年      | 前113年－前109年 | 劉齕子，酎金免                                                                                          |
| 泰山侯（前1年－8年）     |        |      |          |                  | |
| 第7代                    | 泰山侯 | 劉勳 | 9年      | 前1年－8年       | 劉廣玄孫之孫。前62年，劉廣玄孫長安大夫猛，詔復家。前1年五月甲子，劉勳以長安公乘紹封，千戶，王莽篡位，絕 |

## 吕后始封

### 上邳侯
| 上邳侯（前186年－前179年） |        |        |          |                  |              |
| 傳位                       | 諡號   | 姓名   | 在位年數 | 在位時間         | 备注         |
| 第1代                      | 上邳侯 | 刘郢客 | 7年      | 前186年－前180年 | 楚元王刘交子 |

### 朱虛侯
| 朱虛侯（前186年－前179年） |        |      |          |                  |                |
| 傳位                       | 諡號   | 姓名 | 在位年數 | 在位時間         | 备注           |
| 第1代                      | 朱虛侯 | 刘章 | 8年      | 前186年－前179年 | 齊悼惠王刘肥子 |

### 東牟侯
| 東牟侯（前182年－前179年） |        |        |          |                  |                |
| 傳位                       | 諡號   | 姓名   | 在位年數 | 在位時間         | 备注           |
| 第1代                      | 東牟侯 | 刘兴居 | 4年      | 前182年－前179年 | 齊悼惠王刘肥子 |

## 文帝始封

### 管侯
| 管侯（前176年－前154年） |        |        |          |                  |                                    |
| 傳位                     | 諡號   | 姓名   | 在位年數 | 在位時間         | 备注                               |
| 第1代                    | 管共侯 | 刘罢军 | 2年      | 前176年－前175年 | 齊悼惠王刘肥子，孝文四年五月甲寅封 |
| 第2代                    | 管侯   | 刘戎奴 | 20年     | 前174年－前154年 | 刘罢军子，谋反，誅。               |

### 氏兵侯
| 氏兵侯（前176年－前154年） |          |        |          |                  |                                    |
| 傳位                       | 諡號     | 姓名   | 在位年數 | 在位時間         | 备注                               |
| 第1代                      | 氏兵共侯 | 刘宁国 | 11年     | 前176年－前166年 | 齊悼惠王刘肥子，孝文四年五月甲寅封 |
| 第2代                      | 氏兵侯   | 刘偃   | 10年     | 前165年－前154年 | 刘寗國子，谋反，誅。               |

### 營侯
| 營侯（前176年－前154年） |        |        |          |                  |                                    |
| 傳位                     | 諡號   | 姓名   | 在位年數 | 在位時間         | 备注                               |
| 第1代                    | 營平侯 | 刘信都 | 10年     | 前176年－前167年 | 齊悼惠王刘肥子，孝文四年五月甲寅封 |
| 第2代                    | 營侯   | 刘廣   | 11年     | 前166年－前154年 | 刘信都子，谋反，誅。               |

### 楊丘侯
| 楊丘侯（前176年－前153年） |          |      |          |                  |                                    |
| 傳位                       | 諡號     | 姓名 | 在位年數 | 在位時間         | 备注                               |
| 第1代                      | 楊丘共侯 | 刘安 | 12年     | 前176年－前165年 | 齊悼惠王刘肥子，孝文四年五月甲寅封 |
| 第2代                      | 楊丘侯   | 刘偃 | 11年     | 前164年－前153年 | 刘安子，坐出國界，削為司寇。       |

### 楊虛侯
| 楊虛侯（前176年－前165年） |        |        |          |                  |                                              |
| 傳位                       | 諡號   | 姓名   | 在位年數 | 在位時間         | 备注                                         |
| 第1代                      | 楊虛侯 | 刘將閭 | 12年     | 前176年－前165年 | 齊悼惠王刘肥子，孝文四年五月甲寅封，改封齐王 |

### 朸侯
| 朸侯（前176年－前165年） |      |        |          |                  |                                                |
| 傳位                     | 諡號 | 姓名   | 在位年數 | 在位時間         | 备注                                           |
| 第1代                    | 朸侯 | 刘辟光 | 12年     | 前176年－前165年 | 齊悼惠王刘肥子，孝文四年五月甲寅封，改封濟南王 |

### 安都侯
| 安都侯（前176年－前165年） |        |      |          |                  |                                                |
| 傳位                       | 諡號   | 姓名 | 在位年數 | 在位時間         | 备注                                           |
| 第1代                      | 安都侯 | 刘志 | 12年     | 前176年－前165年 | 齊悼惠王刘肥子，孝文四年五月甲寅封，改封濟北王 |

### 平昌侯
| 平昌侯（前176年－前165年） |        |      |          |                  |                                                |
| 傳位                       | 諡號   | 姓名 | 在位年數 | 在位時間         | 备注                                           |
| 第1代                      | 平昌侯 | 刘卬 | 12年     | 前176年－前165年 | 齊悼惠王刘肥子，孝文四年五月甲寅封，改封膠西王 |

### 武成侯
| 武成侯（前176年－前165年） |        |      |          |                  |                                                |
| 傳位                       | 諡號   | 姓名 | 在位年數 | 在位時間         | 备注                                           |
| 第1代                      | 武成侯 | 刘贤 | 12年     | 前176年－前165年 | 齊悼惠王刘肥子，孝文四年五月甲寅封，改封菑川王 |

### 白石侯
| 白石侯（前176年－前165年） |        |        |          |                  |                                                |
| 傳位                       | 諡號   | 姓名   | 在位年數 | 在位時間         | 备注                                           |
| 第1代                      | 白石侯 | 刘雄渠 | 12年     | 前176年－前165年 | 齊悼惠王刘肥子，孝文四年五月甲寅封，改封膠東王 |

### 阜陵侯
| 阜陵侯（前172年－前165年） |        |      |          |                  |                                                |
| 傳位                       | 諡號   | 姓名 | 在位年數 | 在位時間         | 备注                                           |
| 第1代                      | 阜陵侯 | 刘安 | 8年      | 前172年－前165年 | 淮南厲王刘长子，孝文八年五月丙午封，改封淮南王 |

### 安陽侯
| 安陽侯（前172年－前165年） |        |      |          |                  |                                                |
| 傳位                       | 諡號   | 姓名 | 在位年數 | 在位時間         | 备注                                           |
| 第1代                      | 安陽侯 | 刘勃 | 8年      | 前172年－前165年 | 淮南厲王刘长子，孝文八年五月丙午封，改封衡山王 |

### 陽周侯
| 陽周侯（前172年－前165年） |        |      |          |                  |                                                |
| 傳位                       | 諡號   | 姓名 | 在位年數 | 在位時間         | 备注                                           |
| 第1代                      | 陽周侯 | 刘赐 | 8年      | 前172年－前165年 | 淮南厲王刘长子，孝文八年五月丙午封，改封廬江王 |

### 東城侯
| 東城侯（前172年－前166年） |          |      |          |                  |                                                  |
| 傳位                       | 諡號     | 姓名 | 在位年數 | 在位時間         | 备注                                             |
| 第1代                      | 東城哀侯 | 刘良 | 7年      | 前172年－前166年 | 淮南厲王刘长子，孝文八年五月丙午封，七年薨，无後 |

## 景帝始封

### 平陸侯
| 平陸侯（前156年－前154年） |        |      |          |                  |                                              |
| 傳位                       | 諡號   | 姓名 | 在位年數 | 在位時間         | 备注                                         |
| 第1代                      | 平陸侯 | 刘禮 | 3年      | 前156年－前154年 | 楚元王刘交子，孝景元年四月乙巳封，后改封楚王 |

### 休侯→紅侯
| 休侯（前156年－前154年） 紅侯（前154年－前125年） |             |      |          |                  |                                  |
| 傳位                                              | 諡號        | 姓名 | 在位年數 | 在位時間         | 备注                             |
| 第1代                                             | 休侯 紅懿侯 | 刘富 | 6年      | 前156年－前151年 | 楚元王刘交子，孝景元年四月乙巳封 |
| 第2代                                             | 紅懷侯      | 刘登 | 1年      | 前151年－前150年 | 刘富子                           |
| 第3代                                             | 紅敬侯      | 刘嘉 | 24年     | 前149年－前126年 | 刘登子                           |
| 第4代                                             | 紅哀侯      | 刘章 | 1年      | 前126年－前125年 | 刘嘉子，无后                     |

### 沈猷侯
| 沈猷侯（前156年－前118年） |          |      |          |                  |                                          |
| 傳位                       | 諡號     | 姓名 | 在位年數 | 在位時間         | 备注                                     |
| 第1代                      | 沈猷夷侯 | 刘歲 | 20年     | 前156年－前137年 | 楚元王刘交子，孝景元年四月乙巳封         |
| 第2代                      | 沈猷侯   | 刘受 | 18年     | 前136年－前118年 | 刘歲子，坐為宗正聽請，不具宗室，削為司寇 |

### 宛朐侯
| 宛朐侯（前156年－前154年） |        |      |          |                  |                                          |
| 傳位                       | 諡號   | 姓名 | 在位年數 | 在位時間         | 备注                                     |
| 第1代                      | 宛朐侯 | 刘埶 | 3年      | 前156年－前154年 | 楚元王刘交子，孝景元年四月乙巳封，反，誅 |

### 棘樂侯
| 棘樂侯（前154年－前112年） |          |      |          |                  |                                  |
| 傳位                       | 諡號     | 姓名 | 在位年數 | 在位時間         | 备注                             |
| 第1代                      | 棘樂敬侯 | 刘調 | 16年     | 前154年－前139年 | 楚元王刘交子，孝景三年八月壬子封 |
| 第2代                      | 棘樂恭侯 | 刘應 | 10年     | 前138年－前129年 | 刘調子                           |
| 第3代                      | 棘樂侯   | 刘慶 | 16年     | 前128年－前112年 | 刘慶子，坐酎金免                 |

### 乘氏侯
| 乘氏侯（前145年－前144年） |        |      |          |                  |                                              |
| 傳位                       | 諡號   | 姓名 | 在位年數 | 在位時間         | 备注                                         |
| 第1代                      | 乘氏侯 | 刘买 | 1年      | 前145年－前144年 | 梁孝王刘武子，孝景中五年五月丁卯封，改封梁王 |

### 桓邑侯
| 桓邑侯（前145年－前144年） |        |      |          |                  |                                                |
| 傳位                       | 諡號   | 姓名 | 在位年數 | 在位時間         | 备注                                           |
| 第1代                      | 桓邑侯 | 刘明 | 1年      | 前145年－前144年 | 梁孝王刘武子，孝景中五年五月丁卯封，改封濟川王 |

## 武帝始封

### 茲侯
| 茲侯（前130年－前126年） |      |      |          |                  |                                                            |
| 傳位                     | 諡號 | 姓名 | 在位年數 | 在位時間         | 备注                                                       |
| 第1代                    | 茲侯 | 刘明 | 4年      | 前130年－前126年 | 河間獻王刘德子，元光五年正月壬子封，元朔三年，因殺人而自殺 |

### 安城侯
| 安城侯（前129年－前56年） |          |        |          |                  |                                              |
| 傳位                      | 諡號     | 姓名   | 在位年數 | 在位時間         | 备注                                         |
| 第1代                     | 安城思侯 | 刘蒼   | 13年     | 前129年－前117年 | 長沙定王刘发子，元光六年七月乙巳封           |
| 第2代                     | 安城節侯 | 刘自當 | ？年     | 前116年－？年    | 安城思侯刘蒼子，元鼎元年嗣                   |
| 第3代                     | 安城侯   | 刘壽光 | ？年     | ？年－前56年     | 安城節侯刘自當子，五鳳二年，與姊亂，下獄病死 |

### 宜春侯
| 宜春侯（前129年－前112年） |        |      |          |                  |                                                        |
| 傳位                       | 諡號   | 姓名 | 在位年數 | 在位時間         | 备注                                                   |
| 第1代                      | 宜春侯 | 刘成 | 17年     | 前129年－前112年 | 長沙定王刘发子，元光六年七月乙巳封，元鼎五年，坐酎金免 |

### 句容侯
| 句容侯（前129年－前127年） |          |      |          |                  |                                                  |
| 傳位                       | 諡號     | 姓名 | 在位年數 | 在位時間         | 备注                                             |
| 第1代                      | 句容哀侯 | 刘黨 | 2年      | 前129年－前127年 | 長沙定王刘发子，元光六年七月乙巳封，二年薨，无后 |

### 容陵侯
| 容陵侯（前129年－前112年） |        |      |          |                  |                                                        |
| 傳位                       | 諡號   | 姓名 | 在位年數 | 在位時間         | 备注                                                   |
| 第1代                      | 容陵侯 | 刘福 | 17年     | 前129年－前112年 | 長沙定王刘发子，元光六年七月乙巳封，元鼎五年，坐酎金免 |

### 杏山侯
| 杏山侯（前129年－前112年） |        |      |          |                  |                                                        |
| 傳位                       | 諡號   | 姓名 | 在位年數 | 在位時間         | 备注                                                   |
| 第1代                      | 杏山侯 | 刘成 | 17年     | 前129年－前112年 | 楚安王刘道子，元光六年後九月壬戌封，元鼎五年，坐酎金免 |

### 浮丘侯
| 浮丘侯（前129年－前112年） |          |        |          |                  |                                    |
| 傳位                       | 諡號     | 姓名   | 在位年數 | 在位時間         | 备注                               |
| 第1代                      | 浮丘節侯 | 刘不害 | 11年     | 前129年－前118年 | 楚安王刘道子，元光六年後九月壬戌封 |
| 第2代                      | 浮丘侯   | 刘霸   | 6年      | 前118年－前112年 | 刘不害子，元鼎五年，坐酎金免       |

### 廣戚侯
| 廣戚侯（前128年－前112年） |          |      |          |             |                                  |
| 傳位                       | 諡號     | 姓名 | 在位年數 | 在位時間    | 备注                             |
| 第1代                      | 廣戚節侯 | 刘始 | ？年     | 前128年－？ | 魯共王刘余子，元朔元年十月丁酉封 |
| 第2代                      | 廣戚侯   | 刘霸 | ？年     | ？－前112年 | 刘始子，元鼎五年，坐酎金免       |

### 丹陽侯
| 丹陽侯（前128年－前122年） |          |      |          |                  |                                            |
| 傳位                       | 諡號     | 姓名 | 在位年數 | 在位時間         | 备注                                       |
| 第1代                      | 丹陽哀侯 | 刘敢 | 6年      | 前128年－前122年 | 江都易王刘非子，元朔元年十二月甲辰封，亡後 |

### 盱台侯
| 盱台侯（前128年－前112年） |        |        |          |                  |                                                          |
| 傳位                       | 諡號   | 姓名   | 在位年數 | 在位時間         | 备注                                                     |
| 第1代                      | 盱台侯 | 刘蒙之 | 16年     | 前128年－前112年 | 江都易王刘非子，元朔元年十二月甲辰封，元鼎五年，坐酎金免 |

### 胡孰侯
| 胡孰侯（前128年－前112年） |          |        |          |                  |                                    |
| 傳位                       | 諡號     | 姓名   | 在位年數 | 在位時間         | 备注                               |
| 第1代                      | 胡孰頃侯 | 刘胥行 | 16年     | 前128年－前112年 | 江都易王刘非子，元朔元年正月丁卯封 |
| 第2代                      | 胡孰侯   | 刘聖   | ？年     | 前112年          | 刘胥行子，元鼎五年嗣，殺人，免爵   |

### 秣陵侯
| 秣陵侯（前128年－前113年） |          |      |          |                  |                                                      |
| 傳位                       | 諡號     | 姓名 | 在位年數 | 在位時間         | 备注                                                 |
| 第1代                      | 秣陵終侯 | 刘緾 | 15年     | 前128年－前113年 | 江都易王刘非子，元朔元年正月丁卯封，元鼎四年薨，亡後 |

### 淮陵侯
| 淮陵侯（前128年－前112年） |        |        |          |                  |                                                        |
| 傳位                       | 諡號   | 姓名   | 在位年數 | 在位時間         | 备注                                                   |
| 第1代                      | 淮陵侯 | 刘定國 | 16年     | 前128年－前113年 | 江都易王刘非子，元朔元年正月丁卯封，元鼎五年，坐酎金免 |

### 張梁侯
| 張梁侯（前127年－前90年） |          |      |          |                  |                                  |
| 傳位                      | 諡號     | 姓名 | 在位年數 | 在位時間         | 备注                             |
| 第1代                     | 張梁哀侯 | 刘仁 | 13年     | 前127年－前114年 | 梁共王刘买子，元朔二年五月乙巳封 |
| 第2代                     | 張梁侯   | 刘順 | 23年     | 前114年－前90年  | 刘仁子，征和三年，為奴所殺       |

### 龍丘侯
| 龍丘侯（前127年－前112年） |        |      |          |                  |                                                        |
| 傳位                       | 諡號   | 姓名 | 在位年數 | 在位時間         | 备注                                                   |
| 第1代                      | 龍丘侯 | 刘代 | 15年     | 前127年－前112年 | 菑川懿王刘志子，元朔二年五月乙巳封，元鼎五年，坐酎金免 |

### 劇侯
| 劇侯（前127年－？） |        |        |          |                  |                                    |
| 傳位                | 諡號   | 姓名   | 在位年數 | 在位時間         | 备注                               |
| 第1代               | 劇原侯 | 刘錯   | 17年     | 前127年－前110年 | 菑川懿王刘志子，元朔二年五月乙巳封 |
| 第2代               | 劇孝侯 | 刘廣昌 | ？年     | 前109年－？年    | 刘錯子                             |
| 第3代               | 劇戴侯 | 刘骨   | ？年     | ？               | 刘廣昌子                           |
| 第4代               | 劇質侯 | 刘吉   | ？年     | ？               | 刘骨子                             |
| 第5代               | 劇節侯 | 刘囂   | ？年     | ？               | 刘吉子                             |
| 第6代               | 劇侯   | 刘勝容 | ？年     | ？               | 刘囂子                             |

### 懷昌侯
| 懷昌侯（《史记》作壤侯，前127年－？） |          |        |          |                  |                                    |
| 傳位                                  | 諡號     | 姓名   | 在位年數 | 在位時間         | 备注                               |
| 第1代                                 | 懷昌夷侯 | 刘高遂 | 2年      | 前127年－前125年 | 菑川懿王刘志子，元朔二年五月乙巳封 |
| 第2代                                 | 懷昌胡侯 | 刘延年 | ？年     | 前125年－？年    | 刘高遂子                           |
| 第3代                                 | 懷昌節侯 | 刘勝時 | ？年     | ？               | 刘延年子                           |
| 第4代                                 | 懷昌侯   | 刘可置 | ？年     | ？               | 刘勝時子                           |

### 平望侯
| 平望侯（前127年－？） |          |        |          |                  |                                    |
| 傳位                  | 諡號     | 姓名   | 在位年數 | 在位時間         | 备注                               |
| 第1代                 | 平望夷侯 | 刘賞   | 7年      | 前127年－前120年 | 菑川懿王刘志子，元朔二年五月乙巳封 |
| 第2代                 | 平望原侯 | 刘楚人 | 26年     | 前120年－前94年  | 刘賞子                             |
| 第3代                 | 平望敬侯 | 刘光   | 14年     | 前94年－前80年   | 刘楚人子                           |
| 第4代                 | 平望頃侯 | 刘起   | ？年     | 前58年－？       | 刘光子                             |
| 第5代                 | 平望孝侯 | 刘均   | ？年     | ？               | 刘起子                             |
| 第6代                 | 平望侯   | 刘旦   | ？年     | ？               | 刘均子                             |

### 臨眾侯
| 臨眾侯（《史记》作臨原侯，前127年－8年） |          |        |          |                 |                                    |
| 傳位                                     | 諡號     | 姓名   | 在位年數 | 在位時間        | 备注                               |
| 第1代                                    | 臨眾敬侯 | 刘始昌 | 31年     | 前127年－前96年 | 菑川懿王刘志子，元朔二年五月乙巳封 |
| 第2代                                    | 臨眾康侯 | 刘革生 | 18年     | 前96年－前78年  | 刘始昌子                           |
| 第3代                                    | 臨眾頃侯 | 刘廣平 | ？年     | 前78年－？      | 刘革生子                           |
| 第4代                                    | 臨眾原侯 | 刘農   | ？年     | ？              | 刘廣平子                           |
| 第5代                                    | 臨眾節侯 | 刘理   | ？年     | ？              | 刘農子                             |
| 第6代                                    | 臨眾釐侯 | 刘賢   | ？年     | ？              | 刘理子                             |
| 第7代                                    | 臨眾侯   | 刘商   | ？年     | ？－8年         | 刘賢子，王莽篡位，絕               |

### 葛魁侯
| 葛魁侯（前127年－前114年） |          |      |          |                  |                                    |
| 傳位                       | 諡號     | 姓名 | 在位年數 | 在位時間         | 备注                               |
| 第1代                      | 葛魁節侯 | 刘寬 | 8年      | 前127年－前119年 | 菑川懿王刘志子，元朔二年五月乙巳封 |
| 第2代                      | 葛魁侯   | 刘戚 | 5年      | 前119年－前114年 | 刘寬子，元鼎三年，棄市             |

### 益都侯
| 益都侯（前127年－前78年） |          |      |          |             |                                    |
| 傳位                      | 諡號     | 姓名 | 在位年數 | 在位時間    | 备注                               |
| 第1代                     | 益都敬侯 | 刘胡 | ？       | 前127年－？ | 菑川懿王刘志子，元朔二年五月乙巳封 |
| 第2代                     | 益都原侯 | 刘廣 | ？       | ？          | 刘胡子                             |
| 第3代                     | 益都侯   | 刘嘉 | ？       | ？－前78年  | 元鳳三年，非刘廣子免爵             |

### 平的侯
| 平的侯（《史记》作平酌侯，前127年－？） |          |        |          |                  |                                    |
| 傳位                                    | 諡號     | 姓名   | 在位年數 | 在位時間         | 备注                               |
| 第1代                                   | 平的戴侯 | 刘強   | 17年     | 前127年－前110年 | 菑川懿王刘志子，元朔二年五月乙巳封 |
| 第2代                                   | 平的思侯 | 刘中時 | 30年     | 前122年－前92年  | 刘強子                             |
| 第3代                                   | 平的節侯 | 刘福   | 13年     | 前94年－前81年   | 刘中時子                           |
| 第4代                                   | 平的頃侯 | 刘鼻   | ？年     | 前58年－？       | 刘福子                             |
| 第5代                                   | 平的釐侯 | 刘利親 | ？年     | ？               | 刘鼻子                             |
| 第6代                                   | 平的侯   | 刘宣   | ？年     | ？               | 刘利親子                           |

### 劇魁侯
| 劇魁侯（前127年－？） |          |        |          |                  |                                    |
| 傳位                  | 諡號     | 姓名   | 在位年數 | 在位時間         | 备注                               |
| 第1代                 | 劇魁夷侯 | 刘黑   | 17年     | 前127年－前110年 | 菑川懿王刘志子，元朔二年五月乙巳封 |
| 第2代                 | 劇魁思侯 | 刘招   | 3年      | 前122年－前119年 | 刘黑子                             |
| 第3代                 | 劇魁康侯 | 刘德   | ？年     | 前119年－？      | 刘招子                             |
| 第4代                 | 劇魁孝侯 | 刘利親 | ？年     | ？               | 刘德子                             |
| 第5代                 | 劇魁釐侯 | 刘嬰   | ？年     | ？               | 刘利親子                           |
| 第6代                 | 劇魁侯   | 刘向   | ？年     | ？               | 刘嬰子                             |

### 壽梁侯
| 壽梁侯（前127年－前112年） |        |      |          |                  |                                                        |
| 傳位                       | 諡號   | 姓名 | 在位年數 | 在位時間         | 备注                                                   |
| 第1代                      | 壽梁侯 | 刘守 | 15年     | 前127年－前112年 | 菑川懿王刘志子，元朔二年五月乙巳封，元鼎五年，坐酎金免 |

### 平度侯
| 平度侯（前127年－？） |          |        |          |                 |                                    |
| 傳位                  | 諡號     | 姓名   | 在位年數 | 在位時間        | 备注                               |
| 第1代                 | 平度康侯 | 刘行   | 47年     | 前127年－前80年 | 菑川懿王刘志子，元朔二年五月乙巳封 |
| 第2代                 | 平度節侯 | 刘慶忌 | 3年      | 前80年－前77年  | 刘行子                             |
| 第3代                 | 平度質侯 | 刘帥軍 | ？年     | 前77年－？      | 刘慶忌子                           |
| 第4代                 | 平度頃侯 | 刘欽   | ？年     | ？              | 刘帥軍子                           |
| 第5代                 | 平度孝侯 | 刘宗   | ？年     | ？              | 刘欽子                             |
| 第6代                 | 平度侯   | 刘嘉   | ？年     | ？              | 刘宗子                             |

### 宜成侯
| 宜成侯（前127年－前104年） |          |      |          |                  |                                    |
| 傳位                       | 諡號     | 姓名 | 在位年數 | 在位時間         | 备注                               |
| 第1代                      | 宜成康侯 | 刘偃 | 11年     | 前127年－前116年 | 菑川懿王刘志子，元朔二年五月乙巳封 |
| 第2代                      | 宜成侯   | 刘福 | 12年     | 前116年－前104年 | 刘偃子，太初元年，坐殺弟棄市       |

### 臨朐侯
| 臨朐侯（前127年－？） |          |      |          |                 |                                    |
| 傳位                  | 諡號     | 姓名 | 在位年數 | 在位時間        | 备注                               |
| 第1代                 | 臨朐夷侯 | 刘奴 | 41年     | 前127年－前86年 | 菑川懿王刘志子，元朔二年五月乙巳封 |
| 第2代                 | 臨朐戴侯 | 刘乘 | ？年     | 前86年－？      | 刘奴子                             |
| 第3代                 | 臨朐節侯 | 刘賞 | ？年     | ？              | 刘乘子                             |
| 第4代                 | 臨朐孝侯 | 刘信 | ？年     | ？              | 刘賞子                             |
| 第5代                 | 臨朐安侯 | 刘禕 | ？年     | ？              | 刘信子                             |
| 第6代                 | 臨朐侯   | 刘岑 | ？年     | ？              | 刘禕子                             |

### 雷侯
| 雷侯（前127年－前112年） |      |      |          |                  |                                                        |
| 傳位                     | 諡號 | 姓名 | 在位年數 | 在位時間         | 备注                                                   |
| 第1代                    | 雷侯 | 刘豨 | 15年     | 前127年－前112年 | 城陽共王刘喜子，元朔二年五月甲戌封，元鼎五年，坐酎金免 |

### 東莞侯
| 東莞侯（前127年－前122年） |        |      |          |                  |                                                    |
| 傳位                       | 諡號   | 姓名 | 在位年數 | 在位時間         | 备注                                               |
| 第1代                      | 東莞侯 | 刘吉 | 5年      | 前127年－前122年 | 城陽共王刘喜子，元朔二年五月甲戌封，痼病不任朝，免 |

### 辟土侯
| 辟土侯（前127年－前112年） |          |      |          |                  |                                    |
| 傳位                       | 諡號     | 姓名 | 在位年數 | 在位時間         | 备注                               |
| 第1代                      | 辟土節侯 | 刘壯 | 3年      | 前127年－前124年 | 城陽共王刘喜子，元朔二年五月甲戌封 |
| 第2代                      | 辟土侯   | 刘明 | 12年     | 前124年－前112年 | 刘壯子，元鼎五年，坐酎金免         |

### 尉文侯
| 尉文侯（前127年－前112年） |          |      |          |                  |                                      |
| 傳位                       | 諡號     | 姓名 | 在位年數 | 在位時間         | 备注                                 |
| 第1代                      | 尉文節侯 | 刘丙 | 5年      | 前127年－前122年 | 趙敬肅王刘彭祖子，元朔二年六月甲午封 |
| 第2代                      | 尉文侯   | 刘犢 | 10年     | 前122年－前112年 | 刘丙子，元鼎五年，坐酎金免           |

### 封斯侯
| 封斯侯（前127年－？） |          |        |          |                  |                                      |
| 傳位                  | 諡號     | 姓名   | 在位年數 | 在位時間         | 备注                                 |
| 第1代                 | 封斯戴侯 | 刘胡傷 | 25年     | 前127年－前102年 | 趙敬肅王刘彭祖子，元朔二年六月甲午封 |
| 第2代                 | 封斯原侯 | 刘如意 | 52年     | 前102年－前50年  | 刘胡傷子                             |
| 第3代                 | 封斯孝侯 | 刘宮   | ？年     | 前50年－？       | 刘如意子                             |
| 第4代                 | 封斯侯   | 刘仁   | ？年     | ？               | 刘宮子                               |

### 榆丘侯
| 榆丘侯（前127年－前112年） |        |        |          |                  |                                                          |
| 傳位                       | 諡號   | 姓名   | 在位年數 | 在位時間         | 备注                                                     |
| 第1代                      | 榆丘侯 | 刘受福 | 15年     | 前127年－前112年 | 趙敬肅王刘彭祖子，元朔二年六月甲午封，元鼎五年，坐酎金免 |

### 襄嚵侯
| 襄嚵侯（前127年－前112年） |        |      |          |                  |                                                          |
| 傳位                       | 諡號   | 姓名 | 在位年數 | 在位時間         | 备注                                                     |
| 第1代                      | 襄嚵侯 | 刘建 | 15年     | 前127年－前112年 | 趙敬肅王刘彭祖子，元朔二年六月甲午封，元鼎五年，坐酎金免 |

### 邯會侯
| 邯會侯（前127年－？） |          |      |          |                |                                      |
| 傳位                  | 諡號     | 姓名 | 在位年數 | 在位時間       | 备注                                 |
| 第1代                 | 邯會衍侯 | 刘仁 | ？年     | 前127年－？    | 趙敬肅王刘彭祖子，元朔二年六月甲午封 |
| 第2代                 | 邯會哀侯 | 刘慧 | ？年     | ？             | 刘仁子                               |
| 第3代                 | 邯會勤侯 | 刘賀 | 35年     | 前88年－前53年 | 刘慧子                               |
| 第4代                 | 邯會原侯 | 刘張 | ？年     | 前53年－？     | 刘賀子                               |
| 第5代                 | 邯會釐侯 | 刘康 | ？年     | ？             | 刘張子                               |
| 第6代                 | 邯會節侯 | 刘重 | ？年     | ？             | 刘康子                               |
| 第7代                 | 邯會懷侯 | 刘蒼 | ？年     | ？             | 刘重子，薨，无後                     |

### 朝侯
| 朝侯（前127年－前54年） |        |        |          |                  |                                      |
| 傳位                    | 諡號   | 姓名   | 在位年數 | 在位時間         | 备注                                 |
| 第1代                   | 朝節侯 | 刘義   | 13年     | 前127年－前114年 | 趙敬肅王刘彭祖子，元朔二年六月甲午封 |
| 第2代                   | 朝戴侯 | 刘祿   | ？年     | 前114年－？      | 刘義子                               |
| 第3代                   | 朝侯   | 刘固城 | ？年     | ？－前54年       | 刘祿子，五鳳四年，酎金少四兩免       |

### 東城侯
| 東城侯（前127年－前116年） |        |      |          |                  |                                                          |
| 傳位                       | 諡號   | 姓名 | 在位年數 | 在位時間         | 备注                                                     |
| 第1代                      | 東城侯 | 刘遺 | 11年     | 前127年－前116年 | 趙敬肅王刘彭祖子，元朔二年六月甲午封，元鼎元年，為妾所殺 |

### 陰城侯
| 陰城侯（前127年－前104年） |          |      |          |                  |                                                                    |
| 傳位                       | 諡號     | 姓名 | 在位年數 | 在位時間         | 备注                                                               |
| 第1代                      | 陰城思侯 | 刘蒼 | 23年     | 前127年－前104年 | 趙敬肅王刘彭祖子，元朔二年六月甲午封，太初元年薨。嗣子有罪，不得代 |

### 廣望侯
| 廣望侯（前127年－？） |          |        |          |                 |                                    |
| 傳位                  | 諡號     | 姓名   | 在位年數 | 在位時間        | 备注                               |
| 第1代                 | 廣望節侯 | 刘忠   | 30年     | 前127年－前97年 | 中山靖王刘胜子，元朔二年六月甲午封 |
| 第2代                 | 廣望頃侯 | 刘中   | 13年     | 前97年－前84年  | 刘忠子                             |
| 第3代                 | 廣望思侯 | 刘何齊 | ？年     | 前84年－？      | 刘中子                             |
| 第4代                 | 廣望恭侯 | 刘遂   | ？年     | ？              | 刘何齊子                           |
| 第5代                 | 廣望侯   | 刘閣   | ？年     | ？              | 刘遂子                             |

### 將梁侯
| 將梁侯（前127年－前112年） |        |        |          |                  |                                                        |
| 傳位                       | 諡號   | 姓名   | 在位年數 | 在位時間         | 备注                                                   |
| 第1代                      | 將梁侯 | 刘朝平 | 15年     | 前127年－前112年 | 中山靖王刘胜子，元朔二年六月甲午封，元鼎五年，坐酎金免 |

### 薪館侯
| 薪館侯（前127年－前112年） |        |        |          |                  |                                                        |
| 傳位                       | 諡號   | 姓名   | 在位年數 | 在位時間         | 备注                                                   |
| 第1代                      | 薪館侯 | 刘未央 | 15年     | 前127年－前112年 | 中山靖王刘胜子，元朔二年六月甲午封，元鼎五年，坐酎金免 |

### 陸城侯
| 陸城侯（前127年－前112年） |        |      |          |                  |                                                                                      |
| 傳位                       | 諡號   | 姓名 | 在位年數 | 在位時間         | 备注                                                                                 |
| 第1代                      | 陸城侯 | 劉貞 | 15年     | 前127年－前112年 | 中山靖王刘胜子，元朔二年六月甲午封，元鼎五年，坐酎金免，一说为蜀汉皇帝刘备的直系先祖 |

### 薪處侯
| 薪處侯（前127年－前112年） |        |      |          |                  |                                                        |
| 傳位                       | 諡號   | 姓名 | 在位年數 | 在位時間         | 备注                                                   |
| 第1代                      | 薪處侯 | 刘嘉 | 15年     | 前127年－前112年 | 中山靖王刘胜子，元朔二年六月甲午封，元鼎五年，坐酎金免 |

### 蒲領侯
| 蒲領侯（前126年－？） |        |      |          |             |                                              |
| 傳位                  | 諡號   | 姓名 | 在位年數 | 在位時間    | 备注                                         |
| 第1代                 | 蒲領侯 | 刘嘉 | ？年     | 前126年－？ | 廣川惠王刘越子，元朔三年十月癸酉封，有罪，絕 |

### 西熊侯
| 西熊侯（前126年－？） |        |      |          |             |                                              |
| 傳位                  | 諡號   | 姓名 | 在位年數 | 在位時間    | 备注                                         |
| 第1代                 | 西熊侯 | 刘明 | ？年     | 前126年－？ | 廣川惠王刘越子，元朔三年十月癸酉封，薨，亡後 |

### 棗彊侯
| 棗彊侯（前126年－？） |        |      |          |             |                                              |
| 傳位                  | 諡號   | 姓名 | 在位年數 | 在位時間    | 备注                                         |
| 第1代                 | 棗彊侯 | 刘晏 | ？年     | 前126年－？ | 廣川惠王刘越子，元朔三年十月癸酉封，薨，亡後 |

### 畢梁侯
| 畢梁侯（前126年－前107年） |        |      |          |                  |                                                    |
| 傳位                       | 諡號   | 姓名 | 在位年數 | 在位時間         | 备注                                               |
| 第1代                      | 畢梁侯 | 刘嬰 | 19年     | 前126年－前107年 | 廣川惠王刘越子，元朔三年十月癸酉封，元封四年，免爵 |

### 旁光侯
| 旁光侯（前126年－前116年） |        |      |          |                  |                                                    |
| 傳位                       | 諡號   | 姓名 | 在位年數 | 在位時間         | 备注                                               |
| 第1代                      | 旁光侯 | 刘殷 | 10年     | 前126年－前116年 | 河間獻王刘德子，元朔三年十月癸酉封，元鼎元年，免爵 |

### 距陽侯
| 距陽侯（前126年－前112年） |          |      |          |                  |                                    |
| 傳位                       | 諡號     | 姓名 | 在位年數 | 在位時間         | 备注                               |
| 第1代                      | 距陽憲侯 | 刘匄 | 14年     | 前126年－前112年 | 河間獻王刘德子，元朔三年十月癸酉封 |
| 第2代                      | 距陽侯   | 刘淒 | 1年      | 前112年          | 刘匄子，元鼎五年，坐酎金免爵       |

### 蔞侯
| 蔞侯（前126年－前29年） |        |        |          |                  |                                    |
| 傳位                    | 諡號   | 姓名   | 在位年數 | 在位時間         | 备注                               |
| 第1代                   | 蔞節侯 | 刘退   | 16年     | 前126年－前110年 | 河間獻王刘德子，元朔三年十月癸酉封 |
| 第2代                   | 蔞釐侯 | 刘嬰   | 22年     | 前110年－前88年  | 刘退子                             |
| 第3代                   | 蔞原侯 | 刘益壽 | 31年     | 前88年－前57年   | 刘嬰子                             |
| 第4代                   | 蔞安侯 | 刘充世 | 3年      | 前57年－前54年   | 刘益壽子                           |
| 第5代                   | 蔞侯   | 刘遺   | 20年     | 前54年－前29年   | 刘充世子，建始四年薨，亡後         |

### 阿武侯
| 阿武侯（前126年－8年） |          |        |          |                  |                                    |
| 傳位                   | 諡號     | 姓名   | 在位年數 | 在位時間         | 备注                               |
| 第1代                  | 阿武戴侯 | 刘豫   | 24年     | 前126年－前102年 | 河間獻王刘德子，元朔三年十月癸酉封 |
| 第2代                  | 阿武敬侯 | 刘宣   | 20年     | 前102年－前84年  | 刘豫子                             |
| 第3代                  | 阿武節侯 | 刘信   | 23年     | 前84年－前61年   | 刘宣子                             |
| 第4代                  | 阿武釐侯 | 刘嬰齊 | ？年     | 前61年－？       | 刘信子                             |
| 第5代                  | 阿武頃侯 | 刘黃   | ？年     | ？               | 刘嬰齊子                           |
| 第6代                  | 阿武侯   | 刘長久 | ？年     | ？－8年          | 刘黃子，王莽篡位，絕               |

### 參戶侯
| 參戶侯（前126年－？） |          |        |          |                 |                                    |
| 傳位                  | 諡號     | 姓名   | 在位年數 | 在位時間        | 备注                               |
| 第1代                 | 參戶節侯 | 刘免   | 46年     | 前126年－前80年 | 河間獻王刘德子，元朔三年十月癸酉封 |
| 第2代                 | 參戶敬侯 | 刘嚴   | ？年     | 前80年－？      | 刘免子                             |
| 第3代                 | 參戶頃侯 | 刘元   | ？年     | ？              | 刘嚴子                             |
| 第4代                 | 參戶孝侯 | 刘利親 | ？年     | ？              | 刘元子                             |
| 第5代                 | 參戶侯   | 刘度   | ？年     | ？              | 刘利親子                           |

### 州鄉侯
| 州鄉侯（前126年－8年） |          |      |          |                  |                                    |
| 傳位                   | 諡號     | 姓名 | 在位年數 | 在位時間         | 备注                               |
| 第1代                  | 州鄉節侯 | 刘禁 | 11年     | 前126年－前115年 | 河間獻王刘德子，元朔三年十月癸酉封 |
| 第2代                  | 州鄉思侯 | 刘齊 | 10年     | 前115年－前105年 | 刘禁子                             |
| 第3代                  | 州鄉憲侯 | 刘惠 | ？年     | 前105年－？      | 刘齊子                             |
| 第4代                  | 州鄉釐侯 | 刘商 | ？年     | ？               | 刘惠子                             |
| 第5代                  | 州鄉恭侯 | 刘伯 | ？年     | ？               | 刘商子                             |
| 第6代                  | 州鄉侯   | 刘禹 | ？年     | ？－8年          | 刘伯子，王莽篡位，絕               |

### 平城侯
| 平城侯（前126年－前120年） |        |      |          |                  |                                                    |
| 傳位                       | 諡號   | 姓名 | 在位年數 | 在位時間         | 备注                                               |
| 第1代                      | 平城侯 | 刘禮 | 6年      | 前126年－前120年 | 河間獻王刘德子，元朔三年十月癸酉封，元狩三年，免爵 |

### 廣侯
| 廣侯（前126年－前112年） |      |      |          |                  |                                                        |
| 傳位                     | 諡號 | 姓名 | 在位年數 | 在位時間         | 备注                                                   |
| 第1代                    | 廣侯 | 刘順 | 14年     | 前126年－前112年 | 河間獻王刘德子，元朔三年十月癸酉封，元鼎五年，坐酎金免 |

### 蓋胥侯
| 蓋胥侯（前126年－前112年） |        |      |          |                  |                                                        |
| 傳位                       | 諡號   | 姓名 | 在位年數 | 在位時間         | 备注                                                   |
| 第1代                      | 蓋胥侯 | 刘讓 | 14年     | 前126年－前112年 | 河間獻王刘德子，元朔三年十月癸酉封，元鼎五年，坐酎金免 |

### 陰安侯
| 陰安侯（前126年－前112年） |          |        |          |                  |                                    |
| 傳位                       | 諡號     | 姓名   | 在位年數 | 在位時間         | 备注                               |
| 第1代                      | 陰安康侯 | 刘不害 | 11年     | 前126年－前115年 | 濟北貞王刘勃子，元朔三年十月癸酉封 |
| 第2代                      | 陰安哀侯 | 刘秦客 | 3年      | 前114年－前112年 | 刘不害子，薨，无後                 |

### 榮關侯
| 榮關侯（前126年－？） |        |      |          |             |                                                    |
| 傳位                  | 諡號   | 姓名 | 在位年數 | 在位時間    | 备注                                               |
| 第1代                 | 榮關侯 | 刘騫 | ？年     | 前126年－？ | 濟北貞王刘勃子，元朔三年十月癸酉封，謀殺人，赦免爵 |

### 周望侯
| 周望侯（前126年－前112年） |          |        |          |                  |                                    |
| 傳位                       | 諡號     | 姓名   | 在位年數 | 在位時間         | 备注                               |
| 第1代                      | 周望康侯 | 刘何   | 8年      | 前126年－前118年 | 濟北貞王刘勃子，元朔三年十月癸酉封 |
| 第2代                      | 周望侯   | 刘當時 | 6年      | 前118年－前112年 | 刘何子，元鼎五年，坐酎金免         |

### 陪侯
| 陪侯（前126年－前112年） |        |      |          |                  |                                    |
| 傳位                     | 諡號   | 姓名 | 在位年數 | 在位時間         | 备注                               |
| 第1代                    | 陪繆侯 | 刘則 | 11年     | 前126年－前115年 | 濟北貞王刘勃子，元朔三年十月癸酉封 |
| 第2代                    | 陪侯   | 刘邑 | 3年      | 前115年－前112年 | 刘則子，元鼎五年，坐酎金免         |

### 前侯
| 前侯（前126年－前112年） |      |      |          |                  |                                                        |
| 傳位                     | 諡號 | 姓名 | 在位年數 | 在位時間         | 备注                                                   |
| 第1代                    | 前侯 | 刘信 | 14年     | 前126年－前112年 | 濟北貞王刘勃子，元朔三年十月癸酉封，元鼎五年，坐酎金免 |

### 安陽侯
| 安陽侯（前126年－？） |          |        |          |                 |                                    |
| 傳位                  | 諡號     | 姓名   | 在位年數 | 在位時間        | 备注                               |
| 第1代                 | 安陽侯   | 刘樂   | 38年     | 前126年－前88年 | 濟北貞王刘勃子，元朔三年十月癸酉封 |
| 第2代                 | 安陽穅侯 | 刘延年 | 16年     | 前88年－前72年  | 刘樂子                             |
| 第3代                 | 安陽康侯 | 刘記   | 15年     | 前72年－前57年  | 刘延年子                           |
| 第4代                 | 安陽安侯 | 刘戚   | ？年     | 前57年－？      | 刘記子                             |
| 第5代                 | 安陽哀侯 | 刘得   | ？年     | ？              | 刘戚子，薨，无後                   |

### 五據侯
| 五據侯（前126年－前112年） |        |        |          |                  |                                                        |
| 傳位                       | 諡號   | 姓名   | 在位年數 | 在位時間         | 备注                                                   |
| 第1代                      | 五據侯 | 刘曜丘 | 14年     | 前126年－前112年 | 濟北式王刘胡子，元朔三年十月癸酉封，元鼎五年，酎金免爵 |

### 富侯
| 富侯（前126年－前110年） |      |      |          |                  |                                                      |
| 傳位                     | 諡號 | 姓名 | 在位年數 | 在位時間         | 备注                                                 |
| 第1代                    | 富侯 | 刘龍 | 16年     | 前126年－前110年 | 濟北式王刘胡子，元朔三年十月癸酉封，元康元年，下獄死 |

### 平侯
| 平侯（前126年－前122年） |      |      |          |                  |                                                    |
| 傳位                     | 諡號 | 姓名 | 在位年數 | 在位時間         | 备注                                               |
| 第1代                    | 平侯 | 刘遂 | 4年      | 前126年－前122年 | 濟北式王刘胡子，元朔三年十月癸酉封，元狩元年，免爵 |

### 羽侯
| 羽侯（前126年－8年） |        |        |          |                 |                                    |
| 傳位                 | 諡號   | 姓名   | 在位年數 | 在位時間        | 备注                               |
| 第1代                | 羽侯   | 刘康成 | 60年     | 前126年－前67年 | 濟北式王刘胡子，元朔三年十月癸酉封 |
| 第2代                | 羽恭侯 | 刘係   | ？年     | 前67年－？      | 刘成子                             |
| 第3代                | 羽侯   | 刘棄   | ？年     | ？－8年         | 刘係子，王莽篡位，絕               |

### 胡母侯
| 胡母侯（前126年－前112年） |        |      |          |                  |                                                          |
| 傳位                       | 諡號   | 姓名 | 在位年數 | 在位時間         | 备注                                                     |
| 第1代                      | 胡母侯 | 刘楚 | 14年     | 前126年－前112年 | 濟北式王刘胡子，元朔三年二月癸酉封，元鼎五年，坐酎金免爵 |

### 離石侯→涉侯
| 離石侯→涉侯（前126年－？） |             |      |          |             |                                                            |
| 傳位                       | 諡號        | 姓名 | 在位年數 | 在位時間    | 备注                                                       |
| 第1代                      | 離石侯→涉侯 | 刘遂 | 4年      | 前126年－？ | 代共王刘登子，元朔三年正月壬戌封，後更為涉侯，上書欺謾免爵 |

### 邵侯
| 邵侯（前126年－前100年） |      |      |          |                  |                                                      |
| 傳位                     | 諡號 | 姓名 | 在位年數 | 在位時間         | 备注                                                 |
| 第1代                    | 邵侯 | 刘順 | 26年     | 前126年－前100年 | 代共王刘登子，元朔三年正月壬戌封，天漢元年，殺人免爵 |

### 利昌侯
| 利昌侯（前126年－8年） |          |        |          |                 |                                  |
| 傳位                   | 諡號     | 姓名   | 在位年數 | 在位時間        | 备注                             |
| 第1代                  | 利昌康侯 | 刘嘉   | 51年     | 前126年－前76年 | 代共王刘登子，元朔三年正月壬戌封 |
| 第2代                  | 利昌戴侯 | 刘樂   | 12年     | 前76年－前64年  | 刘嘉子                           |
| 第3代                  | 利昌頃侯 | 刘萬世 | ？年     | 前64年－？      | 刘樂子                           |
| 第4代                  | 利昌節侯 | 刘光祿 | ？年     | ？              | 刘萬世子                         |
| 第5代                  | 利昌刺侯 | 刘殷   | ？年     | ？              | 刘光祿子                         |
| 第6代                  | 利昌侯   | 刘換   | ？年     | ？－8年         | 刘殷子，王莽篡位，絕             |

### 藺侯→武原侯
| 藺侯→武原侯（前126年－？） |             |        |          |             |                                                            |
| 傳位                       | 諡號        | 姓名   | 在位年數 | 在位時間    | 备注                                                       |
| 第1代                      | 藺侯→武原侯 | 刘罷軍 | ？年     | 前126年－？ | 代共王刘登子，元朔三年正月壬戌封，後更為武原侯，坐盜賊免爵 |

### 臨河侯→高俞侯
| 臨河侯→高俞侯（前126年－？） |               |      |          |             |                                                            |
| 傳位                         | 諡號          | 姓名 | 在位年數 | 在位時間    | 备注                                                       |
| 第1代                        | 臨河侯→高俞侯 | 刘賢 | ？年     | 前126年－？ | 代共王刘登子，元朔三年正月壬戌封，後更為高俞侯，坐酎金免爵 |

### 濕成侯→端氏侯
| 濕成侯→端氏侯（前126年－？） |               |      |          |             |                                                          |
| 傳位                         | 諡號          | 姓名 | 在位年數 | 在位時間    | 备注                                                     |
| 第1代                        | 濕成侯→端氏侯 | 刘忠 | ？年     | 前126年－？ | 代共王刘登子，元朔三年正月壬戌封，後更為端氏侯，薨，无後 |

### 土軍侯→鉅乘侯
| 土軍侯→鉅乘侯（前126年－？） |               |        |          |             |                                                            |
| 傳位                         | 諡號          | 姓名   | 在位年數 | 在位時間    | 备注                                                       |
| 第1代                        | 土軍侯→鉅乘侯 | 刘郢客 | ？年     | 前126年－？ | 代共王刘登子，元朔三年正月壬戌封，後更為鉅乘侯，坐酎金免爵 |

### 皋琅侯
| 皋琅侯（前126年－？） |        |      |          |             |                                            |
| 傳位                  | 諡號   | 姓名 | 在位年數 | 在位時間    | 备注                                       |
| 第1代                 | 皋琅侯 | 刘遷 | ？年     | 前126年－？ | 代共王刘登子，元朔三年正月壬戌封，薨，无後 |

### 千章侯→夏丘侯
| 千章侯→夏丘侯（前126年－？） |               |      |          |             |                                                            |
| 傳位                         | 諡號          | 姓名 | 在位年數 | 在位時間    | 备注                                                       |
| 第1代                        | 千章侯→夏丘侯 | 刘遇 | ？年     | 前126年－？ | 代共王刘登子，元朔三年正月壬戌封，後更為夏丘侯，坐酎金免爵 |

| 千章侯→夏丘侯（前126年－？） |               |      |          |             |                                                            |
| 傳位                         | 諡號          | 姓名 | 在位年數 | 在位時間    | 备注                                                       |
| 第1代                        | 千章侯→夏丘侯 | 刘遇 | ？年     | 前126年－？ | 代共王刘登子，元朔三年正月壬戌封，後更為夏丘侯，坐酎金免爵 |

### 博陽侯
| 博陽侯（前126年－？） |          |        |          |             |                                    |
| 傳位                  | 諡號     | 姓名   | 在位年數 | 在位時間    | 备注                               |
| 第1代                 | 博陽頃侯 | 刘就   | ？年     | 前126年－？ | 齊孝王劉將閭子，元朔三年三月乙卯封 |
| 第2代                 | 博陽侯   | 刘終古 | ？年     | ？－前112年 | 刘就子，元鼎五年，坐酎金免爵       |

### 寧陽侯
| 寧陽侯（前126年－？） |          |        |          |                 |                                  |
| 傳位                  | 諡號     | 姓名   | 在位年數 | 在位時間        | 备注                             |
| 第1代                 | 寧陽節侯 | 刘恬   | 52年     | 前126年－前75年 | 魯共王劉餘子，元朔三年三月乙卯封 |
| 第2代                 | 寧陽安侯 | 刘慶忌 | 18年     | 前75年－前57年  | 刘恬子                           |
| 第3代                 | 寧陽康侯 | 刘信   | ？年     | 前64年－？      | 刘慶忌子                         |
| 第4代                 | 寧陽孝侯 | 刘扈   | ？年     | ？              | 刘信子                           |
| 第5代                 | 寧陽侯   | 刘方   | ？年     | ？              | 刘扈子                           |

### 瑕丘侯
| 瑕丘侯（前126年－？） |          |        |          |                 |                                  |
| 傳位                  | 諡號     | 姓名   | 在位年數 | 在位時間        | 备注                             |
| 第1代                 | 瑕丘節侯 | 刘政   | 53年     | 前126年－前74年 | 魯共王劉餘子，元朔三年三月乙卯封 |
| 第2代                 | 瑕丘思侯 | 刘國   | 4年      | 前74年－前70年  | 刘政子                           |
| 第3代                 | 瑕丘孝侯 | 刘湯   | 10年     | 前70年－前60年  | 刘國子                           |
| 第4代                 | 瑕丘煬侯 | 刘奉義 | ？年     | 前60年－？      | 刘湯子                           |
| 第5代                 | 瑕丘釐侯 | 刘遂成 | ？年     | ？              | 刘奉義子                         |
| 第6代                 | 瑕丘侯   | 刘禹   | ？年     | ？              | 刘遂成子                         |

### 公丘侯
| 公丘侯（前126年－8年） |          |        |          |                 |                                  |
| 傳位                   | 諡號     | 姓名   | 在位年數 | 在位時間        | 备注                             |
| 第1代                  | 公丘夷侯 | 刘順   | 30年     | 前126年－前96年 | 魯共王劉餘子，元朔三年三月乙卯封 |
| 第2代                  | 公丘康侯 | 刘置   | 30年     | 前96年－前66年  | 刘順子                           |
| 第3代                  | 公丘煬侯 | 刘延壽 | 9年      | 前66年－前57年  | 刘置子                           |
| 第4代                  | 公丘思侯 | 刘賞   | ？年     | 前57年－？      | 刘延壽子                         |
| 第5代                  | 公丘侯   | 刘元   | ？年     | ？－8年         | 刘賞子，王莽篡位，絕             |

### 郁桹侯
| 郁桹侯（前126年－前112年） |        |      |          |                  |                                                        |
| 傳位                       | 諡號   | 姓名 | 在位年數 | 在位時間         | 备注                                                   |
| 第1代                      | 郁桹侯 | 刘驕 | 14年     | 前126年－前112年 | 魯共王劉餘子，元朔三年三月乙卯封，元鼎五年，坐酎金免爵 |

### 西昌侯
| 西昌侯（前126年－前112年） |        |      |          |                  |                                                        |
| 傳位                       | 諡號   | 姓名 | 在位年數 | 在位時間         | 备注                                                   |
| 第1代                      | 西昌侯 | 刘敬 | 14年     | 前126年－前112年 | 魯共王劉餘子，元朔三年三月乙卯封，元鼎五年，坐酎金免爵 |

### 陸地侯
| 陸地侯（前126年－前112年） |        |      |          |                  |                                                          |
| 傳位                       | 諡號   | 姓名 | 在位年數 | 在位時間         | 备注                                                     |
| 第1代                      | 陸地侯 | 刘義 | 14年     | 前126年－前112年 | 中山靖王劉勝子，元朔三年三月乙卯封，元鼎五年，坐酎金免爵 |

### 邯平侯
| 邯平侯（前126年－前112年） |        |      |          |                  |                                                            |
| 傳位                       | 諡號   | 姓名 | 在位年數 | 在位時間         | 备注                                                       |
| 第1代                      | 邯平侯 | 刘順 | 14年     | 前126年－前112年 | 趙敬肅王刘彭祖子，元朔三年三月乙卯封，元鼎五年，坐酎金免爵 |

### 武始侯
| 武始侯（前126年－前92年） |        |      |          |                 |                                                        |
| 傳位                      | 諡號   | 姓名 | 在位年數 | 在位時間        | 备注                                                   |
| 第1代                     | 武始侯 | 刘昌 | 34年     | 前126年－前92年 | 趙敬肅王刘彭祖子，元朔三年四月甲辰封，征和元年，為趙王 |

### 象氏侯
| 象氏侯（前126年－8年） |          |        |          |                  |                                      |
| 傳位                   | 諡號     | 姓名   | 在位年數 | 在位時間         | 备注                                 |
| 第1代                  | 象氏节侯 | 劉賀   | 18年     | 前126年－前108年 | 趙敬肅王刘彭祖子，元朔三年四月甲辰封 |
| 第2代                  | 象氏思侯 | 刘安意 | 27年     | 前108年－前81年  | 刘賀子                               |
| 第3代                  | 象氏康侯 | 刘千秋 | 16年     | 前81年－前65年   | 刘安意子                             |
| 第4代                  | 象氏孝侯 | 刘漢強 | ？年     | 前65年－？       | 刘千秋子                             |
| 第5代                  | 象氏侯   | 刘酆   | ？年     | ？－8年          | 刘漢強子，王莽篡位，絕               |

### 易侯
| 易侯（前126年－前86年） |        |      |          |                  |                                      |
| 傳位                    | 諡號   | 姓名 | 在位年數 | 在位時間         | 备注                                 |
| 第1代                   | 易安侯 | 刘平 | 20年     | 前126年－前106年 | 趙敬肅王刘彭祖子，元朔三年四月甲辰封 |
| 第2代                   | 易康侯 | 刘種 | ？年     | 前106年－？      | 刘平子                               |
| 第3代                   | 易侯   | 刘德 | ？年     | ？－前86年       | 刘種子，始元元年，殺人免爵           |

### 路陵侯
| 路陵侯（前125年－前121年） |        |      |          |                  |                                                            |
| 傳位                       | 諡號   | 姓名 | 在位年數 | 在位時間         | 备注                                                       |
| 第1代                      | 路陵侯 | 劉童 | 4年      | 前125年－前121年 | 長沙定王劉發子，元朔四年三月乙丑封，元狩二年，因殺人，自殺 |

### 攸輿侯
| 攸輿侯（前125年－前104年） |        |      |          |                  |                                                              |
| 傳位                       | 諡號   | 姓名 | 在位年數 | 在位時間         | 备注                                                         |
| 第1代                      | 攸輿侯 | 劉則 | 22年     | 前125年－前104年 | 長沙定王劉發子，元朔四年三月乙丑封，太初元年，篡死罪囚，棄市 |

### 荼陵侯
| 荼陵侯（前125年－前104年） |          |      |          |                  |                                    |
| 傳位                       | 諡號     | 姓名 | 在位年數 | 在位時間         | 备注                               |
| 第1代                      | 荼陵節侯 | 劉訢 | 10年     | 前125年－前115年 | 長沙定王劉發子，元朔四年三月乙丑封 |
| 第2代                      | 荼陵哀侯 | 刘湯 | 11年     | 前115年－前104年 | 刘種子，太初元年薨，无後           |

### 建成侯
| 建成侯（前125年－前115年） |        |      |          |                  |                                                    |
| 傳位                       | 諡號   | 姓名 | 在位年數 | 在位時間         | 备注                                               |
| 第1代                      | 建成侯 | 劉拾 | 10年     | 前125年－前115年 | 長沙定王劉發子，元朔四年三月乙丑封，元鼎二年，免爵 |

### 安眾侯
| 安眾侯（前125年－6年） |          |            |          |                  |                                                      |
| 傳位                   | 諡號     | 姓名       | 在位年數 | 在位時間         | 备注                                                 |
| 第1代                  | 安眾康侯 | 劉丹       | 20年     | 前125年－前105年 | 長沙定王劉發子，元朔四年三月乙丑封                   |
| 第2代                  | 安眾節侯 | 刘山柎     | 38年     | 前105年－前67年  | 刘丹子                                               |
| 第3代                  | 安眾繆侯 | 劉毋妨     | ？年     | 前67年－？       | 劉山柎子                                             |
| 第4代                  | 安眾釐侯 | 刘褒       | ？年     | ？               | 刘毋妨子                                             |
| 第5代                  | 安眾侯   | 劉〈禁欠〉 | ？年     | ？               | 劉褒子                                               |
| 第6代                  | 安眾侯   | 刘崇       | ？年     | ？－6年          | 刘〈禁欠〉子，居攝元年舉兵，為王莽所滅               |
| 第6代                  | 安眾侯   | 刘宣       | 11年     | 26年－37年       | 一作劉寵，刘崇从父弟，东汉建武二年紹封，建武十三年薨 |
| 第7代                  | 安眾侯   | 刘松       | ？年     | 37年－？         | 刘宣子                                               |

### 葉平侯
| 葉平侯（前125年－前112年） |        |      |          |                  |                                                          |
| 傳位                       | 諡號   | 姓名 | 在位年數 | 在位時間         | 备注                                                     |
| 第1代                      | 葉平侯 | 劉喜 | 13年     | 前125年－前112年 | 長沙定王劉發子，元朔四年三月乙丑封，元鼎五年，坐酎金免爵 |

### 利鄉侯
| 利鄉侯（前125年－前120年） |        |      |          |                  |                                                        |
| 傳位                       | 諡號   | 姓名 | 在位年數 | 在位時間         | 备注                                                   |
| 第1代                      | 利鄉侯 | 劉嬰 | 5年      | 前125年－前120年 | 城陽共王刘喜子，元朔四年三月乙丑封，元狩三年，有罪免爵 |

### 有利侯
| 有利侯（前125年－前122年） |        |      |          |                  |                                                                    |
| 傳位                       | 諡號   | 姓名 | 在位年數 | 在位時間         | 备注                                                               |
| 第1代                      | 有利侯 | 劉釘 | 3年      | 前125年－前122年 | 城陽共王刘喜子，元朔四年三月乙丑封，元狩元年，与淮南王書稱臣，棄市 |

### 東平侯
| 東平侯（前125年－前120年） |        |      |          |                  |                                                              |
| 傳位                       | 諡號   | 姓名 | 在位年數 | 在位時間         | 备注                                                         |
| 第1代                      | 東平侯 | 劉慶 | 5年      | 前125年－前120年 | 城陽共王刘喜子，元朔四年三月乙丑封，元狩三年，與姊姦，下獄死 |

### 運平侯
| 運平侯（前125年－前112年） |        |      |          |                  |                                                          |
| 傳位                       | 諡號   | 姓名 | 在位年數 | 在位時間         | 备注                                                     |
| 第1代                      | 運平侯 | 劉記 | 13年     | 前125年－前112年 | 城陽共王刘喜子，元朔四年三月乙丑封，元鼎五年，坐酎金免爵 |

### 山州侯
| 山州侯（前125年－前112年） |        |      |          |                  |                                                          |
| 傳位                       | 諡號   | 姓名 | 在位年數 | 在位時間         | 备注                                                     |
| 第1代                      | 山州侯 | 劉齒 | 13年     | 前125年－前112年 | 城陽共王刘喜子，元朔四年三月乙丑封，元鼎五年，坐酎金免爵 |

### 海常侯
| 海常侯（前125年－前112年） |        |      |          |                  |                                                          |
| 傳位                       | 諡號   | 姓名 | 在位年數 | 在位時間         | 备注                                                     |
| 第1代                      | 海常侯 | 劉福 | 13年     | 前125年－前112年 | 城陽共王刘喜子，元朔四年三月乙丑封，元鼎五年，坐酎金免爵 |

### 騶丘侯
| 騶丘侯（前125年－前72年） |          |        |          |                  |                                    |
| 傳位                      | 諡號     | 姓名   | 在位年數 | 在位時間         | 备注                               |
| 第1代                     | 騶丘敬侯 | 劉寬   | 6年      | 前125年－前119年 | 城陽共王刘喜子，元朔四年三月乙丑封 |
| 第2代                     | 騶丘原侯 | 刘報德 | ？年     | 前119年－？      | 刘寬子                             |
| 第3代                     | 騶丘侯   | 刘毋害 | ？年     | ？－前72年       | 刘報德子，本始二年，坐使人殺兄棄市 |

### 南城侯
| 南城侯（前125年－8年） |          |        |          |                 |                                    |
| 傳位                   | 諡號     | 姓名   | 在位年數 | 在位時間        | 备注                               |
| 第1代                  | 南城節侯 | 劉貞   | 42年     | 前125年－前83年 | 城陽共王刘喜子，元朔四年三月乙丑封 |
| 第2代                  | 南城戴侯 | 刘猛   | 22年     | 前83年－前61年  | 刘貞子                             |
| 第3代                  | 南城元侯 | 刘尊   | 2年      | 前61年－前59年  | 刘猛子                             |
| 第4代                  | 南城釐侯 | 刘充國 | ？年     | 前58年－？      | 刘尊子                             |
| 第5代                  | 南城頃侯 | 刘遂   | ？年     | ？              | 刘充國子                           |
| 第6代                  | 南城侯   | 刘友   | ？年     | ？－8年         | 刘遂子，王莽篡位，絕               |

### 廣陵侯
| 廣陵侯（前125年－前112年） |          |      |          |                  |                                    |
| 傳位                       | 諡號     | 姓名 | 在位年數 | 在位時間         | 备注                               |
| 第1代                      | 廣陵虒侯 | 劉裘 | 7年      | 前125年－前118年 | 城陽共王刘喜子，元朔四年三月乙丑封 |
| 第2代                      | 廣陵侯   | 劉成 | 6年      | 前118年－前112年 | 刘裘子，元鼎五年，坐酎金免爵       |

### 杜原侯
| 杜原侯（前125年－前112年） |        |      |          |                  |                                                          |
| 傳位                       | 諡號   | 姓名 | 在位年數 | 在位時間         | 备注                                                     |
| 第1代                      | 杜原侯 | 劉皋 | 13年     | 前125年－前112年 | 城陽共王刘喜子，元朔四年三月乙丑封，元鼎五年，坐酎金免爵 |

### 臨樂侯
| 臨樂侯（前125年－8年） |          |        |          |                  |                                    |
| 傳位                   | 諡號     | 姓名   | 在位年數 | 在位時間         | 备注                               |
| 第1代                  | 臨樂敦侯 | 劉光   | 20年     | 前125年－前105年 | 中山靖王劉勝子，元朔四年四月甲午封 |
| 第2代                  | 臨樂憲侯 | 刘建   | ？年     | 前105年－？      | 刘光子                             |
| 第3代                  | 臨樂列侯 | 刘固   | ？年     | ？               | 刘建子                             |
| 第4代                  | 臨樂節侯 | 刘萬年 | ？年     | 前55年－？       | 刘固子                             |
| 第5代                  | 臨樂侯   | 刘廣都 | ？年     | ？－8年          | 刘萬年子，王莽篡位，絕             |

### 東野侯
| 東野侯（前125年－前101年） |          |        |          |             |                                        |
| 傳位                       | 諡號     | 姓名   | 在位年數 | 在位時間    | 备注                                   |
| 第1代                      | 東野戴侯 | 劉章   | ？年     | 前125年－？ | 中山靖王劉勝子，元朔四年四月甲午封，薨 |
| 第2代                      | 東野侯   | 刘中時 | ？年     | ？－前101年 | 刘章子，太初四年薨，无後               |

### 高平侯
| 高平侯（前125年－前112年） |        |      |          |                  |                                                          |
| 傳位                       | 諡號   | 姓名 | 在位年數 | 在位時間         | 备注                                                     |
| 第1代                      | 高平侯 | 劉喜 | 13年     | 前125年－前112年 | 中山靖王劉勝子，元朔四年四月甲午封，元鼎五年，坐酎金免爵 |

### 廣川侯
| 廣川侯（前125年－前112年） |        |      |          |                  |                                                          |
| 傳位                       | 諡號   | 姓名 | 在位年數 | 在位時間         | 备注                                                     |
| 第1代                      | 廣川侯 | 劉頗 | 13年     | 前125年－前112年 | 中山靖王劉勝子，元朔四年四月甲午封，元鼎五年，坐酎金免爵 |

### 重侯
| 重侯（前125年－前121年） |      |      |          |                  |                                                    |
| 傳位                     | 諡號 | 姓名 | 在位年數 | 在位時間         | 备注                                               |
| 第1代                    | 重侯 | 劉擔 | 4年      | 前125年－前121年 | 河間獻王刘德子，元朔四年四月甲午封，元狩二年，免爵 |

### 被陽侯
| 被陽侯（前125年－8年） |          |      |          |                  |                                    |
| 傳位                   | 諡號     | 姓名 | 在位年數 | 在位時間         | 备注                               |
| 第1代                  | 被陽敬侯 | 劉燕 | 13年     | 前125年－前112年 | 齊孝王劉將閭子，元朔四年四月乙卯封 |
| 第2代                  | 被陽穅侯 | 刘偃 | 28年     | 前112年－前85年  | 刘燕子                             |
| 第3代                  | 被陽頃侯 | 刘壽 | ？年     | 前85年－？       | 刘偃子                             |
| 第4代                  | 被陽孝侯 | 刘定 | ？年     | ？               | 刘壽子                             |
| 第5代                  | 被陽節侯 | 刘閎 | ？年     | ？               | 刘定子                             |
| 第6代                  | 被陽侯   | 刘廣 | ？年     | ？－8年          | 刘閎子，王莽篡位，絕               |

### 定侯
| 定侯（前125年－8年） |        |      |          |                  |                                    |
| 傳位                 | 諡號   | 姓名 | 在位年數 | 在位時間         | 备注                               |
| 第1代                | 定敷侯 | 劉越 | 12年     | 前125年－前113年 | 齊孝王劉將閭子，元朔四年四月乙卯封 |
| 第2代                | 定思侯 | 刘德 | 51年     | 前113年－前62年  | 刘越子                             |
| 第3代                | 定憲侯 | 刘福 | ？年     | 前62年－？       | 刘德子                             |
| 第4代                | 定恭侯 | 刘湯 | ？年     | ？               | 刘福子                             |
| 第5代                | 定侯   | 刘乘 | ？年     | ？－8年          | 刘湯子，王莽篡位，絕               |

### 稻侯
| 稻侯（前125年－8年） |        |        |          |                |                                    |
| 傳位                 | 諡號   | 姓名   | 在位年數 | 在位時間       | 备注                               |
| 第1代                | 稻夷侯 | 劉定   | ？年     | 前125年－？    | 齊孝王劉將閭子，元朔四年四月乙卯封 |
| 第2代                | 稻簡侯 | 刘陽都 | ？年     | ？－前95年     | 刘定子                             |
| 第3代                | 稻戴侯 | 刘咸   | 42年     | 前95年－前53年 | 刘陽都子                           |
| 第4代                | 稻頃侯 | 刘閱   | ？年     | 前53年－？     | 刘咸子                             |
| 第5代                | 稻侯   | 刘永   | ？年     | ？－8年        | 刘閱子，王莽篡位，絕               |

### 山侯
| 山侯（前125年－前29年） |        |        |          |                 |                                    |
| 傳位                    | 諡號   | 姓名   | 在位年數 | 在位時間        | 备注                               |
| 第1代                   | 山原侯 | 劉國   | 27年     | 前125年－前98年 | 齊孝王劉將閭子，元朔四年四月乙卯封 |
| 第2代                   | 山康侯 | 刘棄   | 14年     | 前98年－前84年  | 刘國子                             |
| 第3代                   | 山安侯 | 刘守   | 22年     | 前84年－前62年  | 刘棄子                             |
| 第4代                   | 山侯   | 刘發   | 10年     | 前62年－前52年  | 刘守子                             |
| 第5代                   | 山孝侯 | 刘外人 | 18年     | 前47年－前29年  | 刘發子，建始五年薨                 |

### 繁安侯
| 繁安侯（前125年－？） |          |        |          |                  |                                    |
| 傳位                  | 諡號     | 姓名   | 在位年數 | 在位時間         | 备注                               |
| 第1代                 | 繁安夷侯 | 劉忠   | 18年     | 前125年－前107年 | 齊孝王劉將閭子，元朔四年四月乙卯封 |
| 第2代                 | 繁安安侯 | 刘守   | ？年     | 前107年－？      | 刘忠子                             |
| 第3代                 | 繁安節侯 | 刘壽漢 | ？年     | ？－前76年       | 刘守子                             |
| 第4代                 | 繁安頃侯 | 刘嘉   | ？年     | 前76年－？       | 刘壽漢子                           |
| 第5代                 | 繁安孝侯 | 刘光   | ？年     | ？               | 刘嘉子                             |
| 第6代                 | 繁安侯   | 刘起   | ？年     | ？               | 刘光子                             |

### 柳侯
| 柳侯（前125年－8年） |        |        |          |             |                                    |
| 傳位                 | 諡號   | 姓名   | 在位年數 | 在位時間    | 备注                               |
| 第1代                | 柳康侯 | 劉陽已 | ？年     | 前125年－？ | 齊孝王劉將閭子，元朔四年四月乙卯封 |
| 第2代                | 柳敷侯 | 刘罷師 | ？年     | ？          | 刘陽已子                           |
| 第3代                | 柳于侯 | 刘自為 | ？年     | ？          | 刘罷師子                           |
| 第4代                | 柳安侯 | 刘攜   | ？年     | ？          | 刘自為子                           |
| 第5代                | 柳繆侯 | 刘軻   | ？年     | ？          | 刘攜子                             |
| 第6代                | 柳侯   | 刘守   | ？年     | ？－8年     | 刘軻子，王莽篡位，絕               |

### 雲侯
| 雲侯（前125年－8年） |        |        |          |                  |                                    |
| 傳位                 | 諡號   | 姓名   | 在位年數 | 在位時間         | 备注                               |
| 第1代                | 雲夷侯 | 劉信   | 14年     | 前125年－前111年 | 齊孝王劉將閭子，元朔四年四月乙卯封 |
| 第2代                | 雲侯   | 刘茂發 | 16年     | 前111年－前95年  | 刘信子                             |
| 第3代                | 雲康侯 | 刘遂   | ？年     | 前95年－？       | 刘茂發子                           |
| 第4代                | 雲釐侯 | 刘終古 | ？年     | ？               | 刘遂子                             |
| 第5代                | 雲侯   | 刘得之 | ？年     | ？－8年          | 刘終古子，王莽篡位，絕             |

### 牟平侯
| 牟平侯（前125年－8年） |          |        |          |                  |                                    |
| 傳位                   | 諡號     | 姓名   | 在位年數 | 在位時間         | 备注                               |
| 第1代                  | 牟平共侯 | 劉渫   | 5年      | 前125年－前120年 | 齊孝王劉將閭子，元朔四年四月乙卯封 |
| 第2代                  | 牟平節侯 | 刘奴   | 25年     | 前120年－前95年  | 刘渫子                             |
| 第3代                  | 牟平敬侯 | 刘更生 | 29年     | 前95年－前66年   | 刘奴子                             |
| 第4代                  | 牟平康侯 | 刘建   | 1年      | 前66年－前65年   | 刘更生子                           |
| 第5代                  | 牟平孝侯 | 刘齕   | ？年     | 前65年－？       | 刘建子                             |
| 第6代                  | 牟平釐侯 | 刘威   | ？年     | ？               | 刘齕子                             |
| 第7代                  | 牟平侯   | 刘隆   | ？年     | ？－8年          | 刘威子，王莽篡位，絕               |

### 柴侯
| 柴侯（前125年－？） |        |        |          |                 |                                    |
| 傳位                | 諡號   | 姓名   | 在位年數 | 在位時間        | 备注                               |
| 第1代               | 柴原侯 | 劉代   | 34年     | 前125年－前91年 | 齊孝王劉將閭子，元朔四年四月乙卯封 |
| 第2代               | 柴節侯 | 刘勝之 | 27年     | 前91年－前64年  | 刘代子                             |
| 第3代               | 柴敬侯 | 刘賢   | 1年      | 前64年－前63年  | 刘勝之子                           |
| 第4代               | 柴康侯 | 刘齊   | ？年     | 前63年－？      | 刘賢子                             |
| 第5代               | 柴恭侯 | 刘莫如 | ？年     | ？              | 刘齊子，薨，无後                   |

### 柏暢侯
| 柏暢侯（前124年－前84年） |          |        |          |             |                                        |
| 傳位                      | 諡號     | 姓名   | 在位年數 | 在位時間    | 备注                                   |
| 第1代                     | 柏暢戴侯 | 劉終古 | ？年     | 前124年－？ | 趙敬肅王刘彭祖子，元朔五年十一月辛酉封 |
| 第2代                     | 柏暢侯   | 刘朱   | ？年     | ？－前84年  | 刘終古子，始元三年薨，无後             |

### 歊安侯
| 歊安侯（前124年－前112年） |        |        |          |                  |                                                            |
| 傳位                       | 諡號   | 姓名   | 在位年數 | 在位時間         | 备注                                                       |
| 第1代                      | 歊安侯 | 劉延年 | 12年     | 前124年－前112年 | 趙敬肅王刘彭祖子，元朔五年十一月辛酉封，元鼎五年，坐酎金免 |

### 乘丘侯
| 乘丘侯（前124年－前62年） |          |        |          |                  |                                    |
| 傳位                      | 諡號     | 姓名   | 在位年數 | 在位時間         | 备注                               |
| 第1代                     | 乘丘節侯 | 劉將夜 | 11年     | 前124年－前113年 | 中山靖王劉勝子，元朔五年三月癸酉封 |
| 第2代                     | 乘丘戴侯 | 刘德   | ？年     | 前113年－？      | 刘終古子                           |
| 第3代                     | 乘丘侯   | 刘外人 | ？年     | ？－前62年       | 刘終古子，元康四年，與後母亂，免   |

### 高丘侯
| 高丘侯（前124年－前116年） |          |        |          |                  |                                                      |
| 傳位                       | 諡號     | 姓名   | 在位年數 | 在位時間         | 备注                                                 |
| 第1代                      | 高丘哀侯 | 劉破胡 | 8年      | 前124年－前116年 | 中山靖王劉勝子，元朔五年三月癸酉封，元鼎元年薨，无後 |

### 柳宿侯
| 柳宿侯（前124年－前112年） |          |      |          |                  |                                    |
| 傳位                       | 諡號     | 姓名 | 在位年數 | 在位時間         | 备注                               |
| 第1代                      | 柳宿夷侯 | 劉蓋 | 4年      | 前124年－前120年 | 中山靖王劉勝子，元朔五年三月癸酉封 |
| 第2代                      | 柳宿侯   | 劉蘇 | 8年      | 前120年－前112年 | 劉蓋子，元鼎五年，坐酎金免         |

### 戎丘侯
| 戎丘侯（前124年－前112年） |        |      |          |                  |                                                        |
| 傳位                       | 諡號   | 姓名 | 在位年數 | 在位時間         | 备注                                                   |
| 第1代                      | 戎丘侯 | 劉讓 | 12年     | 前124年－前112年 | 中山靖王劉勝子，元朔五年三月癸酉封，元鼎五年，坐酎金免 |

### 樊輿侯
| 樊輿侯（前124年－8年） |          |        |          |                 |                                    |
| 傳位                   | 諡號     | 姓名   | 在位年數 | 在位時間        | 备注                               |
| 第1代                  | 樊輿節侯 | 劉脩   | 36年     | 前124年－前88年 | 中山靖王劉勝子，元朔五年二月癸酉封 |
| 第2代                  | 樊輿煬侯 | 劉過倫 | ？年     | 前88年－？      | 劉脩子                             |
| 第3代                  | 樊輿思侯 | 劉異眾 | ？年     | ？              | 劉過倫子                           |
| 第4代                  | 樊輿頃侯 | 劉土生 | ？年     | ？              | 劉異眾子                           |
| 第5代                  | 樊輿侯   | 劉自予 | ？年     | ？－8年         | 劉土生子，王莽篡位，絕             |

### 曲成侯
| 曲成侯（前124年－前112年） |        |        |          |                  |                                                        |
| 傳位                       | 諡號   | 姓名   | 在位年數 | 在位時間         | 备注                                                   |
| 第1代                      | 曲成侯 | 劉萬歲 | 12年     | 前124年－前112年 | 中山靖王劉勝子，元朔五年三月癸酉封，元鼎五年，坐酎金免 |

### 安郭侯
| 安郭侯（前124年－前65年） |          |        |          |             |                                    |
| 傳位                      | 諡號     | 姓名   | 在位年數 | 在位時間    | 备注                               |
| 第1代                     | 安郭于侯 | 劉傳富 | ？年     | 前124年－？ | 中山靖王劉勝子，元朔五年三月癸酉封 |
| 第2代                     | 安郭釐侯 | 劉偃   | ？年     | ？          | 劉傳富子                           |
| 第3代                     | 安郭侯   | 劉崇   | ？年     | ？－前65年  | 劉偃子，元康元年，坐首匿死罪免     |

### 安險侯
| 安險侯（前124年－前112年） |        |      |          |                  |                                                        |
| 傳位                       | 諡號   | 姓名 | 在位年數 | 在位時間         | 备注                                                   |
| 第1代                      | 安險侯 | 劉應 | 12年     | 前124年－前112年 | 中山靖王劉勝子，元朔五年三月癸酉封，元鼎五年，坐酎金免 |

### 安道侯
| 安道侯（前124年－前112年） |        |      |          |                  |                                                        |
| 傳位                       | 諡號   | 姓名 | 在位年數 | 在位時間         | 备注                                                   |
| 第1代                      | 安道侯 | 劉恢 | 12年     | 前124年－前112年 | 中山靖王劉勝子，元朔五年三月癸酉封，元鼎五年，坐酎金免 |

### 夫夷侯
| 夫夷侯（前124年－8年） |          |        |          |                  |                                    |
| 傳位                   | 諡號     | 姓名   | 在位年數 | 在位時間         | 备注                               |
| 第1代                  | 夫夷敬侯 | 劉義   | 12年     | 前124年－前112年 | 長沙定王劉發子，元朔五年三月癸酉封 |
| 第2代                  | 夫夷節侯 | 劉禹   | 58年     | 前112年－前55年  | 劉義子                             |
| 第3代                  | 夫夷頃侯 | 劉奉宗 | ？年     | 前55年－？       | 劉禹子                             |
| 第4代                  | 夫夷釐侯 | 劉慶   | ？年     | ？               | 劉奉宗子                           |
| 第5代                  | 夫夷懷侯 | 劉福   | ？年     | ？               | 劉慶子                             |
| 第6代                  | 夫夷侯   | 劉商   | ？年     | ？－8年          | 劉福子，王莽篡位，絕               |

### 舂陵侯
| 舂陵侯（前124年－26年） |          |        |          |                  |                                        |
| 傳位                    | 諡號     | 姓名   | 在位年數 | 在位時間         | 备注                                   |
| 第1代                   | 舂陵節侯 | 劉買   | 4年      | 前124年－前120年 | 長沙定王劉發子，元朔五年六月壬子封     |
| 第2代                   | 舂陵戴侯 | 劉熊渠 | 56年     | 前120年－前65年  | 劉買子                                 |
| 第3代                   | 舂陵孝侯 | 劉仁   | ？年     | 前65年－？       | 劉熊渠子                               |
| 第4代                   | 舂陵侯   | 劉敞   | ？年     | ？               | 劉仁子                                 |
| 第5代                   | 舂陵侯   | 劉祉   | ？年     | ？－26年         | 劉敞子，建武二年，光武帝立劉祉為城陽王 |

### 都梁侯
| 都梁侯（前124年－8年） |          |        |          |                  |                                    |
| 傳位                   | 諡號     | 姓名   | 在位年數 | 在位時間         | 备注                               |
| 第1代                  | 都梁敬侯 | 劉定   | 8年      | 前124年－前116年 | 長沙定王劉發子，元朔五年六月壬子封 |
| 第2代                  | 都梁頃侯 | 劉傒   | ？年     | 前116年－？      | 劉定子                             |
| 第3代                  | 都梁節侯 | 劉弘   | ？年     | ？               | 劉傒子                             |
| 第4代                  | 都梁原侯 | 劉順懷 | ？年     | ？               | 劉弘子                             |
| 第5代                  | 都梁煬侯 | 劉容   | ？年     | ？               | 劉順懷子                           |
| 第6代                  | 都梁侯   | 劉佗人 | ？年     | ？－8年          | 劉容子，王莽篡位，絕               |

### 洮陽侯
| 洮陽侯（前124年－前117年） |          |        |          |                  |                                                      |
| 傳位                       | 諡號     | 姓名   | 在位年數 | 在位時間         | 备注                                                 |
| 第1代                      | 洮陽靖侯 | 劉狩燕 | 7年      | 前124年－前117年 | 長沙定王劉發子，元朔五年六月壬子封，元狩六年薨，无後 |

### 眾陵侯
| 都梁侯（前124年－8年） |          |        |          |                 |                                    |
| 傳位                   | 諡號     | 姓名   | 在位年數 | 在位時間        | 备注                               |
| 第1代                  | 眾陵節侯 | 劉賢   | 50年     | 前124年－前74年 | 長沙定王劉發子，元朔五年六月壬子封 |
| 第2代                  | 眾陵戴侯 | 劉真定 | 22年     | 前70年－前49年  | 劉賢子                             |
| 第3代                  | 眾陵頃侯 | 劉慶   | ？年     | 前49年－？      | 劉真定子                           |
| 第4代                  | 眾陵侯   | 劉骨   | ？年     | ？－8年         | 劉慶子，王莽篡位，絕               |

### 終弋侯
| 終弋侯（前123年－前112年） |        |        |          |                  |                                                      |
| 傳位                       | 諡號   | 姓名   | 在位年數 | 在位時間         | 备注                                                 |
| 第1代                      | 終弋侯 | 劉廣置 | 11年     | 前123年－前112年 | 衡山王刘赐子，元朔六年四月丁丑封，元鼎五年，坐酎金免 |

### 麥侯
| 麥侯（前116年－前112年） |      |      |          |                  |                                                        |
| 傳位                     | 諡號 | 姓名 | 在位年數 | 在位時間         | 备注                                                   |
| 第1代                    | 麥侯 | 劉昌 | 4年      | 前116年－前112年 | 城陽頃王刘延子，元鼎元年四月戊寅封，元鼎五年，坐酎金免 |

### 鉅合侯
| 鉅合侯（前116年－前112年） |        |      |          |                  |                                                        |
| 傳位                       | 諡號   | 姓名 | 在位年數 | 在位時間         | 备注                                                   |
| 第1代                      | 鉅合侯 | 劉發 | 4年      | 前116年－前112年 | 城陽頃王刘延子，元鼎元年四月戊寅封，元鼎五年，坐酎金免 |

### 昌侯
| 昌侯（前116年－前112年） |      |      |          |                  |                                                        |
| 傳位                     | 諡號 | 姓名 | 在位年數 | 在位時間         | 备注                                                   |
| 第1代                    | 昌侯 | 劉差 | 4年      | 前116年－前112年 | 城陽頃王刘延子，元鼎元年四月戊寅封，元鼎五年，坐酎金免 |

### 蕢侯
| 蕢侯（前116年－前112年） |      |      |          |                  |                                                        |
| 傳位                     | 諡號 | 姓名 | 在位年數 | 在位時間         | 备注                                                   |
| 第1代                    | 蕢侯 | 劉方 | 4年      | 前116年－前112年 | 城陽頃王刘延子，元鼎元年四月戊寅封，元鼎五年，坐酎金免 |

### 虖葭侯
| 虖葭侯（前116年－8年） |          |      |          |                 |                                    |
| 傳位                   | 諡號     | 姓名 | 在位年數 | 在位時間        | 备注                               |
| 第1代                  | 虖葭康侯 | 劉澤 | 62年     | 前116年－前56年 | 城陽頃王刘延子，元鼎元年四月戊寅封 |
| 第2代                  | 虖葭夷侯 | 劉舞 | ？年     | 前61年－？      | 刘澤子                             |
| 第3代                  | 虖葭頃侯 | 劉閣 | ？年     | ？              | 刘舞子                             |
| 第4代                  | 虖葭侯   | 劉永 | ？年     | ？－8年         | 刘閣子，王莽篡位，絕               |

### 原洛侯
| 原洛侯（前116年－前90年） |        |      |          |                 |                                                          |
| 傳位                      | 諡號   | 姓名 | 在位年數 | 在位時間        | 备注                                                     |
| 第1代                     | 原洛侯 | 劉敢 | 26年     | 前116年－前90年 | 城陽頃王刘延子，元鼎元年四月戊寅封，征和三年，坐殺人棄市 |

### 挾術侯
| 挾術侯（前116年－前100年） |        |        |          |                  |                                                      |
| 傳位                       | 諡號   | 姓名   | 在位年數 | 在位時間         | 备注                                                 |
| 第1代                      | 挾術侯 | 劉昆景 | 16年     | 前116年－前100年 | 城陽頃王刘延子，元鼎元年四月戊寅封，天漢元年薨，无後 |

### 挾侯
| 挾侯（前116年－？） |        |      |          |                 |                                    |
| 傳位                | 諡號   | 姓名 | 在位年數 | 在位時間        | 备注                               |
| 第1代               | 挾釐侯 | 劉霸 | 35年     | 前116年－前82年 | 城陽頃王刘延子，元鼎元年四月戊寅封 |
| 第2代               | 挾夷侯 | 劉戚 | 21年     | 前82年－前61年  | 刘霸子                             |
| 第3代               | 挾爵侯 | 劉賢 | ？年     | 前61年－？      | 刘戚子                             |
| 第4代               | 挾頃侯 | 劉思 | ？年     | ？              | 刘賢子                             |
| 第5代               | 挾孝侯 | 劉眾 | ？年     | ？              | 刘思子，薨，无後                   |

### 朸侯
| 朸侯（前116年－？） |        |      |          |             |                                    |
| 傳位                | 諡號   | 姓名 | 在位年數 | 在位時間    | 备注                               |
| 第1代               | 朸節侯 | 劉讓 | ？年     | 前116年－？ | 城陽頃王刘延子，元鼎元年四月戊寅封 |
| 第2代               | 朸侯   | 劉興 | ？年     | ？          | 刘讓子，為人所殺                   |

### 文成侯
| 文成侯（前116年－前112年） |        |      |          |                  |                                                        |
| 傳位                       | 諡號   | 姓名 | 在位年數 | 在位時間         | 备注                                                   |
| 第1代                      | 文成侯 | 劉光 | 4年      | 前116年－前112年 | 城陽頃王刘延子，元鼎元年四月戊寅封，元鼎五年，坐酎金免 |

### 挍靖侯
| 挍靖侯（前116年－前112年） |        |      |          |                  |                                                        |
| 傳位                       | 諡號   | 姓名 | 在位年數 | 在位時間         | 备注                                                   |
| 第1代                      | 挍靖侯 | 劉雲 | 4年      | 前116年－前112年 | 城陽頃王刘延子，元鼎元年四月戊寅封，元鼎五年，坐酎金免 |

### 庸侯
| 庸侯（前116年－？） |      |      |          |             |                                            |
| 傳位                | 諡號 | 姓名 | 在位年數 | 在位時間    | 备注                                       |
| 第1代               | 庸侯 | 劉餘 | ？年     | 前116年－？ | 城陽頃王刘延子，元鼎元年四月戊寅封，有罪死 |

### 翟侯
| 翟侯（前116年－前112年） |      |      |          |                  |                                                        |
| 傳位                     | 諡號 | 姓名 | 在位年數 | 在位時間         | 备注                                                   |
| 第1代                    | 翟侯 | 劉壽 | 4年      | 前116年－前112年 | 城陽頃王刘延子，元鼎元年四月戊寅封，元鼎五年，坐酎金免 |

### 鱣侯
| 鱣侯（前116年－前112年） |      |      |          |                  |                                                        |
| 傳位                     | 諡號 | 姓名 | 在位年數 | 在位時間         | 备注                                                   |
| 第1代                    | 鱣侯 | 劉應 | 4年      | 前116年－前112年 | 城陽頃王刘延子，元鼎元年四月戊寅封，元鼎五年，坐酎金免 |

### 彭侯
| 彭侯（前116年－前112年） |      |      |          |                  |                                                        |
| 傳位                     | 諡號 | 姓名 | 在位年數 | 在位時間         | 备注                                                   |
| 第1代                    | 彭侯 | 劉強 | 4年      | 前116年－前112年 | 城陽頃王刘延子，元鼎元年四月戊寅封，元鼎五年，坐酎金免 |

### 瓡侯
| 瓡侯（前116年－前55年） |        |      |          |                 |                                    |
| 傳位                    | 諡號   | 姓名 | 在位年數 | 在位時間        | 备注                               |
| 第1代                   | 瓡節侯 | 劉息 | 55年     | 前116年－前62年 | 城陽頃王刘延子，元鼎元年四月戊寅封 |
| 第2代                   | 瓡質侯 | 劉守 | 7年      | 前62年－前55年  | 刘息子，為人所殺                   |

### 虛水侯
| 虛水侯（前116年－8年） |          |      |          |                 |                                    |
| 傳位                   | 諡號     | 姓名 | 在位年數 | 在位時間        | 备注                               |
| 第1代                  | 虛水康侯 | 劉禹 | 38年     | 前116年－前78年 | 城陽頃王刘延子，元鼎元年四月戊寅封 |
| 第2代                  | 虛水息侯 | 劉爵 | 7年      | 前69年－前62年  | 刘禹子                             |
| 第3代                  | 虛水侯   | 劉敞 | ？年     | 前54年－？      | 刘爵子，王莽篡位，絕               |

### 東淮侯
| 東淮侯（前116年－前112年） |        |      |          |                  |                                                        |
| 傳位                       | 諡號   | 姓名 | 在位年數 | 在位時間         | 备注                                                   |
| 第1代                      | 東淮侯 | 劉類 | 4年      | 前116年－前112年 | 城陽頃王刘延子，元鼎元年四月戊寅封，元鼎五年，坐酎金免 |

### 拘侯
| 拘侯（前116年－前112年） |      |      |          |                  |                                                        |
| 傳位                     | 諡號 | 姓名 | 在位年數 | 在位時間         | 备注                                                   |
| 第1代                    | 拘侯 | 劉賢 | 4年      | 前116年－前112年 | 城陽頃王刘延子，元鼎元年四月戊寅封，元鼎五年，坐酎金免 |

### 淯侯
| 淯侯（前116年－前112年） |      |        |          |                  |                                                        |
| 傳位                     | 諡號 | 姓名   | 在位年數 | 在位時間         | 备注                                                   |
| 第1代                    | 淯侯 | 劉不疑 | 4年      | 前116年－前112年 | 城陽頃王刘延子，元鼎元年四月戊寅封，元鼎五年，坐酎金免 |

### 陸侯
| 陸侯（前116年－前55年） |        |        |          |             |                                    |
| 傳位                    | 諡號   | 姓名   | 在位年數 | 在位時間    | 备注                               |
| 第1代                   | 陸元侯 | 劉何   | ？年     | 前116年－？ | 菑川靖王刘建子，元鼎元年七月辛卯封 |
| 第2代                   | 陸原侯 | 劉賈   | ？年     | ？          | 刘何子                             |
| 第3代                   | 陸侯   | 劉延壽 | ？年     | ？－前55年  | 刘賈子，五鳳三年，免爵             |

### 廣饒侯
| 廣饒侯（前116年－8年） |          |      |          |                 |                                    |
| 傳位                   | 諡號     | 姓名 | 在位年數 | 在位時間        | 备注                               |
| 第1代                  | 廣饒康侯 | 劉國 | 50年     | 前116年－前68年 | 菑川靖王刘建子，元鼎元年七月辛卯封 |
| 第2代                  | 廣饒共侯 | 劉坊 | 14年     | 前68年－前54年  | 刘國子                             |
| 第3代                  | 廣饒侯   | 劉麟 | ？年     | 前53年－？      | 刘坊子，王莽篡位，絕               |

### 缾侯
| 缾侯（前116年－8年） |        |      |          |                 |                                    |
| 傳位                 | 諡號   | 姓名 | 在位年數 | 在位時間        | 备注                               |
| 第1代                | 缾敬侯 | 劉成 | 54年     | 前116年－前68年 | 菑川靖王刘建子，元鼎元年七月辛卯封 |
| 第2代                | 缾頃侯 | 劉龍 | 50年     | 前68年－前18年  | 刘成子                             |
| 第3代                | 缾原侯 | 劉融 | ？年     | 前63年－？      | 刘龍子                             |
| 第4代                | 缾侯   | 劉閔 | ？年     | ？－8年         | 刘融子，王莽篡位，絕               |

### 俞閭侯
| 俞閭侯（前116年－前46年） |          |        |          |                 |                                    |
| 傳位                      | 諡號     | 姓名   | 在位年數 | 在位時間        | 备注                               |
| 第1代                     | 俞閭煬侯 | 劉毋害 | 44年     | 前116年－前72年 | 菑川靖王刘建子，元鼎元年七月辛卯封 |
| 第2代                     | 俞閭原侯 | 劉況   | 10年     | 前67年－前57年  | 刘毋害子                           |
| 第3代                     | 俞閭侯   | 劉暽   | 12年     | 前57年－前46年  | 刘況子，初元三年薨，无後           |

### 甘井侯
| 甘井侯（前116年－前91年） |        |      |          |                 |                                                          |
| 傳位                      | 諡號   | 姓名 | 在位年數 | 在位時間        | 备注                                                     |
| 第1代                     | 甘井侯 | 劉光 | 25年     | 前116年－前91年 | 廣川繆王劉齊子，元鼎元年七月乙酉封，征和二年，坐殺人棄市 |

### 襄隄侯
| 襄隄侯（前116年－前66年） |        |      |          |                 | |
| 傳位                      | 諡號   | 姓名 | 在位年數 | 在位時間        | 备注 |
| 第1代                     | 襄隄侯 | 劉聖 | 50年     | 前116年－前66年 | 廣川繆王劉齊子，元鼎元年七月辛卯封，地節四年，坐奉酎金斤八兩少四兩，免。元始二年（2年），劉聖子劉倫以曾祖廣川惠王曾孫為廣德王。 |

### 皋虞侯
| 皋虞侯（前110年－8年） |          |      |          |                  |                                    |
| 傳位                   | 諡號     | 姓名 | 在位年數 | 在位時間         | 备注                               |
| 第1代                  | 皋虞煬侯 | 劉建 | 9年      | 前110年－前101年 | 膠東康王劉寄子，元封元年五月丙午封 |
| 第2代                  | 皋虞穅侯 | 劉定 | 14年     | 前101年－前87年  | 刘建子                             |
| 第3代                  | 皋虞節侯 | 劉裒 | ？年     | 前72年－？       | 刘定子                             |
| 第4代                  | 皋虞釐侯 | 劉勳 | ？年     | ？               | 刘裒子                             |
| 第5代                  | 皋虞頌侯 | 劉顯 | ？年     | ？               | 刘勳子                             |
| 第6代                  | 皋虞侯   | 劉樂 | ？年     | ？－8年          | 刘顯子                             |

### 魏其侯
| 魏其侯（前110年－8年） |          |        |          |                 |                                    |
| 傳位                   | 諡號     | 姓名   | 在位年數 | 在位時間        | 备注                               |
| 第1代                  | 魏其煬侯 | 劉昌   | 17年     | 前110年－前93年 | 膠東康王劉寄子，元封元年五月丙午封 |
| 第2代                  | 魏其原侯 | 劉傅光 | 33年     | 前70年－前37年  | 劉昌子                             |
| 第3代                  | 魏其孝侯 | 劉禹   | ？年     | 前51年－？      | 劉傅光子                           |
| 第4代                  | 魏其質侯 | 劉蟜   | ？年     | ？              | 劉禹子                             |
| 第5代                  | 魏其侯   | 劉嘉   | ？年     | ？－8年         | 劉蟜子，王莽篡位，絕               |

### 祝茲侯
| 祝茲侯（前110年－前106年） |        |        |          |                  |                                                          |
| 傳位                       | 諡號   | 姓名   | 在位年數 | 在位時間         | 备注                                                     |
| 第1代                      | 祝茲侯 | 劉延年 | 4年      | 前110年－前106年 | 膠東康王劉寄子，元封元年五月丙午封，五年，坐棄印綬出國免 |

### 高樂侯
| 高樂侯（？） |          |      |          |          |                                    |
| 傳位         | 諡號     | 姓名 | 在位年數 | 在位時間 | 备注                               |
| 第1代        | 高樂康侯 | ？   | ？年     | ？       | 齊孝王劉將閭子，不得封年，薨，无後 |

### 參鬷侯
| 參鬷侯（？） |        |      |          |          |                                    |
| 傳位         | 諡號   | 姓名 | 在位年數 | 在位時間 | 备注                               |
| 第1代        | 參鬷侯 | 劉則 | ？年     | ？       | 廣川惠王刘越子，不得封年，坐酎金免 |

### 沂陵侯
| 沂陵侯（？） |        |      |          |          |                                    |
| 傳位         | 諡號   | 姓名 | 在位年數 | 在位時間 | 备注                               |
| 第1代        | 沂陵侯 | 劉喜 | ？年     | ？       | 廣川惠王刘越子，不得封年，坐酎金免 |

### 沈陽侯
| 沈陽侯（？） |        |        |          |          |                          |
| 傳位         | 諡號   | 姓名   | 在位年數 | 在位時間 | 备注                     |
| 第1代        | 沈陽侯 | 劉自為 | ？年     | ？       | 河間獻王刘德子，不得封年 |

### 漳北侯
| 漳北侯（？－前78年） |        |      |          |            |                                                |
| 傳位                 | 諡號   | 姓名 | 在位年數 | 在位時間   | 备注                                           |
| 第1代                | 漳北侯 | 劉寬 | ？年     | ？－前78年 | 趙敬肅王刘彭祖子，不得封年，元鳳三年，為奴所殺 |

### 南䜌侯
| 南䜌侯（？－前91年） |        |      |          |            |                                                |
| 傳位                 | 諡號   | 姓名 | 在位年數 | 在位時間   | 备注                                           |
| 第1代                | 南䜌侯 | 劉佗 | ？年     | ？－前91年 | 趙敬肅王刘彭祖子，不得封年，征和二年，坐酎金免 |

### 南陵侯
| 南陵侯（？－前86年） |        |      |          |            |                                    |
| 傳位                 | 諡號   | 姓名 | 在位年數 | 在位時間   | 备注                               |
| 第1代                | 南陵侯 | 劉慶 | ？年     | ？－前86年 | 趙敬肅王刘彭祖子，不得封年，下獄死 |

### 鄗侯
| 鄗侯（？－前89年） |      |      |          |            |                                                    |
| 傳位               | 諡號 | 姓名 | 在位年數 | 在位時間   | 备注                                               |
| 第1代              | 鄗侯 | 劉舟 | ？年     | ？－前89年 | 趙敬肅王刘彭祖子，不得封年，征和四年，坐祝上，要斬 |

### 安檀侯
| 安檀侯（？－前86年） |        |      |          |            |                                                                      |
| 傳位                 | 諡號   | 姓名 | 在位年數 | 在位時間   | 备注                                                                 |
| 第1代                | 安檀侯 | 劉福 | ？年     | ？－前86年 | 趙敬肅王刘彭祖子，不得封年，後三年，坐為常山太守祝詛上，訊未竟，病死 |

### 爰戚侯
| 爰戚侯（？－前86年） |        |      |          |            |                                                        |
| 傳位                 | 諡號   | 姓名 | 在位年數 | 在位時間   | 备注                                                   |
| 第1代                | 爰戚侯 | 劉當 | ？年     | ？－前86年 | 趙敬肅王刘彭祖子，不得封年，後三年，坐與兄廖謀反，自殺 |

### 栗侯
| 栗侯（前92年－？） |        |        |          |                |                              |
| 傳位               | 諡號   | 姓名   | 在位年數 | 在位時間       | 备注                         |
| 第1代              | 栗節侯 | 劉樂   | 27年     | 前92年－前66年 | 趙敬肅王刘彭祖子，征和元年封 |
| 第2代              | 栗煬侯 | 劉忠   | ？年     | 前66年－？     | 刘樂子                       |
| 第3代              | 栗質侯 | 劉終根 | ？年     | ？             | 刘忠子                       |
| 第4代              | 栗侯   | 劉況   | ？年     | ？             | 刘終根子                     |

### 洨侯
| 洨侯（前92年－？） |        |        |          |            |                              |
| 傳位               | 諡號   | 姓名   | 在位年數 | 在位時間   | 备注                         |
| 第1代              | 洨夷侯 | 劉周舍 | ？年     | 前92年－？ | 趙敬肅王刘彭祖子，征和元年封 |
| 第2代              | 洨孝侯 | 劉惠   | ？年     | ？         | 刘周舍子                     |
| 第3代              | 洨節侯 | 劉迺始 | ？年     | ？         | 刘惠子                       |
| 第4代              | 洨哀侯 | 劉勳   | ？年     | ？         | 刘迺始子                     |
| 第5代              | 洨侯   | 劉承   | ？年     | ？         | 刘勳子                       |

### 猇侯
| 猇侯（前92年－？） |        |        |          |                |                              |
| 傳位               | 諡號   | 姓名   | 在位年數 | 在位時間       | 备注                         |
| 第1代              | 猇節侯 | 劉起   | 13年     | 前92年－前81年 | 趙敬肅王刘彭祖子，征和元年封 |
| 第2代              | 猇夷侯 | 劉充國 | 20年     | 前81年－前61年 | 刘起子                       |
| 第3代              | 猇恭侯 | 劉廣明 | ？年     | 前61年－？     | 刘充國子                     |
| 第4代              | 猇釐侯 | 劉固   | ？年     | ？             | 刘廣明子                     |
| 第5代              | 猇侯   | 劉鉅鹿 | ？年     | ？             | 刘固子                       |

### 揤裴侯
| 揤裴侯（前92年－？） |          |      |          |                |                              |
| 傳位                 | 諡號     | 姓名 | 在位年數 | 在位時間       | 备注                         |
| 第1代                | 揤裴戴侯 | 劉道 | 12年     | 前92年－前80年 | 趙敬肅王刘彭祖子，征和元年封 |
| 第2代                | 揤裴哀侯 | 劉尊 | ？年     | 前80年－？     | 刘道子                       |
| 第3代                | 揤裴頃侯 | 劉章 | ？年     | ？             | 刘尊子                       |
| 第4代                | 揤裴釐侯 | 劉景 | ？年     | ？             | 刘章子                       |
| 第5代                | 揤裴侯   | 劉發 | ？年     | ？             | 刘景子                       |

### 澎侯
| 澎侯（前91年－前90年） |      |        |          |                |                                                              |
| 傳位                   | 諡號 | 姓名   | 在位年數 | 在位時間       | 备注                                                         |
| 第1代                  | 澎侯 | 劉屈氂 | 2年      | 前91年－前90年 | 中山靖王劉勝子，征和二年三月丁巳封，三年，坐為丞相祝詛，要斬 |

## 昭帝始封

### 茲侯
| 茲侯（前82年－8年） |        |      |          |                |                                    |
| 傳位                | 諡號   | 姓名 | 在位年數 | 在位時間       | 备注                               |
| 第1代               | 茲戴侯 | 刘霸 | 22年     | 前82年－前60年 | 六安共王刘庆子，始元五年六月辛丑封 |
| 第2代               | 茲共侯 | 刘始 | ？年     | 前60年－？     | 刘霸子                             |
| 第3代               | 茲頃侯 | 刘緁 | ？年     | ？             | 刘始子                             |
| 第4代               | 茲侯   | 刘均 | ？年     | ？－8年        | 刘緁子，王莽篡位，絕               |

### 溫水侯
| 溫水侯（前82年－前72年） |        |        |          |                |                                                                      |
| 傳位                     | 諡號   | 姓名   | 在位年數 | 在位時間       | 备注                                                                 |
| 第1代                    | 溫水侯 | 刘安國 | 10年     | 前82年－前72年 | 膠東哀王刘贤子，始元五年六月辛丑封，本始二年，坐上書為妖言，會赦，免 |

### 蘭旗侯
| 蘭旗侯（前82年－？） |          |        |          |                |                                  |
| 傳位                 | 諡號     | 姓名   | 在位年數 | 在位時間       | 备注                             |
| 第1代                | 蘭旗頃侯 | 刘臨朝 | 22年     | 前82年－前60年 | 魯安王刘光子，始元五年六月辛丑封 |
| 第2代                | 蘭旗節侯 | 刘去疾 | 7年      | 前60年－前53年 | 刘臨朝子                         |
| 第3代                | 蘭旗釐侯 | 刘嘉   | ？年     | 前53年－？     | 刘去疾子                         |
| 第4代                | 蘭旗侯   | 刘位   | ？年     | ？             | 刘嘉子，絕                       |

### 容丘侯
| 容丘侯（前82年－？） |          |        |          |            |                                  |
| 傳位                 | 諡號     | 姓名   | 在位年數 | 在位時間   | 备注                             |
| 第1代                | 容丘戴侯 | 刘方山 | ？年     | 前82年－？ | 魯安王刘光子，始元五年六月辛丑封 |
| 第2代                | 容丘頃侯 | 刘未央 | ？年     | ？         | 刘方山子                         |
| 第3代                | 容丘侯   | 刘昭   | ？年     | ？         | 刘未央子，絕                     |

### 良成侯
| 良成侯（前82年－？） |          |        |          |            |                                  |
| 傳位                 | 諡號     | 姓名   | 在位年數 | 在位時間   | 备注                             |
| 第1代                | 良成頃侯 | 刘文德 | ？年     | 前82年－？ | 魯安王刘光子，始元五年六月辛丑封 |
| 第2代                | 良成共侯 | 刘舜   | ？年     | ？         | 刘文德子                         |
| 第3代                | 良成釐侯 | 刘原   | ？年     | ？         | 刘舜子                           |
| 第4代                | 良成戴侯 | 刘元   | ？年     | ？         | 刘原子                           |
| 第5代                | 良成侯   | 刘閔   | ？年     | ？         | 刘元子，絕                       |

### 蒲領侯
| 蒲領侯（前81年－？） |          |        |          |            |                                    |
| 傳位                 | 諡號     | 姓名   | 在位年數 | 在位時間   | 备注                               |
| 第1代                | 蒲領煬侯 | 刘祿   | ？年     | 前81年－？ | 清河綱王刘义子，始元六年五月乙卯封 |
| 第2代                | 蒲領哀侯 | 刘推   | ？年     | ？         | 刘祿子，无後                       |
| 第2代                | 蒲領節侯 | 刘不識 | ？年     | 前11年－？ | 刘祿子，刘推弟，元延三年紹封       |
| 第3代                | 蒲領侯   | 刘京   | ？年     | ？         | 刘不識子，免                       |

### 南曲侯
| 南曲侯（前81年－？） |          |      |          |                |                                    |
| 傳位                 | 諡號     | 姓名 | 在位年數 | 在位時間       | 备注                               |
| 第1代                | 南曲煬侯 | 刘祿 | 30年     | 前81年－前51年 | 清河綱王刘义子，始元六年五月乙卯封 |
| 第2代                | 南曲節侯 | 刘江 | ？年     | 前51年－？     | 刘祿子                             |
| 第2代                | 南曲侯   | 刘尊 | ？年     | ？             | 刘江子，免                         |

### 高城侯
| 高城侯（前82年－？） |          |        |          |            |                                                                                |
| 傳位                 | 諡號     | 姓名   | 在位年數 | 在位時間   | 备注                                                                           |
| 第1代                | 高城節侯 | 刘梁   | ？年     | 前82年－？ | 長沙頃王刘附朐子，始元六年六月乙未封，《汉书》又作元康元年（前65年）正月癸卯封 |
| 第2代                | 高城質侯 | 刘景   | ？年     | ？         | 刘梁子                                                                         |
| 第3代                | 高城頃侯 | 刘請士 | ？年     | ？         | 刘景子                                                                         |
| 第4代                | 高城侯   | 刘馮   | ？年     | ？         | 刘請士子，免                                                                   |

### 成侯
| 成侯（前76年－前6年） |        |        |          |                |                                        |
| 傳位                  | 諡號   | 姓名   | 在位年數 | 在位時間       | 备注                                   |
| 第1代                 | 成獻侯 | 刘喜   | 15年     | 前76年－前61年 | 中山康王刘昆侈子，元鳳五年十一月庚子封 |
| 第2代                 | 成頃侯 | 刘得疵 | ？年     | 前61年－？     | 刘喜子                                 |
| 第3代                 | 成煬侯 | 刘傰   | ？年     | ？             | 刘得疵子                               |
| 第4代                 | 成哀侯 | 刘貴   | ？年     | ？－前6年      | 刘傰子，建平元年薨，无後               |

### 新市侯
| 新市侯（前76年－？） |          |      |          |                |                                      |
| 傳位                 | 諡號     | 姓名 | 在位年數 | 在位時間       | 备注                                 |
| 第1代                | 新市康侯 | 刘吉 | 25年     | 前76年－前51年 | 廣川繆王劉齊子，元鳳五年十一月庚子封 |
| 第2代                | 新市頃侯 | 刘義 | ？年     | 前51年－？     | 刘吉子                               |
| 第3代                | 新市侯   | 刘欽 | ？年     | ？             | 刘義子                               |

### 江陽侯
| 江陽侯（前75年－前65年） |        |      |          |                |                                                              |
| 傳位                     | 諡號   | 姓名 | 在位年數 | 在位時間       | 备注                                                         |
| 第1代                    | 江陽侯 | 刘仁 | 10年     | 前75年－前65年 | 城陽慧王刘武子，元鳳六年十一月乙丑封，元康元年，坐役使附落免 |

### 陽武侯
| 陽武侯（前74年－前74年） |        |        |          |                |                                                                    |
| 傳位                     | 諡號   | 姓名   | 在位年數 | 在位時間       | 备注                                                               |
| 第1代                    | 陽武侯 | 刘病已 | 1日      | 前74年－前74年 | 汉武帝曾孫，戾太子刘据孙，刘进子，元平元年七月庚申封，即日即皇帝位 |

## 宣帝始封

### 朝陽侯
| 朝陽侯（前73年－？） |          |        |          |            |                                    |
| 傳位                 | 諡號     | 姓名   | 在位年數 | 在位時間   | 备注                               |
| 第1代                | 朝陽荒侯 | 刘聖   | ？年     | 前73年－？ | 廣陵厲王劉胥子，本始元年七月壬子封 |
| 第2代                | 朝陽思侯 | 刘廣德 | ？年     | ？         | 劉聖子                             |
| 第3代                | 朝陽侯   | 刘安國 | ？年     | ？         | 劉廣德子，免                       |

### 平曲侯
| 平曲侯（前73年－？） |          |      |          |                    |                                                                                  |
| 傳位                 | 諡號     | 姓名 | 在位年數 | 在位時間           | 备注                                                                             |
| 第1代                | 平曲節侯 | 刘曾 | ？年     | 前73年－前54年，？ | 廣陵厲王劉胥子，本始元年七月壬子封，在位十九年，五鳳四年，坐父祝詛上，免，後復封 |
| 第2代                | 平曲釐侯 | 刘臨 | ？年     | ？                 | 劉曾子                                                                           |
| 第3代                | 平曲侯   | 刘農 | ？年     | ？                 | 劉臨子，免                                                                       |

### 南利侯
| 南利侯（前73年－前68年） |        |      |          |                |                                                          |
| 傳位                     | 諡號   | 姓名 | 在位年數 | 在位時間       | 备注                                                     |
| 第1代                    | 南利侯 | 刘昌 | 5年      | 前73年－前68年 | 廣陵厲王劉胥子，本始元年七月壬子封，地節二年，坐賊殺人免 |

### 安定侯
| 安定侯（前73年－？） |          |        |          |            |                                  |
| 傳位                 | 諡號     | 姓名   | 在位年數 | 在位時間   | 备注                             |
| 第1代                | 安定戾侯 | 刘賢   | ？年     | 前73年－？ | 燕剌王劉旦子，本始元年七月壬子封 |
| 第2代                | 安定頃侯 | 刘延年 | ？年     | ？         | 劉賢子                           |
| 第3代                | 安定侯   | 刘昱   | ？年     | ？         | 劉延年子，免                     |

### 東襄侯
| 東襄侯（前71年－前38年） |          |        |          |            |                                    |
| 傳位                     | 諡號     | 姓名   | 在位年數 | 在位時間   | 备注                               |
| 第1代                    | 東襄愛侯 | 刘寬   | ？年     | 前71年－？ | 廣川繆王劉齊子，本始三年四月壬申封 |
| 第2代                    | 東襄侯   | 刘使親 | ？年     | ？－前38年 | 劉寬子，建昭元年薨，无後           |

### 宣處侯
| 宣處侯（前71年－？） |          |      |          |                |                                      |
| 傳位                 | 諡號     | 姓名 | 在位年數 | 在位時間       | 备注                                 |
| 第1代                | 宣處節侯 | 刘章 | 4年      | 前71年－前67年 | 中山康王刘昆侈子，本始三年六月甲辰封 |
| 第2代                | 宣處原侯 | 刘眾 | ？年     | 前67年－？     | 劉章子，薨，无後                     |

### 修市侯
| 修市侯（前70年－？） |          |        |          |                |                                    |
| 傳位                 | 諡號     | 姓名   | 在位年數 | 在位時間       | 备注                               |
| 第1代                | 修市原侯 | 刘寅   | 3年      | 前70年－前67年 | 清河綱王刘义子，本始四年四月己丑封 |
| 第2代                | 修市頃侯 | 刘千秋 | ？年     | 前67年－？     | 劉寅子                             |
| 第3代                | 修市釐侯 | 刘元   | ？年     | ？             | 刘千秋子                           |
| 第4代                | 修市侯   | 刘雲   | ？年     | ？             | 劉元子，免                         |

### 東昌侯
| 東昌侯（前70年－？） |          |      |          |            |                                    |
| 傳位                 | 諡號     | 姓名 | 在位年數 | 在位時間   | 备注                               |
| 第1代                | 東昌趮侯 | 刘成 | 3年      | 前70年－？ | 清河綱王刘义子，本始四年四月己丑封 |
| 第2代                | 東昌頃侯 | 刘親 | ？年     | ？         | 劉成子                             |
| 第3代                | 東昌節侯 | 刘霸 | ？年     | ？         | 刘親子                             |
| 第4代                | 東昌侯   | 刘祖 | ？年     | ？         | 劉霸子，免                         |

### 新鄉侯
| 新鄉侯（前70年－？） |          |        |          |                |                                                  |
| 傳位                 | 諡號     | 姓名   | 在位年數 | 在位時間       | 备注                                             |
| 第1代                | 新鄉侯   | 刘豹   | 4年      | 前70年－前66年 | 清河綱王刘义子，本始四年四月己丑封               |
| 第2代                | 新鄉釐侯 | 刘步可 | ？年     | 前66年－？     | 劉豹子                                           |
| 第3代                | 新鄉煬侯 | 刘尊   | ？年     | ？             | 刘步可子                                         |
| 第4代                | 新鄉侯   | 刘佟   | ？年     | ？             | 劉尊子，元始元年上書言王莽宜居攝，莽篡位，賜姓王 |

### 修故侯
| 修故侯（前70年－前65年） |        |      |          |                |                                                              |
| 傳位                     | 諡號   | 姓名 | 在位年數 | 在位時間       | 备注                                                         |
| 第1代                    | 修故侯 | 刘福 | 5年      | 前70年－前65年 | 清河綱王刘义子，本始四年四月己丑封，元康元年，坐首匿群盜棄市 |

### 東陽侯
| 東陽侯（前70年－？） |          |        |          |                |                                    |
| 傳位                 | 諡號     | 姓名   | 在位年數 | 在位時間       | 备注                               |
| 第1代                | 東陽節侯 | 刘弘   | 10年     | 前70年－前60年 | 清河綱王刘义子，本始四年四月己丑封 |
| 第2代                | 東陽釐侯 | 刘縱   | ？年     | 前60年－？     | 劉弘子                             |
| 第3代                | 東陽頃侯 | 刘迺始 | ？年     | ？             | 刘縱子                             |
| 第4代                | 東陽哀侯 | 刘封親 | ？年     | ？             | 刘迺始子                           |
| 第5代                | 東陽侯   | 刘伯造 | ？年     | ？             | 劉封親子，免                       |

### 新昌侯
| 新昌侯（前70年－？） |          |        |          |            |                                  |
| 傳位                 | 諡號     | 姓名   | 在位年數 | 在位時間   | 备注                             |
| 第1代                | 新昌節侯 | 刘慶   | 10年     | 前70年－？ | 燕剌王劉旦子，本始四年五月癸丑封 |
| 第2代                | 新昌頃侯 | 刘稱   | ？年     | ？         | 劉慶子                           |
| 第3代                | 新昌哀侯 | 刘未央 | ？年     | ？         | 刘稱子，薨，无後                 |
| 第3代                | 新昌釐侯 | 刘嫋   | ？年     | 前13年－？ | 刘稱子，刘未央弟，元延元年，紹封 |
| 第4代                | 新昌侯   | 刘晉   | ？年     | ？         | 劉嫋子，免                       |

### 邯冓侯
| 邯冓侯（前68年－？） |          |      |          |                |                                  |
| 傳位                 | 諡號     | 姓名 | 在位年數 | 在位時間       | 备注                             |
| 第1代                | 邯冓節侯 | 刘偃 | 9年      | 前68年－前59年 | 趙頃王劉昌子，地節二年四月癸卯封 |
| 第2代                | 邯冓釐侯 | 刘勝 | ？年     | 前59年－？     | 劉偃子                           |
| 第3代                | 邯冓頃侯 | 刘度 | ？年     | ？             | 刘勝子                           |
| 第4代                | 邯冓侯   | 刘定 | ？年     | ？             | 劉度子，免                       |

### 樂陽侯
| 樂陽侯（前68年－？） |          |      |          |            |                                  |
| 傳位                 | 諡號     | 姓名 | 在位年數 | 在位時間   | 备注                             |
| 第1代                | 樂陽繆侯 | 刘說 | ？年     | 前68年－？ | 趙頃王劉昌子，地節二年四月癸卯封 |
| 第2代                | 樂陽孝侯 | 刘宗 | ？年     | ？         | 劉說子                           |
| 第3代                | 樂陽頃侯 | 刘崇 | ？年     | ？         | 刘宗子                           |
| 第4代                | 樂陽侯   | 刘鎮 | ？年     | ？         | 劉崇子，免                       |

### 桑中侯
| 桑中侯（前68年－8年） |          |        |          |             |                                  |
| 傳位                  | 諡號     | 姓名   | 在位年數 | 在位時間    | 备注                             |
| 第1代                 | 桑中戴侯 | 刘廣漢 | ？年     | 前68年－？  | 趙頃王劉昌子，地節二年四月癸卯封 |
| 第2代                 | 桑中節侯 | 刘縱   | ？年     | ？          | 劉廣漢子                         |
| 第3代                 | 桑中頃侯 | 刘敬   | ？年     | ？          | 刘縱子                           |
| 第3代                 | 桑中侯   | 刘舜   | 19年     | 前12年－8年 | 劉縱子，劉敬弟，元延二年紹封，免 |

### 張侯
| 張侯（前68年－前60年） |      |      |          |                |                                                                          |
| 傳位                   | 諡號 | 姓名 | 在位年數 | 在位時間       | 备注                                                                     |
| 第1代                  | 張侯 | 刘嵩 | 8年      | 前68年－前60年 | 趙頃王劉昌子，地節二年四月癸卯封，神爵二年，坐賊殺人，上書要上，下獄瘐死 |

### 景成侯
| 景成侯（前68年－？） |          |      |          |                |                                    |
| 傳位                 | 諡號     | 姓名 | 在位年數 | 在位時間       | 备注                               |
| 第1代                | 景成原侯 | 刘雍 | 6年      | 前68年－前62年 | 河間獻王劉德子，地節二年四月癸卯封 |
| 第2代                | 景成頃侯 | 刘歐 | ？年     | 前62年－？     | 劉雍子                             |
| 第3代                | 景成釐侯 | 刘禹 | ？年     | ？             | 刘歐子                             |
| 第4代                | 景成節侯 | 刘福 | ？年     | ？             | 劉禹子，免                         |

### 平隄侯
| 平隄侯（前68年－？） |          |        |          |                |                                    |
| 傳位                 | 諡號     | 姓名   | 在位年數 | 在位時間       | 备注                               |
| 第1代                | 平隄嚴侯 | 刘招   | 1年      | 前68年－前67年 | 河間獻王劉德子，地節二年四月癸卯封 |
| 第2代                | 平隄繆侯 | 刘榮   | ？年     | 前67年－？     | 劉招子                             |
| 第3代                | 平隄節侯 | 刘曾世 | ？年     | ？             | 刘榮子                             |
| 第4代                | 平隄釐侯 | 刘育   | ？年     | ？             | 刘曾世子                           |
| 第5代                | 平隄侯   | 刘迺始 | ？年     | ？             | 劉育子，免                         |

### 樂鄉侯
| 樂鄉侯（前68年－？） |          |        |          |                |                                    |
| 傳位                 | 諡號     | 姓名   | 在位年數 | 在位時間       | 备注                               |
| 第1代                | 樂鄉憲侯 | 刘佟   | 9年      | 前68年－前59年 | 河間獻王劉德子，地節二年四月癸卯封 |
| 第2代                | 樂鄉節侯 | 刘蒯   | ？年     | 前59年－？     | 劉佟子                             |
| 第3代                | 樂鄉頃侯 | 刘鄧   | ？年     | ？             | 刘蒯子                             |
| 第4代                | 樂鄉釐侯 | 刘勝   | ？年     | ？             | 刘鄧子                             |
| 第5代                | 樂鄉侯   | 刘地緒 | ？年     | ？             | 劉勝子，免                         |

### 高郭侯→鄚侯
| 高郭侯（前68年－？） |          |        |          |            |                                    |
| 傳位                 | 諡號     | 姓名   | 在位年數 | 在位時間   | 备注                               |
| 第1代                | 高郭節侯 | 刘壒   | ？年     | 前68年－？ | 河間獻王劉德子，地節二年四月癸卯封 |
| 第2代                | 高郭孝侯 | 刘久長 | ？年     | ？         | 劉壒子                             |
| 第3代                | 高郭頃侯 | 刘菲   | ？年     | ？         | 刘久長子                           |
| 第4代                | 高郭共侯 | 刘稱   | ？年     | ？         | 刘菲子                             |
| 第5代                | 高郭哀侯 | 刘霸   | ？年     | ？         | 劉稱子，薨，无後                   |
| 鄚侯（前13年－？）   |          |        |          |            |                                    |
| 第5代                | 鄚侯     | 刘異眾 | ？年     | 前13年－？ | 劉稱子，刘霸弟，元延元年紹封       |
| 第6代                | 鄚侯     | 刘發   | ？年     | ？         | 刘異眾子，免                       |

### 樂望侯
| 樂望侯（前66年－？） |          |      |          |            |                                      |
| 傳位                 | 諡號     | 姓名 | 在位年數 | 在位時間   | 备注                                 |
| 第1代                | 樂望孝侯 | 刘光 | ？年     | 前66年－？ | 膠東戴王刘通平子，地節四年二月甲寅封 |
| 第2代                | 樂望釐侯 | 刘林 | ？年     | ？         | 劉光子                               |
| 第3代                | 樂望侯   | 刘起 | ？年     | ？         | 劉林子，免                           |

### 成侯
| 成侯（前66年－？） |        |      |          |            |                                      |
| 傳位               | 諡號   | 姓名 | 在位年數 | 在位時間   | 备注                                 |
| 第1代              | 成康侯 | 刘饒 | ？年     | 前66年－？ | 膠東戴王刘通平子，地節四年二月甲寅封 |
| 第2代              | 成侯   | 刘新 | ？年     | ？         | 劉饒子，免                           |

### 柳泉侯
| 柳泉侯（前66年－？） |          |        |          |                |                                      |
| 傳位                 | 諡號     | 姓名   | 在位年數 | 在位時間       | 备注                                 |
| 第1代                | 柳泉節侯 | 刘強   | 17年     | 前66年－前49年 | 膠東戴王刘通平子，地節四年二月甲寅封 |
| 第2代                | 柳泉孝侯 | 刘建   | ？年     | 前49年－？     | 劉強子                               |
| 第3代                | 柳泉煬侯 | 刘萬年 | ？年     | ？             | 刘建子                               |
| 第4代                | 柳泉侯   | 刘永昌 | ？年     | ？             | 劉萬年子，免                         |

### 復陽侯
| 復陽侯（前65年－？） |          |        |          |            |                                      |
| 傳位                 | 諡號     | 姓名   | 在位年數 | 在位時間   | 备注                                 |
| 第1代                | 復陽嚴侯 | 刘延年 | ？年     | 前65年－？ | 長沙頃王刘附朐子，元康元年正月癸卯封 |
| 第2代                | 復陽煬侯 | 刘漢   | ？年     | ？         | 劉延年子                             |
| 第3代                | 復陽侯   | 刘道   | ？年     | ？         | 劉漢子，免                           |

### 鍾武侯
| 鍾武侯（前65年－？） |          |      |          |            |                                        |
| 傳位                 | 諡號     | 姓名 | 在位年數 | 在位時間   | 备注                                   |
| 第1代                | 鍾武節侯 | 刘度 | ？年     | 前65年－？ | 長沙頃王刘附朐子，元康元年正月癸卯封   |
| 第2代                | 鍾武孝侯 | 刘宣 | ？年     | ？         | 劉度子                                 |
| 第3代                | 鍾武哀侯 | 刘霸 | ？年     | ？         | 劉宣子，无後                           |
| 第2代                | 鍾武節侯 | 刘則 | ？年     | 前12年－？ | 劉度子，刘宣弟，刘霸叔父，元延二年紹封 |

### 富陽侯
| 富陽侯（前64年－前37年） |        |      |          |                |                                                                    |
| 傳位                     | 諡號   | 姓名 | 在位年數 | 在位時間       | 备注                                                               |
| 第1代                    | 富陽侯 | 刘賜 | 28年     | 前64年－前37年 | 六安夷王刘禄子，元康二年五月丙戌封，建昭二年，坐上書歸印綬免八百戶 |

### 海昏侯
| 海昏侯（前63年－？） |          |        |          |                |                                                                                                  |
| 傳位                 | 諡號     | 姓名   | 在位年數 | 在位時間       | 备注                                                                                             |
| 第1代                | 海昏侯   | 刘贺   | 4年      | 前63年－前59年 | 昌邑哀王劉髆子，宣帝之前一度即帝位。元康三年四月壬子以昌邑王改封，神爵三年薨，故行淫辟，不得置後 |
| 第2代                | 海昏釐侯 | 刘代宗 | ？年     | 前46年－？     | 刘贺子，初元三年紹封                                                                             |
| 第3代                | 海昏原侯 | 刘保世 | ？年     | ？             | 劉代宗子                                                                                         |
| 第4代                | 海昏侯   | 刘會邑 | ？年     | ？             | 劉保世子，免，建武後封                                                                           |

### 曲梁侯
| 曲梁侯（前63年－？） |          |        |          |            |                                    |
| 傳位                 | 諡號     | 姓名   | 在位年數 | 在位時間   | 备注                               |
| 第1代                | 曲梁安侯 | 刘敬   | ？年     | 前63年－？ | 平干頃王刘偃子，元康三年七月壬子封 |
| 第2代                | 曲梁節侯 | 刘時光 | ？年     | ？         | 劉敬子                             |
| 第3代                | 曲梁侯   | 刘瓠辯 | ？年     | ？         | 劉時光子，免                       |

### 遽鄉侯
| 遽鄉侯（前62年－前60年） |        |      |          |                |                                              |
| 傳位                     | 諡號   | 姓名 | 在位年數 | 在位時間       | 备注                                         |
| 第1代                    | 遽鄉侯 | 刘宣 | 2年      | 前62年－前60年 | 真定列王刘偃子，元康四年三月甲寅封，薨，无後 |

### 新利侯→戶都侯
| 新利侯（前61年－前60年） |        |      |          |                |                                                                      |
| 傳位                     | 諡號   | 姓名 | 在位年數 | 在位時間       | 备注                                                                 |
| 第1代                    | 新利侯 | 刘偃 | 11年     | 前61年－前50年 | 膠東戴王刘通平子，神爵元年四月癸巳封，四百戶，甘露四年，坐上書謾，免 |
| 戶都侯（？－前30年）     |        |      |          |                |                                                                      |
| 第1代                    | 戶都侯 | 刘偃 | ？年     | ？－前30年     | 復更封戶都侯，建始三年又上書謾，免                                   |

### 樂信侯
| 樂信侯（前59年－？） |          |      |          |            |                                    |
| 傳位                 | 諡號     | 姓名 | 在位年數 | 在位時間   | 备注                               |
| 第1代                | 樂信頃侯 | 刘強 | 2年      | 前59年－？ | 廣川繆王劉齊子，神爵三年四月戊戌封 |
| 第2代                | 樂信孝侯 | 刘何 | ？年     | ？         | 劉強子                             |
| 第3代                | 樂信節侯 | 刘賀 | ？年     | ？         | 劉何子                             |
| 第4代                | 樂信侯   | 刘涉 | ？年     | ？         | 劉賀子，免                         |

### 昌成侯
| 昌成侯（前59年－前4年） |          |      |          |                |                                    |
| 傳位                    | 諡號     | 姓名 | 在位年數 | 在位時間       | 备注                               |
| 第1代                   | 昌成節侯 | 刘元 | 4年      | 前59年－前55年 | 廣川繆王劉齊子，神爵三年四月戊戌封 |
| 第2代                   | 昌成頃侯 | 刘齒 | ？年     | 前55年－？     | 劉元子                             |
| 第3代                   | 昌成釐侯 | 刘應 | ？年     | ？             | 劉齒子                             |
| 第4代                   | 昌成質侯 | 刘江 | ？年     | ？－前4年      | 劉應子，建平三年薨，无後           |

### 廣鄉侯
| 廣鄉侯（前59年－？） |          |        |          |            |                                    |
| 傳位                 | 諡號     | 姓名   | 在位年數 | 在位時間   | 备注                               |
| 第1代                | 廣鄉孝侯 | 刘明   | ？年     | 前59年－？ | 平干頃王劉偃子，神爵三年七月壬申封 |
| 第2代                | 廣鄉節侯 | 刘安   | ？年     | ？         | 劉明子                             |
| 第3代                | 廣鄉釐侯 | 刘周齊 | ？年     | ？         | 劉安子                             |
| 第4代                | 廣鄉侯   | 刘充國 | ？年     | ？         | 劉周齊子，免                       |

### 成鄉侯
| 成鄉侯（前59年－8年） |          |      |          |             |                                            |
| 傳位                  | 諡號     | 姓名 | 在位年數 | 在位時間    | 备注                                       |
| 第1代                 | 成鄉質侯 | 刘慶 | ？年     | 前59年－？  | 平干頃王劉偃子，神爵三年七月壬申封，九百戶 |
| 第2代                 | 成鄉節侯 | 刘霸 | ？年     | ？－前18年  | 劉慶子，鴻嘉三年薨，无後                   |
| 第2代                 | 成鄉侯   | 刘果 | 19年     | 前12年－8年 | 劉慶子，劉霸弟，元延二年紹封，免           |

### 平利侯
| 平利侯（前58年－？） |          |      |          |            |                                    |
| 傳位                 | 諡號     | 姓名 | 在位年數 | 在位時間   | 备注                               |
| 第1代                | 平利節侯 | 刘世 | ？年     | 前58年－？ | 平干頃王劉偃子，神爵四年三月癸丑封 |
| 第2代                | 平利質侯 | 刘嘉 | ？年     | ？         | 劉世子                             |
| 第3代                | 平利釐侯 | 刘禹 | ？年     | ？         | 劉嘉子                             |
| 第4代                | 平利侯   | 刘旦 | ？年     | ？         | 劉禹子，免                         |

### 平鄉侯
| 平鄉侯（前58年－？） |          |      |          |            |                                    |
| 傳位                 | 諡號     | 姓名 | 在位年數 | 在位時間   | 备注                               |
| 第1代                | 平鄉孝侯 | 刘壬 | ？年     | 前58年－？ | 平干頃王劉偃子，神爵四年三月癸丑封 |
| 第2代                | 平鄉節侯 | 刘成 | ？年     | ？         | 劉壬子                             |
| 第3代                | 平鄉侯   | 刘陽 | ？年     | ？         | 劉成子，免                         |

### 平纂侯
| 平纂侯（前58年－？） |          |      |          |            |                                              |
| 傳位                 | 諡號     | 姓名 | 在位年數 | 在位時間   | 备注                                         |
| 第1代                | 平纂節侯 | 刘梁 | ？年     | 前58年－？ | 平干頃王劉偃子，神爵四年三月癸丑封，薨，无後 |

### 成陵侯
| 成陵侯（前58年－前18年） |          |      |          |            |                                                |
| 傳位                     | 諡號     | 姓名 | 在位年數 | 在位時間   | 备注                                           |
| 第1代                    | 成陵節侯 | 刘充 | ？年     | 前58年－？ | 平干頃王劉偃子，神爵四年三月癸丑封，四百一十戶 |
| 第2代                    | 成陵侯   | 刘德 | ？年     | ？－前18年 | 刘充子，鴻嘉三年，下獄死                       |

### 西梁侯
| 西梁侯（前58年－？） |          |        |          |                |                                    |
| 傳位                 | 諡號     | 姓名   | 在位年數 | 在位時間       | 备注                               |
| 第1代                | 西梁節侯 | 刘闢兵 | 7年      | 前58年－前51年 | 廣川戴王劉文子，神爵四年三月乙亥封 |
| 第2代                | 西梁孝侯 | 刘廣   | ？年     | 前51年－？     | 劉闢兵子                           |
| 第3代                | 西梁哀侯 | 刘宮   | ？年     | ？             | 刘廣子                             |
| 第4代                | 西梁侯   | 刘敞   | ？年     | ？             | 刘宮子，免                         |

### 歷鄉侯
| 歷鄉侯（前58年－？） |          |        |          |                |                                    |
| 傳位                 | 諡號     | 姓名   | 在位年數 | 在位時間       | 备注                               |
| 第1代                | 歷鄉康侯 | 刘必勝 | 5年      | 前58年－前53年 | 廣川繆王劉齊子，神爵四年七月壬子封 |
| 第2代                | 歷鄉頃侯 | 刘長壽 | ？年     | 前53年－？     | 劉必勝子                           |
| 第3代                | 歷鄉繆侯 | 刘宮   | ？年     | ？             | 刘長壽子                           |
| 第4代                | 歷鄉侯   | 刘東之 | ？年     | ？             | 刘宮子，免                         |

### 陽城侯
| 陽城侯（前58年－？） |          |      |          |            |                                    |
| 傳位                 | 諡號     | 姓名 | 在位年數 | 在位時間   | 备注                               |
| 第1代                | 陽城愍侯 | 刘田 | ？年     | 前58年－？ | 平干頃王劉偃子，神爵四年七月壬子封 |
| 第2代                | 陽城節侯 | 刘賢 | ？年     | ？         | 劉田子                             |
| 第3代                | 陽城釐侯 | 刘說 | ？年     | ？         | 刘賢子                             |
| 第4代                | 陽城侯   | 刘報 | ？年     | ？         | 刘說子，免                         |

### 祚陽侯
| 祚陽侯（前57年－前44年） |        |      |          |                |                                                                      |
| 傳位                     | 諡號   | 姓名 | 在位年數 | 在位時間       | 备注                                                                 |
| 第1代                    | 祚陽侯 | 刘仁 | 13年     | 前57年－前44年 | 平干頃王劉偃子，五鳳元年四月乙未封，九百一十戶，初元五年，削為關內侯 |

### 武陶侯
| 武陶侯（前57年－？） |          |      |          |            |                                    |
| 傳位                 | 諡號     | 姓名 | 在位年數 | 在位時間   | 备注                               |
| 第1代                | 武陶節侯 | 刘朝 | ？年     | 前57年－？ | 廣川繆王劉齊子，五鳳元年七月壬午封 |
| 第2代                | 武陶孝侯 | 刘弘 | ？年     | ？         | 劉朝子                             |
| 第3代                | 武陶節侯 | 刘勳 | ？年     | ？         | 刘弘子                             |
| 第4代                | 武陶侯   | 刘京 | ？年     | ？         | 刘勳子，免                         |

### 陽興侯
| 陽興侯（前57年－前31年） |        |      |          |                |                                                                    |
| 傳位                     | 諡號   | 姓名 | 在位年數 | 在位時間       | 备注                                                               |
| 第1代                    | 陽興侯 | 刘昌 | 26年     | 前57年－前31年 | 河間孝王刘庆子，五鳳元年十二月癸巳封，千三百五十戶，建始二年，棄市 |

### 利鄉侯國
| 利鄉侯（前53年－？） |          |      |          |            |                                    |
| 傳位                 | 諡號     | 姓名 | 在位年數 | 在位時間   | 备注                               |
| 第1代                | 利鄉孝侯 | 刘安 | ？年     | 前53年－？ | 中山頃王刘辅子，甘露元年三月壬辰封 |
| 第2代                | 利鄉戴侯 | 刘遂 | ？年     | ？         | 刘安子                             |
| 第3代                | 利鄉侯   | 刘國 | ？年     | ？         | 刘遂子，免                         |

### 都鄉侯
| 都鄉侯（前52年－？） |          |      |          |            |                                  |
| 傳位                 | 諡號     | 姓名 | 在位年數 | 在位時間   | 备注                             |
| 第1代                | 都鄉孝侯 | 刘景 | ？年     | 前52年－？ | 趙頃王刘昌子，甘露二年七月辛未封 |
| 第2代                | 都鄉侯   | 刘溱 | ？年     | ？         | 刘景子，免                       |

### 昌慮侯
| 昌慮侯（前50年－？） |          |        |          |            |                                    |
| 傳位                 | 諡號     | 姓名   | 在位年數 | 在位時間   | 备注                               |
| 第1代                | 昌慮康侯 | 刘弘   | ？年     | 前50年－？ | 魯孝王刘庆忌子，甘露四年閏月丁亥封 |
| 第2代                | 昌慮釐侯 | 刘奉世 | ？年     | ？         | 刘弘子                             |
| 第3代                | 昌慮侯   | 刘蓋   | ？年     | ？         | 刘奉世子，免                       |

### 平邑侯
| 平邑侯（前50年－前48年） |        |      |          |                |                                                                |
| 傳位                     | 諡號   | 姓名 | 在位年數 | 在位時間       | 备注                                                           |
| 第1代                    | 平邑侯 | 刘敞 | 2年      | 前50年－前48年 | 魯孝王刘庆忌子，甘露四年閏月丁亥封，初元元年，坐殺一家二人棄市 |

### 山鄉侯
| 山鄉侯（前50年－？） |          |      |          |            |                                    |
| 傳位                 | 諡號     | 姓名 | 在位年數 | 在位時間   | 备注                               |
| 第1代                | 山鄉節侯 | 刘綰 | ？年     | 前50年－？ | 魯孝王刘庆忌子，甘露四年閏月丁亥封 |
| 第2代                | 山鄉侯   | 刘丘 | ？年     | ？         | 刘綰子，免                         |

### 建陵侯
| 建陵侯（前50年－？） |          |        |          |                |                                    |
| 傳位                 | 諡號     | 姓名   | 在位年數 | 在位時間       | 备注                               |
| 第1代                | 建陵靖侯 | 刘遂   | 1年      | 前50年－前49年 | 魯孝王刘庆忌子，甘露四年閏月丁亥封 |
| 第2代                | 建陵節侯 | 刘魯   | ？年     | 前49年－？     | 刘遂子                             |
| 第2代                | 建陵侯   | 刘連文 | ？年     | ？             | 刘魯子，免                         |

### 合陽侯
| 合陽侯（前50年－前32年） |          |        |          |            |                                                  |
| 傳位                     | 諡號     | 姓名   | 在位年數 | 在位時間   | 备注                                             |
| 第1代                    | 合陽節侯 | 刘平   | ？年     | 前50年－？ | 魯孝王刘庆忌子，甘露四年閏月丁亥封，千一百六十戶 |
| 第2代                    | 合陽孝侯 | 刘安上 | ？年     | ？－前32年 | 刘平子，建始元年薨，无後                         |

### 東安侯
| 東安侯（前50年－？） |          |      |          |            |                                    |
| 傳位                 | 諡號     | 姓名 | 在位年數 | 在位時間   | 备注                               |
| 第1代                | 東安孝侯 | 刘強 | ？年     | 前50年－？ | 魯孝王刘庆忌子，甘露四年閏月丁亥封 |
| 第2代                | 東安侯   | 刘拔 | ？年     | ？         | 刘強子，免                         |

### 承鄉侯
| 承鄉侯（前50年－前19年） |          |        |          |            |                                                |
| 傳位                     | 諡號     | 姓名   | 在位年數 | 在位時間   | 备注                                           |
| 第1代                    | 承鄉節侯 | 刘當   | ？年     | 前50年－？ | 魯孝王刘庆忌子，甘露四年閏月丁亥封，二千七百戶 |
| 第2代                    | 承鄉侯   | 刘德天 | ？年     | ？－前19年 | 刘當子，鴻嘉二年，免                           |

### 建陽侯
| 建陽侯（前50年－？） |          |      |          |            |                                    |
| 傳位                 | 諡號     | 姓名 | 在位年數 | 在位時間   | 备注                               |
| 第1代                | 建陽節侯 | 刘咸 | ？年     | 前50年－？ | 魯孝王刘庆忌子，甘露四年閏月丁亥封 |
| 第2代                | 建陽孝侯 | 刘霸 | ？年     | ？         | 刘咸子                             |
| 第3代                | 建陽侯   | 刘並 | ？年     | ？         | 刘霸子，免                         |

### 高鄉侯
| 高鄉侯（前50年－？） |          |        |          |            |                                      |
| 傳位                 | 諡號     | 姓名   | 在位年數 | 在位時間   | 备注                                 |
| 第1代                | 高鄉節侯 | 刘休   | ？年     | 前50年－？ | 城陽惠王刘武子，甘露四年十一月壬申封 |
| 第2代                | 高鄉頃侯 | 刘興   | ？年     | ？         | 刘休子                               |
| 第3代                | 高鄉侯   | 刘革始 | ？年     | ？         | 刘興子，免                           |

### 茲鄉侯
| 茲鄉侯（前50年－？） |          |      |          |            |                                      |
| 傳位                 | 諡號     | 姓名 | 在位年數 | 在位時間   | 备注                                 |
| 第1代                | 茲鄉孝侯 | 刘弘 | ？年     | 前50年－？ | 城陽荒王刘顺子，甘露四年十一月壬申封 |
| 第2代                | 茲鄉頃侯 | 刘昌 | ？年     | ？         | 刘弘子                               |
| 第3代                | 茲鄉節侯 | 刘應 | ？年     | ？         | 刘昌子                               |
| 第4代                | 茲鄉侯   | 刘宇 | ？年     | ？         | 刘應子，免                           |

### 藉陽侯
| 藉陽侯（前50年－前35年） |        |      |          |                |                                                            |
| 傳位                     | 諡號   | 姓名 | 在位年數 | 在位時間       | 备注                                                       |
| 第1代                    | 藉陽侯 | 刘顯 | 16年     | 前50年－前35年 | 城陽荒王刘顺子，甘露四年十一月壬申封，六百戶，建昭四年，免 |

### 都平侯
| 都平侯（前50年－？） |          |      |          |            |                                      |
| 傳位                 | 諡號     | 姓名 | 在位年數 | 在位時間   | 备注                                 |
| 第1代                | 都平愛侯 | 刘丘 | ？年     | 前50年－？ | 城陽荒王刘顺子，甘露四年十一月壬申封 |
| 第2代                | 都平恭侯 | 刘訢 | ？年     | ？         | 刘丘子                               |
| 第3代                | 都平侯   | 刘堪 | ？年     | ？         | 刘訢子，免                           |

### 棗侯
| 棗侯（前50年－？） |        |        |          |            |                                      |
| 傳位               | 諡號   | 姓名   | 在位年數 | 在位時間   | 备注                                 |
| 第1代              | 棗原侯 | 刘山   | ？年     | 前50年－？ | 城陽荒王刘顺子，甘露四年十一月壬申封 |
| 第2代              | 棗節侯 | 刘蒭   | ？年     | ？         | 刘山子                               |
| 第3代              | 棗侯   | 刘妾得 | ？年     | ？         | 刘蒭子，薨，无後                     |

### 箕侯
| 箕侯（前50年－？） |        |      |          |            |                                      |
| 傳位               | 諡號   | 姓名 | 在位年數 | 在位時間   | 备注                                 |
| 第1代              | 箕愿侯 | 刘文 | ？年     | 前50年－？ | 城陽荒王刘顺子，甘露四年十一月壬申封 |
| 第2代              | 箕節侯 | 刘瞵 | ？年     | ？         | 刘文子                               |
| 第3代              | 箕侯   | 刘褒 | ？年     | ？         | 刘瞵子，免                           |

### 高廣侯
| 高廣侯（前50年－？） |          |      |          |            |                                      |
| 傳位                 | 諡號     | 姓名 | 在位年數 | 在位時間   | 备注                                 |
| 第1代                | 高廣節侯 | 刘勳 | ？年     | 前50年－？ | 城陽荒王刘顺子，甘露四年十一月壬申封 |
| 第2代                | 高廣哀侯 | 刘賀 | ？年     | ？         | 刘勳子                               |
| 第3代                | 高廣質侯 | 刘福 | ？年     | ？         | 刘賀子                               |
| 第4代                | 高廣侯   | 刘吳 | ？年     | ？         | 刘福子，免                           |

### 即來侯
| 即來侯（前50年－？） |          |      |          |            |                                      |
| 傳位                 | 諡號     | 姓名 | 在位年數 | 在位時間   | 备注                                 |
| 第1代                | 即來節侯 | 刘佼 | ？年     | 前50年－？ | 城陽荒王刘顺子，甘露四年十一月壬申封 |
| 第2代                | 即來侯   | 刘欽 | ？年     | ？         | 刘佼子，免                           |

## 元帝始封

### 膠鄉侯
| 膠鄉侯（前48年－前21年） |          |      |          |            |                                                |
| 傳位                     | 諡號     | 姓名 | 在位年數 | 在位時間   | 备注                                           |
| 第1代                    | 膠鄉敬侯 | 刘漢 | ？年     | 前48年－？ | 高密哀王刘弘子，初元元年三月丁巳封，七百四十戶 |
| 第2代                    | 膠鄉節侯 | 刘成 | ？年     | ？－前21年 | 刘漢子，陽朔四年薨，无後                       |

### 桃侯
| 桃侯（前48年－？） |        |      |          |            |                                |
| 傳位               | 諡號   | 姓名 | 在位年數 | 在位時間   | 备注                           |
| 第1代              | 桃煬侯 | 刘良 | ？年     | 前48年－？ | 廣川繆王劉齊子，初元元年三月封 |
| 第2代              | 桃共侯 | 刘敞 | ？年     | ？         | 刘良子                         |
| 第2代              | 桃侯   | 刘狗 | ？年     | ？         | 刘敞子，免                     |

### 安平侯
| 安平侯（前48年－？） |          |      |          |            |                                |
| 傳位                 | 諡號     | 姓名 | 在位年數 | 在位時間   | 备注                           |
| 第1代                | 安平釐侯 | 刘習 | ？年     | 前48年－？ | 長沙孝王劉宗子，初元元年三月封 |
| 第2代                | 安平侯   | 刘嘉 | ？年     | ？         | 刘習子，免                     |

### 陽山侯
| 陽山侯（前48年－？） |          |        |          |            |                                |
| 傳位                 | 諡號     | 姓名   | 在位年數 | 在位時間   | 备注                           |
| 第1代                | 陽山節侯 | 刘宗   | ？年     | 前48年－？ | 長沙孝王劉宗子，初元元年三月封 |
| 第2代                | 陽山侯   | 刘買奴 | ？年     | ？         | 刘宗子，免                     |

### 庸侯国
| 庸侯（前48年－前42年） |        |      |          |            |                                            |
| 傳位                   | 諡號   | 姓名 | 在位年數 | 在位時間   | 备注                                       |
| 第1代                  | 庸釐侯 | 刘談 | ？年     | 前48年－？ | 城陽荒王劉顺子，初元元年三月封，九百一十戶 |
| 第2代                  | 庸侯   | 刘端 | ？年     | ？－前42年 | 刘談子，永光二年，強姦人妻，免             |

### 昆山侯
| 昆山侯（前48年－？） |          |      |          |            |                                |
| 傳位                 | 諡號     | 姓名 | 在位年數 | 在位時間   | 备注                           |
| 第1代                | 昆山節侯 | 刘光 | ？年     | 前48年－？ | 城陽荒王劉顺子，初元元年三月封 |
| 第2代                | 昆山侯   | 刘儀 | ？年     | ？         | 刘光子，免                     |

### 折泉侯
| 折泉侯（前48年－？） |          |      |          |            |                                |
| 傳位                 | 諡號     | 姓名 | 在位年數 | 在位時間   | 备注                           |
| 第1代                | 折泉節侯 | 刘根 | ？年     | 前48年－？ | 城陽荒王劉顺子，初元元年三月封 |
| 第2代                | 折泉侯   | 刘詡 | ？年     | ？         | 刘根子，免                     |

### 博石侯
| 博石侯（前48年－？） |          |      |          |            |                                |
| 傳位                 | 諡號     | 姓名 | 在位年數 | 在位時間   | 备注                           |
| 第1代                | 博石頃侯 | 刘淵 | ？年     | 前48年－？ | 城陽荒王劉顺子，初元元年三月封 |
| 第2代                | 博石侯   | 刘獲 | ？年     | ？         | 刘淵子，免                     |

### 要安侯
| 要安侯（前48年－？） |          |      |          |            |                                |
| 傳位                 | 諡號     | 姓名 | 在位年數 | 在位時間   | 备注                           |
| 第1代                | 要安節侯 | 刘勝 | ？年     | 前48年－？ | 城陽荒王劉顺子，初元元年三月封 |
| 第2代                | 要安哀侯 | 刘守 | ？年     | ？         | 刘勝子，薨，无後               |

### 房山侯
| 房山侯（前48年－9年） |        |      |          |             |                                |
| 傳位                  | 諡號   | 姓名 | 在位年數 | 在位時間    | 备注                           |
| 第1代                 | 房山侯 | 刘勇 | 56年     | 前48年－9年 | 城陽荒王劉顺子，初元元年三月封 |

### 式侯
| 式侯（前48年－7年） |        |      |          |             |                                                        |
| 傳位                | 諡號   | 姓名 | 在位年數 | 在位時間    | 备注                                                   |
| 第1代               | 式節侯 | 刘憲 | ？年     | 前48年－？  | 城陽荒王劉顺子，初元元年三月封，三百戶                 |
| 第2代               | 式哀侯 | 刘霸 | ？年     | ？－前17年  | 刘憲子，鴻嘉元年薨，无後                               |
| 第2代               | 式侯   | 刘萌 | 19年     | 前13年－7年 | 刘憲子，刘霸弟，元延元年紹封，在位十九年免，刘盆子之父 |

### 臨鄉侯
| 臨鄉侯（前44年－？） |          |      |          |            |                                |
| 傳位                 | 諡號     | 姓名 | 在位年數 | 在位時間   | 备注                           |
| 第1代                | 臨鄉頃侯 | 刘雲 | ？年     | 前44年－？ | 廣陽頃王劉建子，初元五年六月封 |
| 第2代                | 臨鄉侯   | 刘交 | ？年     | ？         | 刘雲子，免                     |

### 西鄉侯
| 西鄉侯（前44年－？） |          |      |          |            |                                |
| 傳位                 | 諡號     | 姓名 | 在位年數 | 在位時間   | 备注                           |
| 第1代                | 西鄉頃侯 | 刘容 | ？年     | 前44年－？ | 廣陽頃王劉建子，初元五年六月封 |
| 第2代                | 西鄉侯   | 刘景 | ？年     | ？         | 刘容子，免                     |

### 陽鄉侯
| 陽鄉侯（前44年－？） |          |      |          |            |                                |
| 傳位                 | 諡號     | 姓名 | 在位年數 | 在位時間   | 备注                           |
| 第1代                | 陽鄉思侯 | 刘發 | ？年     | 前44年－？ | 廣陽頃王劉建子，初元五年六月封 |
| 第2代                | 陽鄉侯   | 刘度 | ？年     | ？         | 刘發子，免                     |

### 益昌侯
| 益昌侯（前41年－？） |          |      |          |            |                                |
| 傳位                 | 諡號     | 姓名 | 在位年數 | 在位時間   | 备注                           |
| 第1代                | 益昌頃侯 | 刘嬰 | ？年     | 前41年－？ | 廣陽頃王劉建子，永光三年三月封 |
| 第2代                | 益昌共侯 | 刘政 | ？年     | ？         | 刘嬰子                         |
| 第3代                | 益昌侯   | 刘福 | ？年     | ？         | 刘政子，免                     |

### 羊石侯
| 羊石侯（前41年－？） |          |      |          |            |                                |
| 傳位                 | 諡號     | 姓名 | 在位年數 | 在位時間   | 备注                           |
| 第1代                | 羊石頃侯 | 刘回 | ？年     | 前41年－？ | 膠東頃王刘音子，永光三年三月封 |
| 第2代                | 羊石共侯 | 刘成 | ？年     | ？         | 刘回子                         |
| 第3代                | 羊石侯   | 刘順 | ？年     | ？         | 刘成子，免                     |

### 石鄉侯
| 石鄉侯（前41年－？） |          |        |          |            |                                |
| 傳位                 | 諡號     | 姓名   | 在位年數 | 在位時間   | 备注                           |
| 第1代                | 石鄉煬侯 | 刘理   | ？年     | 前41年－？ | 膠東頃王刘音子，永光三年三月封 |
| 第2代                | 石鄉侯   | 刘建國 | ？年     | ？         | 刘理子，免                     |

### 新城侯
| 新城侯（前41年－？） |          |      |          |            |                                |
| 傳位                 | 諡號     | 姓名 | 在位年數 | 在位時間   | 备注                           |
| 第1代                | 新城節侯 | 刘根 | ？年     | 前41年－？ | 膠東頃王刘音子，永光三年三月封 |
| 第2代                | 新城侯   | 刘霸 | ？年     | ？         | 刘根子，免                     |

### 上鄉侯
| 上鄉侯（前41年－前2年） |        |      |          |               |                                                |
| 傳位                    | 諡號   | 姓名 | 在位年數 | 在位時間      | 备注                                           |
| 第1代                   | 上鄉侯 | 刘歙 | 39年     | 前41年－前2年 | 膠東頃王刘音子，永光三年三月封，在位三十九年免 |

### 于鄉侯
| 于鄉侯（前41年－？） |          |      |          |            |                                |
| 傳位                 | 諡號     | 姓名 | 在位年數 | 在位時間   | 备注                           |
| 第1代                | 于鄉節侯 | 刘定 | ？年     | 前41年－？ | 泗水勤王刘煖子，永光三年三月封 |
| 第2代                | 于鄉侯   | 刘聖 | ？年     | ？         | 刘定子，免                     |

### 就鄉侯
| 就鄉侯（前41年－前34年） |          |      |          |                |                                          |
| 傳位                     | 諡號     | 姓名 | 在位年數 | 在位時間       | 备注                                     |
| 第1代                    | 就鄉節侯 | 刘瑋 | 7年      | 前41年－前34年 | 泗水勤王刘煖子，永光三年三月封，薨，无後 |

### 石山侯
| 石山侯（前41年－？） |          |      |          |            |                                |
| 傳位                 | 諡號     | 姓名 | 在位年數 | 在位時間   | 备注                           |
| 第1代                | 石山節侯 | 刘玄 | ？年     | 前41年－？ | 城陽戴王刘恢子，永光三年三月封 |
| 第2代                | 石山釐侯 | 刘嘉 | ？年     | ？         | 刘玄子，免                     |

### 都陽侯
| 都陽侯（前41年－？） |          |      |          |            |                                |
| 傳位                 | 諡號     | 姓名 | 在位年數 | 在位時間   | 备注                           |
| 第1代                | 都陽節侯 | 刘音 | ？年     | 前41年－？ | 城陽戴王刘恢子，永光三年三月封 |
| 第2代                | 都陽侯   | 刘閎 | ？年     | ？         | 刘音子，免                     |

### 參封侯
| 參封侯（前41年－？） |        |      |          |            |                                |
| 傳位                 | 諡號   | 姓名 | 在位年數 | 在位時間   | 备注                           |
| 第1代                | 參封侯 | 刘嗣 | ？年     | 前41年－？ | 城陽戴王刘恢子，永光三年三月封 |
| 第2代                | 參封侯 | 刘殷 | ？年     | ？         | 刘嗣子，免                     |

### 伊鄉侯
| 伊鄉侯（前41年－？） |          |      |          |            |                                          |
| 傳位                 | 諡號     | 姓名 | 在位年數 | 在位時間   | 备注                                     |
| 第1代                | 伊鄉頃侯 | 刘遷 | ？年     | 前41年－？ | 城陽戴王刘恢子，永光三年三月封，薨，无後 |

### 襄平侯
| 襄平侯（前39年－9年） |        |      |          |             |                                            |
| 傳位                  | 諡號   | 姓名 | 在位年數 | 在位時間    | 备注                                       |
| 第1代                 | 襄平侯 | 刘舋 | 47年     | 前39年－9年 | 廣陽厲王子，永光五年三月封，在位四十七年免 |

### 貰鄉侯
| 貰鄉侯（前38年－前34年） |        |      |          |                |                                                    |
| 傳位                     | 諡號   | 姓名 | 在位年數 | 在位時間       | 备注                                               |
| 第1代                    | 貰鄉侯 | 刘平 | 4年      | 前38年－前34年 | 梁敬王刘定国子，建昭元年正月封，在位四年，病狂自殺 |

### 樂侯
| 樂侯（前38年－前34年） |      |      |          |                |                                                              |
| 傳位                   | 諡號 | 姓名 | 在位年數 | 在位時間       | 备注                                                         |
| 第1代                  | 樂侯 | 刘義 | 4年      | 前38年－前34年 | 梁敬王刘定国子，建昭元年正月封，在位四年，使人殺人，髡為城旦 |

### 中鄉侯
| 中鄉侯（前38年－9年） |        |        |          |             |                                                |
| 傳位                  | 諡號   | 姓名   | 在位年數 | 在位時間    | 备注                                           |
| 第1代                 | 中鄉侯 | 刘延年 | 46年     | 前38年－9年 | 梁敬王刘定国子，建昭元年正月封，在位四十六年薨 |

### 鄭侯
| 鄭侯（前38年－？） |        |        |          |            |                                |
| 傳位               | 諡號   | 姓名   | 在位年數 | 在位時間   | 备注                           |
| 第1代              | 鄭頃侯 | 刘罷軍 | ？年     | 前38年－？ | 梁敬王刘定国子，建昭元年正月封 |
| 第2代              | 鄭節侯 | 刘駿   | ？年     | ？         | 刘罷軍子                       |
| 第3代              | 鄭侯   | 刘良   | ？年     | ？         | 刘駿子，免                     |

### 黃侯
| 黃侯（前38年－前1年） |        |      |          |            |                                |
| 傳位                  | 諡號   | 姓名 | 在位年數 | 在位時間   | 备注                           |
| 第1代                 | 黃節侯 | 刘順 | ？年     | 前38年－？ | 梁敬王刘定国子，建昭元年正月封 |
| 第2代                 | 黃釐侯 | 刘申 | ？年     | ？－前1年  | 刘順子，元壽二年薨，无後       |

### 平樂侯
| 平樂侯（前38年－？） |          |      |          |            |                                |
| 傳位                 | 諡號     | 姓名 | 在位年數 | 在位時間   | 备注                           |
| 第1代                | 平樂節侯 | 刘遷 | ？年     | 前38年－？ | 梁敬王刘定国子，建昭元年正月封 |
| 第2代                | 平樂侯   | 刘寶 | ？年     | ？         | 刘遷子，免                     |

### 菑鄉侯
| 菑鄉侯（前38年－？） |          |        |          |            |                                |
| 傳位                 | 諡號     | 姓名   | 在位年數 | 在位時間   | 备注                           |
| 第1代                | 菑鄉釐侯 | 刘就   | ？年     | 前38年－？ | 梁敬王刘定国子，建昭元年正月封 |
| 第2代                | 菑鄉侯   | 刘逢喜 | ？年     | ？         | 刘就子，免                     |

### 東鄉侯
| 東鄉侯（前38年－？） |          |      |          |            |                                |
| 傳位                 | 諡號     | 姓名 | 在位年數 | 在位時間   | 备注                           |
| 第1代                | 東鄉節侯 | 刘方 | ？年     | 前38年－？ | 梁敬王刘定国子，建昭元年正月封 |
| 第2代                | 東鄉侯   | 刘護 | ？年     | ？         | 刘方子，免                     |

### 陵鄉侯
| 陵鄉侯（前38年－前31年） |        |      |          |                |                                            |
| 傳位                     | 諡號   | 姓名 | 在位年數 | 在位時間       | 备注                                       |
| 第1代                    | 陵鄉侯 | 刘訢 | 7年      | 前38年－前31年 | 梁敬王刘定国子，建昭元年正月封，建始二年免 |

### 溧陽侯
| 溧陽侯（前38年－？） |        |      |          |            |                                |
| 傳位                 | 諡號   | 姓名 | 在位年數 | 在位時間   | 备注                           |
| 第1代                | 溧陽侯 | 刘欽 | ？年     | 前38年－？ | 梁敬王刘定国子，建昭元年正月封 |
| 第2代                | 溧陽侯 | 刘畢 | ？年     | ？         | 刘欽子，免                     |

### 釐鄉侯
| 釐鄉侯（前38年－前17年） |        |      |          |                |                                                            |
| 傳位                     | 諡號   | 姓名 | 在位年數 | 在位時間       | 备注                                                       |
| 第1代                    | 釐鄉侯 | 刘固 | 21年     | 前38年－前17年 | 梁敬王刘定国子，建昭元年正月封，四百七十二戶，鴻嘉四年，免 |

### 高柴侯
| 高柴侯（前38年－？） |          |      |          |            |                                |
| 傳位                 | 諡號     | 姓名 | 在位年數 | 在位時間   | 备注                           |
| 第1代                | 高柴節侯 | 刘發 | ？年     | 前38年－？ | 梁敬王刘定国子，建昭元年正月封 |
| 第2代                | 高柴釐侯 | 刘賢 | ？年     | ？         | 刘發子                         |
| 第3代                | 高柴侯   | 刘隱 | ？年     | ？         | 刘賢子，免                     |

### 臨都侯
| 臨都侯（前38年－？） |          |        |          |            |                                |
| 傳位                 | 諡號     | 姓名   | 在位年數 | 在位時間   | 备注                           |
| 第1代                | 臨都節侯 | 刘未央 | ？年     | 前38年－？ | 梁敬王刘定国子，建昭元年正月封 |
| 第2代                | 臨都侯   | 刘息   | ？年     | ？         | 刘未央子，免                   |

### 高侯
| 高侯（前38年－？） |        |        |          |            |                                |
| 傳位               | 諡號   | 姓名   | 在位年數 | 在位時間   | 备注                           |
| 第1代              | 高質侯 | 刘舜   | ？年     | 前38年－？ | 梁敬王刘定国子，建昭元年正月封 |
| 第2代              | 高釐侯 | 刘始   | ？年     | ？         | 刘舜子                         |
| 第3代              | 高侯   | 刘便翁 | ？年     | ？         | 刘始子，免                     |

### 北鄉侯
| 北鄉侯（前35年－9年） |        |      |          |             |                                                |
| 傳位                  | 諡號   | 姓名 | 在位年數 | 在位時間    | 备注                                           |
| 第1代                 | 北鄉侯 | 刘譚 | 43年     | 前35年－9年 | 菑川孝王劉橫子，建昭四年六月封，在位四十三年免 |

### 蘭陵侯
| 蘭陵侯（前34年－？） |          |        |          |            |                                  |
| 傳位                 | 諡號     | 姓名   | 在位年數 | 在位時間   | 备注                             |
| 第1代                | 蘭陵節侯 | 刘宜   | ？年     | 前34年－？ | 廣陵孝王刘霸子，建昭五年十二月封 |
| 第2代                | 蘭陵共侯 | 刘譚   | ？年     | ？         | 刘宜子                           |
| 第3代                | 蘭陵侯   | 刘便強 | ？年     | ？         | 刘譚子，免                       |

### 廣平侯
| 廣平侯（前34年－？） |          |      |          |            |                                  |
| 傳位                 | 諡號     | 姓名 | 在位年數 | 在位時間   | 备注                             |
| 第1代                | 廣平節侯 | 刘德 | ？年     | 前34年－？ | 廣陵孝王刘霸子，建昭五年十二月封 |
| 第2代                | 廣平侯   | 刘德 | ？年     | ？         | 刘德子，免                       |

### 博鄉侯
| 博鄉侯（前33年－？） |          |      |          |            |                                    |
| 傳位                 | 諡號     | 姓名 | 在位年數 | 在位時間   | 备注                               |
| 第1代                | 博鄉節侯 | 刘交 | ？年     | 前33年－？ | 六安繆王刘定子，竟寧元年四月丁卯封 |
| 第2代                | 博鄉侯   | 刘就 | ？年     | ？         | 刘交子，免                         |

### 柏鄉侯
| 柏鄉侯（前33年－？） |          |      |          |            |                                  |
| 傳位                 | 諡號     | 姓名 | 在位年數 | 在位時間   | 备注                             |
| 第1代                | 柏鄉戴侯 | 刘買 | ？年     | 前33年－？ | 趙哀王刘高子，竟寧元年四月丁卯封 |
| 第2代                | 柏鄉頃侯 | 刘雲 | ？年     | ？         | 刘買子                           |
| 第3代                | 柏鄉侯   | 刘譚 | ？年     | ？         | 刘雲子，免                       |

### 安鄉侯
| 安鄉侯（前33年－？） |          |        |          |            |                                  |
| 傳位                 | 諡號     | 姓名   | 在位年數 | 在位時間   | 备注                             |
| 第1代                | 安鄉孝侯 | 刘喜   | ？年     | 前33年－？ | 趙哀王刘高子，竟寧元年四月丁卯封 |
| 第2代                | 安鄉釐侯 | 刘胡   | ？年     | ？         | 刘喜子                           |
| 第3代                | 安鄉侯   | 刘合眾 | ？年     | ？         | 刘胡子，免                       |

### 廣侯國
| 廣侯（前33年－？） |        |      |          |            |                                    |
| 傳位               | 諡號   | 姓名 | 在位年數 | 在位時間   | 备注                               |
| 第1代              | 廣釐侯 | 刘便 | ？年     | 前33年－？ | 菑川孝王劉橫子，竟寧元年四月丁卯封 |
| 第2代              | 廣節侯 | 刘護 | ？年     | ？         | 刘便子                             |
| 第3代              | 廣侯   | 刘宇 | ？年     | ？         | 刘護子，免                         |

### 平侯國
| 平侯（前33年－？） |        |      |          |            |                                    |
| 傳位               | 諡號   | 姓名 | 在位年數 | 在位時間   | 备注                               |
| 第1代              | 平節侯 | 刘服 | ？年     | 前33年－？ | 菑川孝王劉橫子，竟寧元年四月丁卯封 |
| 第2代              | 平侯   | 刘嘉 | ？年     | ？         | 刘服子，免                         |

## 成帝始封

### 昌鄉侯
| 昌鄉侯（前31年－前1年） |        |      |          |               |                                                                |
| 傳位                    | 諡號   | 姓名 | 在位年數 | 在位時間      | 备注                                                           |
| 第1代                   | 昌鄉侯 | 刘憲 | 30年     | 前33年－前1年 | 膠東頃王刘音子，建始二年正月封，元壽二年，坐使家丞封上印綬，免 |

### 順陽侯
| 順陽侯（前31年－9年） |        |      |          |             |                                                |
| 傳位                  | 諡號   | 姓名 | 在位年數 | 在位時間    | 备注                                           |
| 第1代                 | 順陽侯 | 刘共 | 39年     | 前31年－9年 | 膠東頃王刘音子，建始二年正月封，在位三十九年免 |

### 樂陽侯
| 樂陽侯（前31年－9年） |        |      |          |             |                                                |
| 傳位                  | 諡號   | 姓名 | 在位年數 | 在位時間    | 备注                                           |
| 第1代                 | 樂陽侯 | 刘獲 | 39年     | 前31年－9年 | 膠東頃王刘音子，建始二年正月封，在位三十九年免 |

### 平城侯國
| 平城侯（前31年－？） |          |      |          |            |                                |
| 傳位                 | 諡號     | 姓名 | 在位年數 | 在位時間   | 备注                           |
| 第1代                | 平城釐侯 | 刘邑 | ？年     | 前31年－？ | 膠東頃王刘音子，建始二年正月封 |
| 第2代                | 平城節侯 | 刘珍 | ？年     | ？         | 刘邑子                         |
| 第3代                | 平城侯   | 刘理 | ？年     | ？         | 刘珍子，免                     |

### 密鄉侯
| 密鄉侯（前31年－？） |          |      |          |            |                                |
| 傳位                 | 諡號     | 姓名 | 在位年數 | 在位時間   | 备注                           |
| 第1代                | 密鄉頃侯 | 刘林 | ？年     | 前31年－？ | 膠東頃王刘音子，建始二年正月封 |
| 第2代                | 密鄉孝侯 | 刘欽 | ？年     | ？         | 刘林子                         |
| 第3代                | 密鄉侯   | 刘敞 | ？年     | ？         | 刘欽子，免                     |

### 樂都侯
| 樂都侯（前31年－？） |          |        |          |            |                                |
| 傳位                 | 諡號     | 姓名   | 在位年數 | 在位時間   | 备注                           |
| 第1代                | 樂都煬侯 | 刘訢   | ？年     | 前31年－？ | 膠東頃王刘音子，建始二年正月封 |
| 第2代                | 樂都繆侯 | 刘臨   | ？年     | ？         | 刘訢子                         |
| 第3代                | 樂都侯   | 刘延年 | ？年     | ？         | 刘臨子，免                     |

### 卑梁侯
| 卑梁侯（前31年－9年） |        |      |          |             |                                                |
| 傳位                  | 諡號   | 姓名 | 在位年數 | 在位時間    | 备注                                           |
| 第1代                 | 卑梁侯 | 刘都 | 39年     | 前31年－9年 | 高密頃王刘章子，建始二年正月封，在位三十九年免 |

### 膠陽侯
| 膠陽侯（前31年－9年） |        |      |          |             |                                                |
| 傳位                  | 諡號   | 姓名 | 在位年數 | 在位時間    | 备注                                           |
| 第1代                 | 膠陽侯 | 刘恁 | 39年     | 前31年－9年 | 高密頃王刘章子，建始二年正月封，在位三十九年免 |

### 武鄉侯
| 武鄉侯（前31年－？） |        |      |          |            |                                |
| 傳位                 | 諡號   | 姓名 | 在位年數 | 在位時間   | 备注                           |
| 第1代                | 武鄉侯 | 刘慶 | ？年     | 前31年－？ | 高密頃王刘章子，建始二年正月封 |
| 第2代                | 武鄉侯 | 刘勁 | ？年     | ？         | 刘慶子，免                     |

### 成鄉侯
| 成鄉侯（前31年－？） |        |      |          |            |                                |
| 傳位                 | 諡號   | 姓名 | 在位年數 | 在位時間   | 备注                           |
| 第1代                | 成鄉侯 | 刘安 | ？年     | 前31年－？ | 高密頃王刘章子，建始二年正月封 |
| 第2代                | 成鄉侯 | 刘德 | ？年     | ？         | 刘安子，免                     |

### 麗茲侯
| 麗茲侯（前31年－？） |          |      |          |            |                                |
| 傳位                 | 諡號     | 姓名 | 在位年數 | 在位時間   | 备注                           |
| 第1代                | 麗茲共侯 | 刘賜 | ？年     | 前31年－？ | 高密頃王刘章子，建始二年正月封 |
| 第2代                | 麗茲侯   | 刘放 | ？年     | ？         | 刘賜子，免                     |

### 竇梁侯
| 竇梁侯（前31年－前27年） |          |      |          |                |                                                  |
| 傳位                     | 諡號     | 姓名 | 在位年數 | 在位時間       | 备注                                             |
| 第1代                    | 竇梁懷侯 | 刘強 | 4年      | 前31年－前27年 | 河間孝王刘庆子，建始二年正月封，在位四年薨，无後 |

### 廣戚侯
| 廣戚侯（前26年－6年） |          |      |          |            |                                                                    |
| 傳位                  | 諡號     | 姓名 | 在位年數 | 在位時間   | 备注                                                               |
| 第1代                 | 廣戚煬侯 | 刘勳 | ？年     | 前26年－？ | 楚孝王劉囂子，河平三年二月乙亥封                                   |
| 第2代                 | 廣戚侯   | 刘顯 | ？年     | ？         | 刘勳子                                                             |
| 第3代                 | 孺子     | 刘嬰 | ？年     | ？－6年    | 刘顯子，即孺子嬰，居攝元年為太子，王莽篡位，為定安公，王莽敗，遇害 |

### 陰平侯
| 陰平侯（前23年－？） |          |      |          |            |                                              |
| 傳位                 | 諡號     | 姓名 | 在位年數 | 在位時間   | 备注                                         |
| 第1代                | 陰平釐侯 | 刘回 | ？年     | 前23年－？ | 楚孝王劉囂子，陽朔二年正月丙午封             |
| 第2代                | 陰平侯   | 刘詩 | ？年     | ？         | 刘回子                                       |
| 承鄉侯（1年－9年）   |          |      |          |            |                                              |
| 第2代                | 承鄉侯   | 刘閟 | 8年      | 1年－9年   | 楚孝王劉囂孙，元始元年二月丙午封，在位八年免 |

### 樂平侯→共樂侯
| 樂平侯→共樂侯（前23年－？） |        |      |          |            |                                                |
| 傳位                        | 諡號   | 姓名 | 在位年數 | 在位時間   | 备注                                           |
| 第1代                       | 樂平侯 | 刘訢 | ？年     | 前23年－？ | 淮陽憲王刘钦子，陽朔二年閏六月壬午封，病免     |
| 第1代                       | 共樂侯 | 刘訢 | ？年     | 前1年－？  | 元壽二年更封共樂侯                             |
| 外黃侯（1年－9年）          |        |      |          |            |                                                |
| 第2代                       | 外黃侯 | 刘圉 | 8年      | 1年－9年   | 淮陽憲王刘钦孙，元始元年二月丙辰封，在位八年免 |
| 高陽侯（1年－9年）          |        |      |          |            |                                                |
| 第2代                       | 高陽侯 | 刘並 | 8年      | 1年－9年   | 淮陽憲王刘钦孙，元始元年二月丙辰封，在位八年免 |
| 平陸侯（1年－9年）          |        |      |          |            |                                                |
| 第2代                       | 平陸侯 | 刘寵 | 8年      | 1年－9年   | 淮陽憲王刘钦孙，元始元年二月丙辰封，在位八年免 |

### 郚鄉侯
| 郚鄉侯（前21年－前4年） |        |      |          |               |                                                                    |
| 傳位                    | 諡號   | 姓名 | 在位年數 | 在位時間      | 备注                                                               |
| 第1代                   | 郚鄉侯 | 刘閔 | 17年     | 前21年－前4年 | 魯頃王刘劲子，陽朔四年四月甲寅封，在位十七年，建平三年，刘閔為魯王 |
| 宰鄉侯（1年－9年）      |        |      |          |               |                                                                    |
| 第2代                   | 宰鄉侯 | 刘延 | 8年      | 1年－9年      | 刘閔子，以頃王孫封，八年免                                         |

### 建鄉侯
| 建鄉侯（前21年－？） |          |        |          |            |                                  |
| 傳位                 | 諡號     | 姓名   | 在位年數 | 在位時間   | 备注                             |
| 第1代                | 建鄉釐侯 | 刘康   | ？年     | 前21年－？ | 魯頃王刘劲子，陽朔四年四月甲寅封 |
| 第2代                | 建鄉侯   | 刘自當 | ？年     | ？         | 刘康子，免                       |

### 安丘侯
| 安丘侯（前20年－9年） |        |      |          |             |                                                    |
| 傳位                  | 諡號   | 姓名 | 在位年數 | 在位時間    | 备注                                               |
| 第1代                 | 安丘侯 | 刘常 | 28年     | 前20年－9年 | 高密頃王刘章子，鴻嘉元年正月癸巳封，在位二十八年免 |

### 栗鄉侯
| 栗鄉侯（前20年－？） |          |        |          |            |                                                |
| 傳位                 | 諡號     | 姓名   | 在位年數 | 在位時間   | 备注                                           |
| 第1代                | 栗鄉頃侯 | 刘護   | ？年     | 前20年－？ | 東平思王刘宇子，鴻嘉元年四月辛巳封             |
| 第2代                | 栗鄉侯   | 刘玄成 | ？年     | ？         | 刘護子                                         |
| 金鄉侯（1年－9年）   |          |        |          |            |                                                |
| 第2代                | 金鄉侯   | 刘不害 | 8年      | 1年－9年   | 東平思王刘宇孙，元始元年二月丙辰封，在位八年免 |
| 平通侯（1年－9年）   |          |        |          |            |                                                |
| 第2代                | 平通侯   | 刘旦   | 8年      | 1年－9年   | 東平思王刘宇孙，元始元年二月丙辰封，在位八年免 |
| 西安侯（1年－9年）   |          |        |          |            |                                                |
| 第2代                | 西安侯   | 刘漢   | 8年      | 1年－9年   | 東平思王刘宇孙，元始元年二月丙辰封，在位八年免 |
| 湖鄉侯（1年－9年）   |          |        |          |            |                                                |
| 第2代                | 湖鄉侯   | 刘開   | 8年      | 1年－9年   | 東平思王刘宇孙，元始元年二月丙辰封，在位八年免 |
| 重鄉侯（1年－9年）   |          |        |          |            |                                                |
| 第2代                | 重鄉侯   | 刘少柏 | 8年      | 1年－9年   | 東平思王刘宇孙，元始元年二月丙辰封，在位八年免 |

### 桑丘侯
| 桑丘侯（前20年－？） |        |        |          |            |                                                |
| 傳位                 | 諡號   | 姓名   | 在位年數 | 在位時間   | 备注                                           |
| 第1代                | 桑丘侯 | 刘頃   | ？年     | 前20年－？ | 東平思王刘宇子，鴻嘉元年四月辛巳封             |
| 陽興侯（1年－9年）   |        |        |          |            |                                                |
| 第2代                | 陽興侯 | 刘寄生 | 8年      | 1年－9年   | 東平思王刘宇孙，元始元年二月丙辰封，在位八年免 |
| 陵陽侯（1年－9年）   |        |        |          |            |                                                |
| 第2代                | 陵陽侯 | 刘嘉   | 8年      | 1年－9年   | 東平思王刘宇孙，元始元年二月丙辰封，在位八年免 |
| 高樂侯（1年－9年）   |        |        |          |            |                                                |
| 第2代                | 高樂侯 | 刘修   | 8年      | 1年－9年   | 東平思王刘宇孙，元始元年二月丙辰封，在位八年免 |
| 平邑侯（1年－9年）   |        |        |          |            |                                                |
| 第2代                | 平邑侯 | 刘閔   | 8年      | 1年－9年   | 東平思王刘宇孙，元始元年二月丙辰封，在位八年免 |
| 平纂侯（1年－9年）   |        |        |          |            |                                                |
| 第2代                | 平纂侯 | 刘況   | 8年      | 1年－9年   | 東平思王刘宇孙，元始元年二月丙辰封，在位八年免 |
| 合昌侯（1年－9年）   |        |        |          |            |                                                |
| 第2代                | 合昌侯 | 刘輔   | 8年      | 1年－9年   | 東平思王刘宇孙，元始元年二月丙辰封，在位八年免 |
| 伊鄉侯（1年－9年）   |        |        |          |            |                                                |
| 第2代                | 伊鄉侯 | 刘開   | 8年      | 1年－9年   | 東平思王刘宇孙，元始元年二月丙辰封，在位八年免 |
| 就鄉侯（1年－9年）   |        |        |          |            |                                                |
| 第2代                | 就鄉侯 | 刘不害 | 8年      | 1年－9年   | 東平思王刘宇孙，元始元年二月丙辰封，在位八年免 |
| 膠鄉侯（1年－9年）   |        |        |          |            |                                                |
| 第2代                | 膠鄉侯 | 刘武   | 8年      | 1年－9年   | 東平思王刘宇孙，元始元年二月丙辰封，在位八年免 |
| 宜鄉侯（1年－9年）   |        |        |          |            |                                                |
| 第2代                | 宜鄉侯 | 刘恢   | 8年      | 1年－9年   | 東平思王刘宇孙，元始元年二月丙辰封，在位八年免 |
| 昌城侯（1年－9年）   |        |        |          |            |                                                |
| 第2代                | 昌城侯 | 刘豐   | 8年      | 1年－9年   | 東平思王刘宇孙，元始元年二月丙辰封，在位八年免 |
| 樂安侯（1年－9年）   |        |        |          |            |                                                |
| 第2代                | 樂安侯 | 刘禹   | 8年      | 1年－9年   | 東平思王刘宇孙，元始元年二月丙辰封，在位八年免 |

### 桃鄉侯
| 桃鄉侯（前19年－？） |          |      |          |            |                                    |
| 傳位                 | 諡號     | 姓名 | 在位年數 | 在位時間   | 备注                               |
| 第1代                | 桃鄉頃侯 | 刘宣 | ？年     | 前19年－？ | 東平思王刘宇子，鴻嘉二年正月戊子封 |
| 第2代                | 桃鄉侯   | 刘立 | ？年     | ？         | 刘宣子，免                         |

### 新陽侯
| 新陽侯（前19年－？） |          |      |          |            |                                  |
| 傳位                 | 諡號     | 姓名 | 在位年數 | 在位時間   | 备注                             |
| 第1代                | 新陽頃侯 | 刘永 | ？年     | 前19年－？ | 魯頃王刘劲子，鴻嘉二年五月戊子封 |
| 第2代                | 新陽侯   | 刘級 | ？年     | ？         | 刘永子，免                       |

### 陵石侯
| 陵石侯（前17年－9年） |        |      |          |             |                                                    |
| 傳位                  | 諡號   | 姓名 | 在位年數 | 在位時間    | 备注                                               |
| 第1代                 | 陵石侯 | 刘慶 | 25年     | 前17年－9年 | 膠東共王刘授子，鴻嘉四年六月乙巳封，在位二十五年免 |

### 祁鄉侯
| 祁鄉侯（前15年－？） |          |      |          |            |                                  |
| 傳位                 | 諡號     | 姓名 | 在位年數 | 在位時間   | 备注                             |
| 第1代                | 祁鄉節侯 | 刘賢 | ？年     | 前15年－？ | 梁夷王刘遂子，永始二年五月乙亥封 |
| 第2代                | 祁鄉侯   | 刘富 | ？年     | ？         | 刘賢子，免                       |

### 富陽侯
| 富陽侯（前14年－10年） |        |      |          |              |                                                    |
| 傳位                   | 諡號   | 姓名 | 在位年數 | 在位時間     | 备注                                               |
| 第1代                  | 富陽侯 | 刘萌 | 23年     | 前14年－10年 | 東平思王刘宇子，永始三年三月庚申封，在位二十三年免 |

### 曲鄉侯
| 曲鄉侯（前14年－？） |          |      |          |             |                                                |
| 傳位                 | 諡號     | 姓名 | 在位年數 | 在位時間    | 备注                                           |
| 第1代                | 曲鄉頃侯 | 刘鳳 | 17年     | 前14年－4年 | 梁荒王刘嘉子，永始三年六月辛卯封，在位十七年薨 |
| 第2代                | 曲鄉侯   | 刘雲 | ？年     | ？          | 刘鳳子，免                                     |

### 桃山侯
| 桃山侯（前13年－9年） |        |      |          |             |                                                    |
| 傳位                  | 諡號   | 姓名 | 在位年數 | 在位時間    | 备注                                               |
| 第1代                 | 桃山侯 | 刘欽 | 21年     | 前13年－9年 | 城陽孝王刘景子，永始四年五月戊申封，在位二十一年免 |

### 昌陽侯
| 昌陽侯（前13年－9年） |        |      |          |             |                                                    |
| 傳位                  | 諡號   | 姓名 | 在位年數 | 在位時間    | 备注                                               |
| 第1代                 | 昌陽侯 | 刘霸 | 21年     | 前13年－9年 | 泗水戾王刘骏子，永始四年五月戊申封，在位二十一年免 |

### 臨安侯
| 臨安侯（前13年－9年） |        |      |          |             |                                                    |
| 傳位                  | 諡號   | 姓名 | 在位年數 | 在位時間    | 备注                                               |
| 第1代                 | 臨安侯 | 刘閔 | 21年     | 前13年－9年 | 膠東共王刘授子，永始四年五月戊申封，在位二十一年免 |

### 徐鄉侯
| 徐鄉侯（前12年－9年） |        |      |          |             |                                                                                |
| 傳位                  | 諡號   | 姓名 | 在位年數 | 在位時間    | 备注                                                                           |
| 第1代                 | 徐鄉侯 | 刘炔 | 21年     | 前12年－9年 | 膠東共王刘授子，元延元年二月癸卯封，在位二十一年，王莽建國元年，舉兵欲誅莽，死 |

### 臺鄉侯
| 臺鄉侯（前11年－8年） |        |      |          |             |                                                  |
| 傳位                  | 諡號   | 姓名 | 在位年數 | 在位時間    | 备注                                             |
| 第1代                 | 臺鄉侯 | 刘畛 | 18年     | 前11年－8年 | 菑川孝王劉橫子，元延二年正月癸卯封，在位十八年免 |

### 西陽侯
| 西陽侯（前11年－？） |          |      |          |            |                                    |
| 傳位                 | 諡號     | 姓名 | 在位年數 | 在位時間   | 备注                               |
| 第1代                | 西陽頃侯 | 刘並 | ？年     | 前11年－？ | 東平思王刘宇子，元延二年四月甲寅封 |
| 第2代                | 西陽侯   | 刘偃 | ？年     | ？         | 刘並子，免                         |

### 堂鄉侯
| 堂鄉侯（前8年－前5年） |          |      |          |              |                                                      |
| 傳位                   | 諡號     | 姓名 | 在位年數 | 在位時間     | 备注                                                 |
| 第1代                  | 堂鄉哀侯 | 刘恢 | 3年      | 前8年－前5年 | 膠東共王刘授子，綏和元年五月戊午封，在位三年薨，无後 |

### 安國侯
| 安國侯（前8年－9年） |        |      |          |            |                                                |
| 傳位                 | 諡號   | 姓名 | 在位年數 | 在位時間   | 备注                                           |
| 第1代                | 安國侯 | 刘吉 | 16年     | 前8年－9年 | 趙共王刘充子，綏和元年六月丙寅封，在位十六年免 |

### 梁鄉侯
| 梁鄉侯（前8年－9年） |        |      |          |            |                                                |
| 傳位                 | 諡號   | 姓名 | 在位年數 | 在位時間   | 备注                                           |
| 第1代                | 梁鄉侯 | 刘交 | 16年     | 前8年－9年 | 趙共王刘充子，綏和元年六月丙寅封，在位十六年免 |

### 襄鄉侯
| 襄鄉侯（前8年－？） |          |      |          |           |                                  |
| 傳位                | 諡號     | 姓名 | 在位年數 | 在位時間  | 备注                             |
| 第1代               | 襄鄉頃侯 | 刘福 | ？年     | 前8年－？ | 趙共王刘充子，綏和元年六月丙寅封 |
| 第2代               | 襄鄉侯   | 刘章 | ？年     | ？        | 刘福子，免                       |

### 容鄉侯
| 容鄉侯（前8年－？） |          |      |          |           |                                  |
| 傳位                | 諡號     | 姓名 | 在位年數 | 在位時間  | 备注                             |
| 第1代               | 容鄉釐侯 | 刘強 | ？年     | 前8年－？ | 趙共王刘充子，綏和元年六月丙寅封 |
| 第2代               | 容鄉侯   | 刘弘 | ？年     | ？        | 刘強子，免                       |

### 縕鄉侯
| 縕鄉侯（前8年－9年） |        |      |          |            |                                                |
| 傳位                 | 諡號   | 姓名 | 在位年數 | 在位時間   | 备注                                           |
| 第1代                | 縕鄉侯 | 刘固 | 16年     | 前8年－9年 | 趙共王刘充子，綏和元年六月丙寅封，在位十六年免 |

### 廣昌侯
| 廣昌侯（前8年－9年） |        |      |          |            |                                                  |
| 傳位                 | 諡號   | 姓名 | 在位年數 | 在位時間   | 备注                                             |
| 第1代                | 廣昌侯 | 刘賀 | 16年     | 前8年－9年 | 河間孝王刘庆子，綏和元年六月丙寅封，在位十六年免 |

### 都安侯
| 都安侯（前8年－？） |          |      |          |           |                                    |
| 傳位                | 諡號     | 姓名 | 在位年數 | 在位時間  | 备注                               |
| 第1代               | 都安節侯 | 刘普 | ？年     | 前8年－？ | 河間孝王刘庆子，綏和元年六月丙寅封 |
| 第2代               | 都安侯   | 刘胥 | ？年     | ？        | 刘普子，免                         |

### 樂平侯
| 樂平侯（前8年－9年） |        |      |          |            |                                                  |
| 傳位                 | 諡號   | 姓名 | 在位年數 | 在位時間   | 备注                                             |
| 第1代                | 樂平侯 | 刘永 | 16年     | 前8年－9年 | 河間孝王刘庆子，綏和元年六月丙寅封，在位十六年免 |

### 方鄉侯
| 方鄉侯（前8年－9年） |        |        |          |            |                                              |
| 傳位                 | 諡號   | 姓名   | 在位年數 | 在位時間   | 备注                                         |
| 第1代                | 方鄉侯 | 刘常得 | 16年     | 前8年－9年 | 廣陽惠王子，綏和元年六月丙寅封，在位十六年免 |

### 庸鄉侯
| 庸鄉侯（前7年－9年） |        |      |          |            |                                              |
| 傳位                 | 諡號   | 姓名 | 在位年數 | 在位時間   | 备注                                         |
| 第1代                | 庸鄉侯 | 刘宰 | 15年     | 前7年－9年 | 六安頃王刘光子，綏和二年七月庚午封，十五年免 |

## 哀帝始封

### 南昌侯
| 南昌侯（前5年－7年） |        |      |          |            |                                        |
| 傳位                 | 諡號   | 姓名 | 在位年數 | 在位時間   | 备注                                   |
| 第1代                | 南昌侯 | 刘宇 | 12年     | 前5年－8年 | 河間惠王刘良子，建平二年五月丁酉封，免 |

### 嚴鄉侯
| 嚴鄉侯（前5年－7年） |        |      |          |              |                                                                  |
| 傳位                 | 諡號   | 姓名 | 在位年數 | 在位時間     | 备注                                                             |
| 第1代                | 嚴鄉侯 | 刘信 | 4年      | 前5年－前1年 | 東平煬王刘云子，建平二年五月丁酉封，坐父大逆，免                 |
| 第1代                | 嚴鄉侯 | 刘信 | 6年      | 1年－7年     | 元始元年復封。居攝二年，東郡太守翟義舉兵，立刘信為天子，兵敗，死 |

### 武平侯
| 武平侯（前5年－7年） |        |      |          |              |                                                  |
| 傳位                 | 諡號   | 姓名 | 在位年數 | 在位時間     | 备注                                             |
| 第1代                | 武平侯 | 刘璜 | 4年      | 前5年－前1年 | 東平煬王刘云子，建平二年五月丁酉封，坐父大逆，免 |
| 第1代                | 武平侯 | 刘璜 | 6年      | 1年－7年     | 元始元年復封。居攝二年，舉兵死                   |

### 陵鄉侯
| 陵鄉侯（前3年－4年） |        |      |          |            |                                                              |
| 傳位                 | 諡號   | 姓名 | 在位年數 | 在位時間   | 备注                                                         |
| 第1代                | 陵鄉侯 | 刘曾 | 6年      | 前3年－4年 | 楚思王刘衍子，建平四年三月丁卯封，至王莽六年，舉兵欲誅莽，死 |

### 武安侯
| 武安侯（前3年－9年） |        |      |          |              |                                                          |
| 傳位                 | 諡號   | 姓名 | 在位年數 | 在位時間     | 备注                                                     |
| 第1代                | 武安侯 | 刘㥅 | 2年      | 前3年－前1年 | 楚思王刘衍子，建平四年三月丁卯封，元壽二年，坐使奴殺人免 |
| 第1代                | 武安侯 | 刘㥅 | 6年      | 1年－9年     | 元始元年復封，八年免                                     |

### 湘鄉侯
| 湘鄉侯（前3年－9年） |        |      |          |            |                                  |
| 傳位                 | 諡號   | 姓名 | 在位年數 | 在位時間   | 备注                             |
| 第1代                | 湘鄉侯 | 刘昌 | 11年     | 前3年－9年 | 長沙王子，建平四年五月丙午封，免 |

### 方樂侯
| 方樂侯（前2年－9年） |        |      |          |            |                                    |
| 傳位                 | 諡號   | 姓名 | 在位年數 | 在位時間   | 备注                               |
| 第1代                | 方樂侯 | 刘嘉 | 11年     | 前2年－9年 | 廣陵繆王子，元壽元年五月乙卯封，免 |

### 宜禾侯
| 宜禾侯（前1年－9年） |          |      |          |           |                                    |
| 傳位                 | 諡號     | 姓名 | 在位年數 | 在位時間  | 备注                               |
| 第1代                | 宜禾節侯 | 刘得 | ？年     | 前3年－？ | 河間孝王刘庆子，元壽二年四月丁酉封 |
| 第2代                | 宜禾侯   | 刘恢 | ？年     | ？－9年   | 刘得子，免                         |

### 富春侯
| 富春侯（前1年－9年） |        |      |          |            |                                        |
| 傳位                 | 諡號   | 姓名 | 在位年數 | 在位時間   | 备注                                   |
| 第1代                | 富春侯 | 刘玄 | 10年     | 前1年－9年 | 河間孝王刘庆子，元壽二年四月丁酉封，免 |

## 平帝始封

### 陶鄉侯
| 陶鄉侯（1年－9年） |        |      |          |          |                                        |
| 傳位               | 諡號   | 姓名 | 在位年數 | 在位時間 | 备注                                   |
| 第1代              | 陶鄉侯 | 刘恢 | 8年      | 1年－9年 | 東平煬王刘云子，元始元年二月丙辰封，免 |

### 釐鄉侯
| 釐鄉侯（1年－9年） |        |      |          |          |                                        |
| 傳位               | 諡號   | 姓名 | 在位年數 | 在位時間 | 备注                                   |
| 第1代              | 釐鄉侯 | 刘褒 | 8年      | 1年－9年 | 東平煬王刘云子，元始元年二月丙辰封，免 |

### 昌鄉侯
| 昌鄉侯（1年－9年） |        |      |          |          |                                        |
| 傳位               | 諡號   | 姓名 | 在位年數 | 在位時間 | 备注                                   |
| 第1代              | 昌鄉侯 | 刘且 | 8年      | 1年－9年 | 東平煬王刘云子，元始元年二月丙辰封，免 |

### 新鄉侯
| 新鄉侯（1年－9年） |        |      |          |          |                                        |
| 傳位               | 諡號   | 姓名 | 在位年數 | 在位時間 | 备注                                   |
| 第1代              | 新鄉侯 | 刘鯉 | 8年      | 1年－9年 | 東平煬王刘云子，元始元年二月丙辰封，免 |

### 郚鄉侯
| 郚鄉侯（1年－9年） |        |      |          |          |                                      |
| 傳位               | 諡號   | 姓名 | 在位年數 | 在位時間 | 备注                                 |
| 第1代              | 郚鄉侯 | 刘光 | 8年      | 1年－9年 | 楚思王刘衍子，元始元年二月丙辰封，免 |

### 新城侯
| 新城侯（1年－9年） |        |      |          |          |                                      |
| 傳位               | 諡號   | 姓名 | 在位年數 | 在位時間 | 备注                                 |
| 第1代              | 新城侯 | 刘武 | 8年      | 1年－9年 | 楚思王刘衍子，元始元年二月丙辰封，免 |

### 宜陵侯
| 宜陵侯（1年－9年） |        |      |          |          |                                      |
| 傳位               | 諡號   | 姓名 | 在位年數 | 在位時間 | 备注                                 |
| 第1代              | 宜陵侯 | 刘豐 | 8年      | 1年－9年 | 楚思王刘衍子，元始元年二月丙辰封，免 |

### 堂鄉侯
| 堂鄉侯（1年－9年） |        |      |          |          |                                      |
| 傳位               | 諡號   | 姓名 | 在位年數 | 在位時間 | 备注                                 |
| 第1代              | 堂鄉侯 | 刘護 | 8年      | 1年－9年 | 楚思王刘衍子，元始元年二月丙辰封，免 |

### 成陵侯
| 成陵侯（1年－9年） |        |      |          |          |                                      |
| 傳位               | 諡號   | 姓名 | 在位年數 | 在位時間 | 备注                                 |
| 第1代              | 成陵侯 | 刘由 | 8年      | 1年－9年 | 楚思王刘衍子，元始元年二月丙辰封，免 |

### 成陽侯
| 成陽侯（1年－9年） |        |      |          |          |                                      |
| 傳位               | 諡號   | 姓名 | 在位年數 | 在位時間 | 备注                                 |
| 第1代              | 成陽侯 | 刘眾 | 8年      | 1年－9年 | 楚思王刘衍子，元始元年二月丙辰封，免 |

### 復昌侯
| 復昌侯（1年－9年） |        |      |          |          |                                      |
| 傳位               | 諡號   | 姓名 | 在位年數 | 在位時間 | 备注                                 |
| 第1代              | 復昌侯 | 刘休 | 8年      | 1年－9年 | 楚思王刘衍子，元始元年二月丙辰封，免 |

### 安陸侯
| 安陸侯（1年－9年） |        |      |          |          |                                      |
| 傳位               | 諡號   | 姓名 | 在位年數 | 在位時間 | 备注                                 |
| 第1代              | 安陸侯 | 刘平 | 8年      | 1年－9年 | 楚思王刘衍子，元始元年二月丙辰封，免 |

### 梧安侯
| 梧安侯（1年－9年） |        |      |          |          |                                      |
| 傳位               | 諡號   | 姓名 | 在位年數 | 在位時間 | 备注                                 |
| 第1代              | 梧安侯 | 刘譽 | 8年      | 1年－9年 | 楚思王刘衍子，元始元年二月丙辰封，免 |

### 朝鄉侯
| 朝鄉侯（1年－9年） |        |      |          |          |                                      |
| 傳位               | 諡號   | 姓名 | 在位年數 | 在位時間 | 备注                                 |
| 第1代              | 朝鄉侯 | 刘充 | 8年      | 1年－9年 | 楚思王刘衍子，元始元年二月丙辰封，免 |

### 扶鄉侯
| 扶鄉侯（1年－9年） |        |      |          |          |                                      |
| 傳位               | 諡號   | 姓名 | 在位年數 | 在位時間 | 备注                                 |
| 第1代              | 扶鄉侯 | 刘普 | 8年      | 1年－9年 | 楚思王刘衍子，元始元年二月丙辰封，免 |

### 方城侯
| 方城侯（2年－9年） |        |      |          |          |                                        |
| 傳位               | 諡號   | 姓名 | 在位年數 | 在位時間 | 备注                                   |
| 第1代              | 方城侯 | 刘宣 | 7年      | 2年－9年 | 廣陽繆王刘舜子，元始二年四月丁酉封，免 |

### 當陽侯
| 當陽侯（2年－9年） |        |      |          |          |                                        |
| 傳位               | 諡號   | 姓名 | 在位年數 | 在位時間 | 备注                                   |
| 第1代              | 當陽侯 | 刘益 | 7年      | 2年－9年 | 廣陽思王刘璜子，元始二年四月丁酉封，免 |

### 廣城侯
| 廣城侯（2年－9年） |        |      |          |          |                                        |
| 傳位               | 諡號   | 姓名 | 在位年數 | 在位時間 | 备注                                   |
| 第1代              | 廣城侯 | 刘疌 | 7年      | 2年－9年 | 廣陽思王刘璜子，元始二年四月丁酉封，免 |

### 春城侯
| 春城侯（2年－9年） |        |      |          |          |                                        |
| 傳位               | 諡號   | 姓名 | 在位年數 | 在位時間 | 备注                                   |
| 第1代              | 春城侯 | 刘允 | 7年      | 2年－9年 | 東平煬王刘云子，元始二年四月丁酉封，免 |

### 昭陽侯
| 昭陽侯（5年－9年） |        |      |          |          |                                          |
| 傳位               | 諡號   | 姓名 | 在位年數 | 在位時間 | 备注                                     |
| 第1代              | 昭陽侯 | 刘賞 | 4年      | 5年－9年 | 長沙剌王劉建德子，元始五年閏月丁酉封，免 |

### 承陽侯
| 承陽侯（5年－9年） |        |      |          |          |                                          |
| 傳位               | 諡號   | 姓名 | 在位年數 | 在位時間 | 备注                                     |
| 第1代              | 承陽侯 | 刘景 | 4年      | 5年－9年 | 長沙剌王劉建德子，元始五年閏月丁酉封，免 |

### 信昌侯
| 信昌侯（5年－9年） |        |      |          |          |                                        |
| 傳位               | 諡號   | 姓名 | 在位年數 | 在位時間 | 备注                                   |
| 第1代              | 信昌侯 | 刘廣 | 4年      | 5年－9年 | 真定共王劉普子，元始五年閏月丁酉封，免 |

### 呂鄉侯
| 呂鄉侯（5年－9年） |        |      |          |          |                                      |
| 傳位               | 諡號   | 姓名 | 在位年數 | 在位時間 | 备注                                 |
| 第1代              | 呂鄉侯 | 刘尚 | 4年      | 5年－9年 | 楚思王刘衍子，元始五年閏月丁酉封，免 |

### 李鄉侯
| 李鄉侯（5年－9年） |        |      |          |          |                                      |
| 傳位               | 諡號   | 姓名 | 在位年數 | 在位時間 | 备注                                 |
| 第1代              | 李鄉侯 | 刘殷 | 4年      | 5年－9年 | 楚思王刘衍子，元始五年閏月丁酉封，免 |

### 宛鄉侯
| 宛鄉侯（5年－9年） |        |      |          |          |                                      |
| 傳位               | 諡號   | 姓名 | 在位年數 | 在位時間 | 备注                                 |
| 第1代              | 宛鄉侯 | 刘隆 | 4年      | 5年－9年 | 楚思王刘衍子，元始五年閏月丁酉封，免 |

### 壽泉侯
| 壽泉侯（5年－9年） |        |      |          |          |                                      |
| 傳位               | 諡號   | 姓名 | 在位年數 | 在位時間 | 备注                                 |
| 第1代              | 壽泉侯 | 刘承 | 4年      | 5年－9年 | 楚思王刘衍子，元始五年閏月丁酉封，免 |

### 杏山侯
| 杏山侯（5年－9年） |        |      |          |          |                                      |
| 傳位               | 諡號   | 姓名 | 在位年數 | 在位時間 | 备注                                 |
| 第1代              | 杏山侯 | 刘遵 | 4年      | 5年－9年 | 楚思王刘衍子，元始五年閏月丁酉封，免 |

## 後續
東漢建武二年（26年）十二月，光武帝劉秀下詔恢復因王莽廢絕的宗室侯國，後於建武六年（30年）六月定下行政簡化政策，大部分劉氏侯國也在此時省併。